# Go!プリンセスプリキュア
『Go!プリンセスプリキュア』（ゴー・プリンセスプリキュア、PRINCESS PRECURE）は、2015年2月1日から2016年1月31日まで、朝日放送・テレビ朝日系列で毎週日曜8時30分から9時（JST）に全50話が放送された、東映アニメーション制作のテレビアニメ。「プリキュアシリーズ」の通算12作目にして、10代目のプリキュアに当たる。
キャッチコピーは「つよく、やさしく、美しく」。

## 概要
本作品ではタイトルの通り「プリンセス」をキーワードに、「夢」をテーマに取りあげ、全寮制の学園を舞台にストーリーが展開されている。
作品の随所に盛り込まれているフリルやレース状のパターンや、オープニングのスタッフクレジットのアニメーション、放送中に表示される画面左上のデジタル時計の表示など、それまでのプリキュアとは違う趣の演出を見せている。オープニング前に約15秒間のナレーションが追加されているため、前作に続いてアイキャッチはBパートスタート時のみとされた一方、番組前期では毎週異なるアイキャッチが使用された。
文字多重放送を実施しており、はるかの台詞を黄色で、その他は白で表記している。また、データ放送やそれによるゲーム（じゃんけん）に勝って電話（テレドーム）することでプレゼントに応募できる企画やスマートフォン用アプリとの連動のほか、前作から導入された時刻のオーバーレイ表示や視聴者からのプリキュア似顔絵投稿も継続されている。
放送開始前のジャンクションには第1話から第6話までは変身シーンの一部の動画が、第7話以降は各話のハイライトシーンを用いた動画がそれぞれ使用されている。
最終回のエンディングの後には後日談として、心も身体も成長した元プリキュアの4人が登場する場面が描かれており、関連書籍においてこの場面は「10年後」である旨が記載されている。またこれに続けて、前作と同様にキュアフローラと、次作『魔法つかいプリキュア!』の主人公・キュアミラクルによるバトンタッチの一幕も盛り込まれた。
また、次作の『魔法つかいプリキュア!』では『Go!プリンセスプリキュア』に登場するドレスアップキーのデザインをした「バトンタッチリンクルストーンセット」 が発売された。

## あらすじ
主人公・春野はるかは、愛読書の絵本『花のプリンセス』がきっかけで「わたしもプリンセスになりたい！」と夢見る少女。幼少期、同じ幼稚園に通う藍原ゆうきに自身の夢をからかわれ落ち込んでいたところカナタと名乗る謎の少年と出会う。はるかはカナタに「夢を信じる大切さ」を教わり、去り際に夢のお守りを受け取る。はるかは自分の夢と貰ったお守りを大切に持つことをカナタと約束する。
時は流れ、中学1年生になったはるかは全寮制の私立ノーブル学園へ入学する。そしてはるかはルームメイトの七瀬ゆいと友達になり将来の夢を語り合っていたが、過去に夢をバカにされたトラウマから自分の夢を言うのを躊躇い森へ逃げてしまう。そして森ではるかはロイヤルフェアリーの兄妹・パフとアロマ、さらに彼らを追っていた闇の勢力ディスダークの三銃士の一人・クローズと出会う。その後ゆいが怪物ゼツボーグにされ、さらに彼女の夢を嘲笑うクローズを見たはるかは「ゆいちゃんの夢はわたしが守る！」と決意し、クローズに毅然と立ち向かう。するとお守りが光り出し、それはアロマたちの世界で闇を打ち砕く存在といわれるプリンセスプリキュアに変身するアイテム・ドレスアップキーだった。はるかはドレスアップキーとアロマが持っていたプリンセスパフュームで「花のプリンセス」キュアフローラに覚醒し、その力でゼツボーグを浄化してゆいを助ける。戦闘後、アロマははるかに「カナタ（プリンス・ホープ・グランド・カナタ）さまはホープキングダムの王子であり、大魔女ディスピアが統べるディスダークに国を支配された際に行方不明になった」と説明し、さらに「ボクたちは3人のプリンセスプリキュアをさがすべくこの世界にやってきた」とも説明する。その状況を酌んだはるかはカナタと国を救うこと、2人の仲間を見つけることを決意する。その後、学園の生徒会長を務め「学園のプリンセス」と慕われている2年生の海藤みなみが「海のプリンセス」キュアマーメイドに、同じ1年生でファッションモデルもこなす天ノ川きららが「星のプリンセス」キュアトゥインクルに覚醒し、ここにプリンセスプリキュアが集結する。3人は「つよく、やさしく、美しく」をモットーに究極のプリンセス、すなわちグランプリンセスを目指すべくプリンセスレッスンパッドに宿るミス・シャムールの指導を受けることになり、それぞれの夢へ向かって奮闘の日々を送る。そしてはるかはゆうきと幼稚園以来となる再会を果たし、さらに行方不明だったカナタとも間接的ながら再会を果たす。その際カナタは「12個のキーを見つけてほしい」と頼み、3人もそれを受け入れ発見に邁進しつつ、三銃士のクローズ・シャット・ロックや彼らが生み出すゼツボーグと戦うことになる。
その後、ディスピアから叱責を受け追い込まれたクローズが立ちはだかる。フローラたちはクローズの猛撃に追い詰められるが、その危機を察したカナタから送られたクリスタルプリンセスロッドと学園で見つけたエレガントドレスアップキーを用いた必殺技でクローズを撃破する。しかし、その戦闘に巻き込まれる形でゆいにはるかたちがプリキュアである事を知られてしまう。ゆいは事情を酌み取り、プリキュアにはなれないながらも3人の協力者として行動を共にするようになる。そんなさなか、ディスピアの娘と名乗る「黒きプリンセス」トワイライトが現れる。3人は圧倒的な強さを誇るトワイライトの攻撃に苦戦を強いられるが、負けじとミラクルドレスアップキーとクリスタルプリンセスロッドを用いた新たな必殺技で応戦する。また、3人はカナタに妹のプリンセス・ホープ・ディライト・トワ（通称トワ）がいることを聞き、さらに9個のキーによってホープキングダムへと導かれ、ついにはるかはカナタと直接再会を果たす。その際カナタは「トワが行方不明になった悲しみで夢の大切さを失いかけていたが、はるかが思い出させてくれた」とはるかに感謝の言葉を述べる。その後4人と妖精たちはキーが示した城（はるかとカナタは花の城、みなみとパフは海の城、きららとアロマは星の城）へ赴き、そこで「残されたもう1つのパフュームを守るのです」と先代プリンセスプリキュアの言葉を聞き再びキーが示したホープキングダム城へと急ぐ。そして、4人がそこで見たのはそのパフュームをすでに古城で入手していたトワイライトだった。さらにトワイライトはパフュームをブラックキーで漆黒に染めてロストパフュームを誕生させ、それを用いてブラックプリンセスへと変貌し4人に襲いかかる。しかも彼女が行方不明だったトワと判明する。3人とカナタは背水の陣で挑むブラックプリンセスの猛撃に屈せず説得を試み、ついにトワとしての記憶を蘇らせるとともに洗脳も解き彼女を取り戻す。その後激昂したディスピアの反撃に遭うが、カナタが盾となり食い止める。そして、カナタは「トワを頼む」とはるかたちに託し学園へ強制帰還させる。
学園へやって来たトワは幼少期に絶望の森でディスピアに遭遇したことが原因で国が支配されたことを悔いていたが、そこに追ってきたディスピアの唆しに遭い再び捕らわれてしまう。しかし、3人の励ましや「自分の過ちを償いたい」という信念によりトワが「炎のプリンセス」キュアスカーレットに覚醒し、4人目のプリンセスプリキュアが誕生する。そして、カナタのバイオリンから変化したスカーレットバイオリンを用いてディスピアを退却させ、同時にディスダークとトワイライトの過去からも決別を果たす。その後トワはグランプリンセスを目指しつつカナタと国をディスダークから救うことを決意し、はるかたちと親友になりプリンセスプリキュアに加入する。加えて学園にも紅城トワとして1年生に編入し、きららとルーム＆クラスメイトになる。はるかたちとトワは次第に打ち解けていきプリキュアの仲間としても結束を強めていくが、ある時ロックの罠ではるか、みなみ、きららのキーが強奪されてしまい落胆してしまう。しかし、パフが新たなキーの匂いを察知し3人も追いかけていたが途中ではぐれてしまい謎の少女たち（チエリ・ユラ・セイ）と出会う。のちに3人が先代プリンセスプリキュアと判明し、また6人の不安が合わさりチエリたちの記憶の世界にはるかたちが引き寄せられたことも判明する。はるかたちは「絶望しないことが必要」とチエリたちから諭されプレミアムドレスアップキーを授かる。3人が戻ってきた矢先、間髪いれずにロックがゼツボーグ化させたホープキングダム城を従え人間界へ侵攻し猛撃を浴びせるが、はるかたちはそれをかいくぐりキーを無事奪還し、さらに4人の希望の力と16個のキーにより城をプリンセスパレスへと変化させる。その力を用いた必殺技でロックを撃破、そしてロックに憑依されていた妖精クロロを解放する。ドレスアップキーが全て揃い新たな力も手に入れることができた4人だが、そんな矢先にロックの絶望を吸収したクローズが復活を果たし、加えて絶望の種から生み出したストップとフリーズを従え4人の前に再び現れる。さらにクローズは絶望集めを加速させるべく絶望の種を夢ヶ浜にばらまく。そうした最中4人はカナタが夢ヶ浜にいる手掛かりをつかみ、ついに再会を果たすも彼は記憶喪失になっており何も覚えていなかった。そこでカナタの記憶を蘇らすべく、はるかがフローラに変身したりトワが本名を名乗ったりバイオリンを弾いたりするも効果なし。その後4人はカナタの夢と記憶を取り戻す手掛かりを探すことを決意し、カナタも4人やゆいと行動を共にすることになる。その後、クローズは学園の生徒に変装してはるかに近づき、のちに正体を明かして一騎討ちを仕掛ける。そして、クローズとの戦闘に追い詰められボロボロになったはるかを見たカナタが思わず「プリンセスになんてなるんじゃない！」と言ってしまい、それを聞いたはるかはショックのあまり夢の光を失い絶望に陥りフローラへ変身できなくなってしまう。さらに夢ヶ浜が絶望の種とはるかの絶望が合わさって絶望の森へと変貌してしまう。変身できず失意にいたはるかだったが、幼い頃からの夢とそれからの家族や学園で出会った人々との関わりを思い出し、夢と希望を取り戻して再びフローラへと変身するようになる。それを受ける形でカナタも新たに「はるかの笑顔を守る」という夢と希望ができたことにより記憶が戻る。さらにはるかがカナタに贈ったプレゼントがロイヤルドレスアップキーへと変化。それとプリンセスパレスを用いた新たな必殺技でクローズたちを撃退し、絶望の森に包まれた夢ヶ浜も浄化して平穏に戻す。
カナタの記憶も戻りトワは兄妹として正式に再会することができ、はるか、みなみ、きらら、ゆい、そして妖精たちも安堵する。しかし、これで終わりではなかった。ロイヤルドレスアップキーの力でホープキングダムへと戻ったトワが絶望の森に覆われた国の惨状を見て憤慨し「ホープキングダムを必ず救う」と決意する。それを察知したディスピアが新たな怪物メツボーグを使役するが、負けじとフローラたちも応戦し撃破する。その後、カナタ・トワ兄妹の信念により古城の奪還に成功しプリキュアの拠点となる炎の城へと変え、更に夢ヶ浜とをつなぐ扉も生成される。これに続ききららは一度の失敗で仕事の信頼を失いプリキュアとの両立が出来ないことを痛感しモデルを休業宣言するも、仲間たちからの励ましを受けて自分が目指すべき夢を再確認しそこに進んでいくと改めて決意、みなみも家業に携わるか新たな夢を選択するか迷い悩んでいたが「夢は変わってもいい、自分がどうしたいかが大切」という仲間たちの後押しを受け、最終的に新たな夢に向かうことを決断、それに呼応する形でそれぞれ星の城と海の城も奪還する。最後にはるかはついに夢だった『花のプリンセス』を叶えたが「何かおかしい」と違和感を覚え、ディスピアとクローズがつくったまやかしだと見抜く。フローラはそれを打破し花の城を奪還、同時にホープキングダムを絶望の森から解放する。さらに4人は「つよく、やさしく、美しく」の真意を悟りグランプリンセスへと近づく。あとは絶望の扉にいる国民を絶望の檻から解放するのみとなる。
だが、ディスピアは次の手として夢ヶ浜と人々を絶望に染めるべく幹部らを総動員し、自らも学園を乗っ取る。はるかたちは夢ヶ浜と学園を守るべく生徒や教師の前でプリキュアに変身して正体を明かし、ディスダークを滅亡させるべく最後の戦いへおもむく。ディスピアはロックを復活させ刺客として送り込む。フローラたちはロックの猛撃に苦戦するが、謀反したシャットの加勢によりシャットを組織から離反させる。それを見たディスピアはクローズらを吸収してついに正体を現し、容赦ない猛撃で4人を絶望の底へ叩き落す。しかし学園全員の応援、カナタと妖精たちの援護、シャットと（クロロに助力した）ロックの援助により4人は再起し、さらにグランプリンセスへと覚醒し立ち向かう。そして、すべてのドレスアップキーの融合により誕生した黄金色に輝くゴールドキーを用いた必殺技でディスピアを撃破する。しかしディスピアの最後の力を受け継いだクローズによって再び絶望の茨が張り巡らされようとされる。フローラはそのクローズに対話しようと単身立ち向かうが、クローズは「絶望はいつでも復活する」と告げる。それを受けてはるかは夢と絶望は表裏一体である事、苦しいことや絶望があるからこそそれを乗り越えることで夢に進めることを悟り、受け入れることを告げた。クローズは敵わないとばかりにフローラを戦うことを止め、「お前らが絶望したらまたやってくる」と言い残し去っていった。
こうして戦いも終わりゴールドキーによって絶望の扉が開けられ、ついに夢ヶ浜とホープキングダムに真の平和が訪れた。そしてトワは幼少期以来となる両親と感涙の再会を果たし、それを見たカナタとフローラたちも涙をこぼす。フローラ・マーメイド・トゥインクル・スカーレットの4人はディスダークという「大いなる闇」を滅亡させた救世主となったが、それは戦いの終わりとドレスアップキーが役目を終え眠りにつく、そして人間界とホープキングダムとの行き来が閉じられ、それはカナタやトワ、妖精たちと別れることを示していた。修了式の日にゆいを含めた5人と妖精たちで最後のティータイムを過ごし、トワたちは4人との惜別を堪えつつホープキングダムへと戻り、きららはパリへと旅立っていった。新学期になり、ゆいは物語を書き続け、みなみはあすかのもとで海洋学を学び、きららはボアンヌのもとでモデルの仕事をはじめる。カナタとトワは平和になったホープキングダムで王族としての責務を果たそうとしていた。はるかは一時だけ再会出来たカナタと語り「信じていればまた再会出来る」といつかまた再び会えるよう約束しつつ、さらなる夢へ向かっていくことにした。
時は流れ、大人になったはるかはゆいが描いた絵本を読んでいた少女に気づき、少女が母親に問いかける光景を目にする。そして、「心には誰もが鍵を持っている」と透明のドレスアップキーを持ちながらかつてプリキュアとして過ごした日々を思い返し、遠く離れそれぞれの場所で活躍する仲間たちに思いをはせるのだった。「夢は咲きほこり、澄みわたり、きらめき、そして希望満開にあふれるス・テ・キすぎるもの！」と願って…。

## 登場人物

### プリンセスプリキュア
全員全寮制の「私立ノーブル学園」に通う中学生。第1話で入寮、第2話で入学したはるかときららは1年生、みなみは2年生。トワは「ディスダーク」の魔女・ディスピアの洗脳により操られたまやかしの皇女・トワイライトから解放された姿であり、本来は「ホープキングダム」の王女である。解放後第23話で1年生へ編入が決まり、続く第24話できららとルームメイトかつクラスメイトとなる。年齢は朝日放送版公式サイトの記述に準ずる。
初期メンバー3人とはるかのルームメイトであるゆいは私服のデザインが春服（第1話 - 第22話）、夏服（第23話 - 第34話）、冬服（第35話以降）と3種類ある。
プリキュアへ覚醒した経緯は「プリキュアの設定」を参照。
春野 はるか（はるの はるか） / キュアフローラ
声 - 嶋村侑
本作品の主人公で13歳の少女。花のプリキュア「キュアフローラ」に変身する。4月10日生まれ。ハーフアップに結い上げた明るい茶色のショートヘアが特徴。瞳の色は青緑。口癖は「○○満開！」「ス・テ・キすぎる！」。1年花組在籍。
一人称は「わたし」。当初みなみを「海藤さん」、きららを「天ノ川さん」、トワを「トワさん」と呼んでいたが、前二者は第5話できららがトゥインクル覚醒を機に「みなみさん」「きららちゃん」と呼ぶようになり、後者は彼女が第23話で学園編入を機に「トワちゃん」と呼ぶようになる。カナタと妖精を呼び捨てで呼び、ゆいを「ゆいちゃん」と呼んでいる。
私服は花をイメージした桃色を基調としている格子柄のものを着用している。首元と前髪には花飾りを付けている。
元気いっぱいな性格であり、いつも笑顔を絶やさないが、気分が高揚すると思わず体が動くことがある。また、食欲旺盛でもある。
絵本に登場するプリンセスに憧れており、将来の夢は「プリンセスになる」とまで述べている。しかし、それを公言するのには抵抗があるが、夢を実現させるために人一倍頑張る努力家でもあり、バレエやテニスやバイオリンなども初心者ながら短期間でかなりの上達ぶりを見せている。
好きなものは花と動物で、本も好き。『花のプリンセス』という絵本を幼少期から愛読している。花のプリンセスを目指していることもあって花の種類にとても詳しく、学園寮にある花壇の手入れも率先して行っている。
学園ではみなみやきららと比べると地味な存在であるため、生徒たちから「大輪の花」と評される2人に対し自身は「つぼみ」と揶揄されている。だが、みなみときららからは「遅咲きの花ほど大輪なもの」とフォローされている。
幼少期にカナタと出会い「夢を信じる大切さ」を教わり、去り際に「夢のお守り」としてもらった「ドレスアップキー」をいまも大事にしている。第6話にて「プリンセスレッスンパッド」越しの立体映像ながらも彼との再会を果たし、第20話では自身たちが9個のドレスアップキーによってホープキングダムへ転送されたのを機に直接の再会を果たす。さらに第35話では人間界で再会を果たすが、彼が記憶喪失になっていたため記憶を呼び戻すべくトワとともに奔走する。その甲斐あって後述の通り彼の記憶を蘇らせることに成功する。
第1話でフローラに覚醒後、アロマからカナタがホープキングダムの王子である事実を知らされ、恩人である彼を助けるべく闇の勢力・ディスダークに立ち向かう決意を固める。
第38話でクローズとの戦闘に苦戦しているところを見ていたカナタに自身の夢を否定され、そのショックで正気を失いフローラの変身能力を喪失してしまうが、続く第39話にて幼少期の夢を思い出し仲間たちからの支えや学園で出会った人々との関わりで成長できたことを再確認し、夢と希望をとり戻したことで再びフローラに変身可能となる。この相乗効果でカナタの記憶も蘇る。また第47話ではクローズから「終わりのない夢を追い続けている」と自身の夢を否定されるも、それを肯定的にとらえ「たとえどんな苦しみや悲しみの中にあっても、いつまでも、強く、優しく、美しくあり続ける」という自身の夢の本質を改めて理解、さらに第50話でもクローズが「絶望はいつでも復活する」という事に対して「苦しいことがあるからこそ夢を追い続けることができる。夢もいつでも生まれる」と夢と絶望が表裏一体であり共に大事なことであると理解している。
戦いから数年が経った最終回のラストでは成長した姿で現れ、透明なドレスアップキーを持ちながら思いをはせていた。作中では職業などは明確に描写されていないが、小説『物語 Go!プリンセスプリキュア 花とレフィの冒険』では実家の和菓子屋の看板娘として働いている。
海藤 みなみ（かいどう みなみ） / キュアマーメイド
声 - 浅野真澄
学園の生徒会長を務めている上品で容姿端麗な14歳の少女。海のプリキュア「キュアマーメイド」に変身する。7月20日生まれ。一部を三つ編みにして左肩に垂らしたエメラルド色のロングヘアが特徴。瞳の色は空色。
一人称は「わたし」。小学校からの幼なじみで生徒会役員を務めているせいらとあやかを呼び捨てで呼ぶ以外は「○○さん」と呼んでいる。そのため当初はるかを「春野さん」、きららを「天ノ川さん」、トワを「トワさん」、ゆいを「ゆいさん」と呼んでいたが、前二者は第5話できららがトゥインクル覚醒を機に、中者は第25話で打ち解けたのを機に、後者は自分たちがプリキュアだと知られたのを機に呼び捨てで呼ぶようになる。妖精を呼び捨て、カナタを「カナタさん」と呼んでいる。兄のわたるなど家族には「さま」付けで呼んでいる。
青色を基調としている私服を着用しており、素足にハイヒールを履いている。
責任感が強く規則正しいために厳しい一面があるが、基本的には思いやりのある優しい性格である。また、如何なる鍛錬も惜しまないという努力家でもある。一方で兄に甘えたり、苦手なこと（詳細は後述）を指摘された際に「誰だって苦手はあるでしょう！」と恥ずかしそうに言い訳する可愛らしい一面もある。
大企業「海藤グループ」の令嬢であり、文武両道の才色兼備としてバレエ、乗馬、アーチェリーを習っているため、周囲からは「学園のプリンセス」「みなみさま」と慕われている。しかしそれゆえ「高嶺の花」「近寄りがたい存在」とも見なされていたが、はるかとの出会いでそれを覆す（詳細は後述）。
第2話で入学式に遅刻したはるかに「自分で償いを決めなさい」と生徒会長としての厳しさを見せる。その後彼女がバレエの指導を懇願したのを見て「他の生徒とは違う」と見抜いて接し方を変え、そこで彼女に「頼りにしてくれてありがとう」と感謝を述べ対等に接するようになる。そして砂浜で拾ったドレスアップキーでマーメイドに覚醒後は何かと無理する彼女の保護者的立場になる。第8話ではドレスづくりに没頭し学業を疎かにしていた彼女に「学業と両立できないならやめなさい！」と厳しい言葉をぶつけるが、それは「夢を信じるはるかならこの言葉の意味を理解できる」と信じていた愛のムチであり、のちに彼女も理解した主旨を述べている。彼女と行動するにつれ性格が厳格から柔和に変わり、第19話でせいらから「よく笑うようになった」と言われている。また3人のお姉さん的存在でもあり、第39話では絶望に陥ったはるかを酌んで自身ときららとトワの3人で戦闘へ赴いている。
生粋の箱入り娘であるためはるかに誘われるまでドーナツを食べたことがなく、きららの母・ステラに勧められるまでプリクラを撮ったこともなかった。また夏休みの春野家でのお泊り会ではスーツケースを3台（中身はメロン、花火、もう1台は不明）持ってくる突拍子な行動を見せ、その理由を「失礼がないようにいろいろ詰めていたら少し増えた」と述べている。
生徒会長という立場ゆえ弱い所を滅多に見せないが幼い頃の肝試しでせいらが扮したお化けを見て号泣してしまい、それ以降「お化け」と聞くだけで怯えるトラウマを得てしまう。そのためゼツボーグのお化けに単身で対峙するも怯えてしまい、それを応戦に来たフローラに見られ「戦わなきゃいけないけど、怖いものは怖い…」と弱音を吐露する。その後彼女から「わたし、学園のプリンセスを守るナイトになります！」と告げらたのを聞いて奮起し、彼女と共闘してトラウマを打破する。戦闘後に行われた「ノーブルパーティー」の舞踏会ではるかをパートナーに指名しダンスをエスコートする。そして彼女に「ナイトさん、たまには頼っていいかしら？」と尋ね、それに彼女が了承したのを見て笑みをこぼす。また泳ぎも苦手だったが、イルカのティナに助けられ泳げるようになった経緯を持つ。
トワを見て自身と通ずるもの（他人に弱さを見せない）を感じ、何か隠しているのではないかと察し聞いたところ「夜が怖い」と告白される。それを聞き「わたしたちといれば怖くないわ、もっと頼っていいのよ」と諭し彼女の心を開かせる。その後彼女から「みんなといればお化けも怖くない？」と尋ねられ、動揺しながらも「ええ、多分ね…」と返す（トワの項目も参照）。
将来の夢は「父親や兄に負けないくらい、人の役に立つことのできる立派な人になる」と述べている。
元々は海藤グループの一員となり、家のために仕事を行うことを夢としていたが、第36話においてあすかと出会い、海の生き物に興味を持つようになってから、幼少期から海に興味がわいていたこともあって、海洋学や海の獣医師にも興味を持ち、今後の夢に悩むようになる。その影響でプリキュアの力が弱まる事態も起きたが、仲間たちから「夢は変わってもいい、大事なのは自分がどうしたいか」という後押しを受け意を決して反対されるのを覚悟で家族に打ち明ける。しかし反対どころか祝福されたのを見て感涙、新たな夢である海の獣医への道に進むことを選択する。戦いの後はあすかに師事する形で海洋学を学び、大人となってからは海洋学者となる。
好きなものは海と紅茶。
天ノ川 きらら（あまのがわ きらら） / キュアトゥインクル
声 - 山村響
モデルとして活躍している13歳の少女。星のプリキュア「キュアトゥインクル」に変身する。9月12日生まれ。茶色のツインテールが特徴。瞳の色は紫。1年星組在籍。
一人称は「あたし」。親友になった人物には氏名をもじった愛称で呼んでおり、はるかを「はるはる」、トワを「トワっち」、ゆいを「ゆいゆい」とつけている。みなみを第4話の終盤では「生徒会長」と呼んでいたが、続く第5話からは前述の3人と同じく「みなみん」と愛称をつけて呼ぶようになる。カナタと妖精を呼び捨てで呼んでいる。ボロロ・ボアンヌからは「スタープリンセス」と称されている。
黄色を基調としている私服を着ており、素足にヒールを履き、更に耳に星型のピアスを着けている。頭部には紫色（制服時は黄色）のリボンカチューシャを着けている。
マイペースかつ自由奔放な性格だが、夢のために一直線な強い覚悟を持つ。一方で他人にはあまり関心を持たず社交性や協調性に乏しい欠点があり、トゥインクル覚醒直後はるかたちに共闘を促されるも断っている（下記参照）。またモデルの仕事で放課後あまり学校にいないためクラスメイトから「話しづらい人」と思われていたが、第19話で行われた「宝探し大会」で気さくに話しかけ前述の印象を覆す。
親友になった相手には親身になる一面があり、第8話ではるかのドレスに手直しが必要になったとき手助けを買って出る。だがはるかに「一人でやる」と断られてしまいみなみに愚痴るが、みなみもはるかの意見に賛同し少し憤慨する。その後ゼツボーグとの戦闘中にはるかから自身の気づかいを感謝する言葉を貰い感動し、戦闘後改めて「心配してくれて、応援してくれて、喜んでくれてありがとう！」と感謝される。その言葉を聞いて照れてしまい、パフに赤面を指摘された際はツンデレっぽい仕草してごまかしている。
オシャレ好きであり、将来の夢は「トップモデルになること」と述べている。
母であるスーパーモデルのステラに憧れ小学生のころから人気モデルとして活動しており、雑誌やファッションショーへの出演など多忙な生活を送っている。また、母親の母校という理由でノーブル学園に入学する。
アロマたちが第2話で紛失した「プリンセスパフューム」を楽屋で入手し、第4話でドレスアップキーを発見したのを機にトゥインクルに覚醒、ゼツボーグを撃破する。戦闘後はるかとみなみもプリキュアだと知り共闘を促されるも仕事の多忙を理由に断る。しかし、続く第5話ではるかの協力でオーディションに合格したのを機に仕事とプリキュアの両立を決意して正式に仲間に加入する。
以前はファンサービスに消極的だったが、はるかからの応援を受けたことや逆に自身が彼女を応援したことで「応援されるのも悪くない」と考えを改めファンサービスを行うようになる。
トワがルームメイトになった当初、彼女の突拍子な発言や他人任せな行動に気苦労が絶えず仕事の多忙も重なって彼女と険悪な関係になったが、互いの悩みを打ち明けたことで意気投合し絆を深める。
プリキュアとなってからもモデルとしての仕事とプリキュアとしての役目を両立し多忙な日々を送っていたが、第42話でニューヨークで開催されるファッションショー「ジャパンコレクション」への出演が決まる。しかし、ニューヨークへ旅立つ日にストップとフリーズの襲撃を受けてゼツボーグになった事務所の後輩・明星かりんの夢が「きららのようなモデルになりたい」とモデルになるきっかけが自分だったと知ると放っておけずかりんを救う事を選択、飛行機に乗れなくなりジャパンコレクション出演どころか仕事への信用も失うことになる。そのけじめから続く第43話でモデル業を休業しプリキュアに専念することを決断するが、夢を思い出して欲しいとはるかたちが学園を挙げてサプライズで開催した各自の夢を表した「ドリームファッションショー」を見たことで改めて「トップモデルになる」という夢を再確認する。更にボワンヌが新規に立ち上げるブランドの専属モデルに誘われたことで、来春より学園を離れパリに旅立つこと、そしてそれまでにディスダークを倒しホープキングダムを解放することを決意する。戦いの後は予定通りパリに渡りボアンヌの師事を受け、大人になってからもモデルとして活躍するようになる。
好きなものは星とスイーツで、中でもドーナツが一番の大好物。
紅城 トワ（あかぎ トワ） / キュアスカーレット
声 - 沢城みゆき
第21話の終盤で、ディスダークの黒きプリンセス・トワイライト（詳細は後述のリンク参照）の洗脳から解放された本来の姿。
ホープキングダムの王女かつカナタの妹。色白の肌をした13歳の少女。炎のプリキュア「キュアスカーレット」に変身する。本名は「プリンセス・ホープ・ディライト・トワ」であるが、人間界では便宜上「紅城」姓を名乗っている（詳細は後述）。12月15日生まれ。赤色したツイスト状のセミロングが特徴。瞳の色は深紅色。また、エルフのような尖った耳をしているが普段は髪で隠れているためわからない。耳が露になったのは第27話で浴衣を着た際に髪をアップにした時である。
一人称は「わたくし」。はるか、みなみ、きらら、ゆい、妖精を呼び捨て、カナタを「お兄さま」と呼んでいる。基本的に敬語で話すが、みなみには後述の諭されもあり普通に話している。王女らしく上品で気品があふれ、とても責任感が強いがんばり屋。しかし、後述のように一人で抱え込んでしまうストイックな面もある。
私服は、白のカチューシャを着け、赤色と白を基調としたワンピースを着ている。解放後から第23話の序盤まではトワイライトの衣装だったが、はるかたちに「夢ヶ浜にっこにこツアー」と称して街に連れて行かれた際にきららのコーディネートによる白と桃色のバイカラーのワンピース、白のカチューシャ、赤色リボンのペンダント、赤色のヒール（きらら曰く「プリンセス風エレガントコーデ」）をプレゼントされ、これらを夏服として着用していた。寝る時は白と薄い緑のネグリジェを着ている。
幼少期はグランプリンセスを目指すため「つよく、やさしく、美しく」を信条とし、カナタとバイオリンの練習を欠かさない努力家なため、国民たちの希望の光として慕われていた。
しかしある日「絶望の森」でディスピアと遭遇し連れ去られ、記憶、こころ、夢を消去されたことでディスダークの皇女・トワイライトへと変貌した経緯をもつ。自身が行方不明になったことで国民たちが悲しみにくれて夢を抱けなくなり、ディスピアがホープキングダムを侵略する原因となってしまった。
第21話でフローラたちによってディスピアの洗脳から解放され、その後カナタの転送により（はるかたちとともに）人間界へやってくる。ここではるかたちの助力により学園で身を匿うことに。こうしてディスダークから離反できたが、トワイライトの記憶は残ったままなので自身が犯した罪に苛まれる。そんな中、追ってきたディスピアに再度捕らわてしまい絶望に陥りかける。しかし助けに来たフローラから「『心から望めばきっと夢は叶う』とカナタが言っていたよ。だから諦めないで！」との言葉を受け思いとどまり、その後彼女とバイオリンの二重奏を行ったのを機に我に返る。そして自身の罪を抱きながら夢へ向かって生きることを決心しスカーレットへと覚醒、ディスピアを退却させ過去との決別を果たす。
スカーレット覚醒後の第23話ではるかたちから共闘を誘われるも「一人でやりますわ！」と断り意気込むが、人間界の常識や生活環境に慣れず挫折しかける。そこに第18話で自身が幽閉した望月ゆめと再会し悩みを打ち明ける。その後彼女をゼツボーグにしたロックと対峙するが、彼にトワイライト時代の過ちを唆され躊躇ってしまう。しかしまたフローラから「夢や希望、いっぱいつくろう！」と励まされ感涙し、3人に前述の無礼を謝罪し共闘を誓う。そして「わたくしが助けないと！」と奮起し無事救出する。戦闘後学園に無断で滞在していることが学園長にバレてしまい、はるかたちとともに謝罪に向かう。そこになぜかゆめがおり、彼女から「わたしが学園長です」と明かされ驚愕する。そして自身の心境を酌んだ彼女の薦めにより学園の1年星組に編入し、不便という理由で「紅城」の名字を付けてもらう。また、はるかたちに「ここで温かいものをみなさんと見つけますわ！」と誓い親友となる。
ところが、いざ編入するも洗脳されていた影響で笑い方を忘れてしまったと感じきららに尋ねる。そして彼女からくすぐりの荒療治を受けながら「余計なことを考えないこと！」と教えてもらう。この当時彼女と意見の相違で軋轢が生じていたため、この一件が仲直りのきっかけとなる（詳細はきららの項目を参照）。
ノーブル学園に編入後、得手なバレエやバイオリンを遺憾なく発揮したことで早々にファンができる一方、着替えや食事などこれまではメイドに任せていた身の回りのことが不得手であったが、きららの指導のもとで自ら率先して行うようになる。また泳ぎも不得手（いわゆる「カナヅチ」）であり、はるかたちと海へ行った際バレるのではないかと目が泳ぐ。そのためビーチバレーや砂遊び、スイカ割りに誘い気を紛らわそうと仕向けるが、逆にそれが仇となり感づかれてしまったため後述の通り打ち明けている。
第25話にて、夜になるとトワイライトとしての記憶が蘇ったりディスピアに襲われる悪夢を見ることから夜を怖がっていたが、みなみに「わたしたちといれば怖くないわ」と諭されたことで夜を克服しようと決意する（みなみの項目も参照）。
はるかたちと行動をともにするにつれて明るい性格を取り戻し、階段の手すりを滑るなどの茶目っ気さも見せるようになる が、まだ4人に遠慮しがちだった。しかし、第28話にてゆいが描いた「はるかたちと楽しむ絵」を見て孤独だった自分に手を差し伸べてくれたはるかたちを酌み、4人とさらなる友情を深め、これを機に泳げないことを告白する。
カナタとは第21話の終盤で幼少期以来となる再会を果たすもディスピアが襲ってくる緊急事態だったためほとんど会話ができず、しかも前述の通り人間界へ転送されたため生き別れになってしまった。その影響で絶望に陥りかけるがスカーレット覚醒を機に「お兄さまは生きている！」と希望を持つようになり、また会える日を願いながらはるかたちの薦めで学園生活を謳歌する。暫くしてそれが実を結び第35話で再会するが、記憶喪失になっていて自分のことを覚えていない兄の姿に落胆する。しかしはるかの説得によって冷静さをとり戻し、兄の記憶を取り戻すべく彼女とともに奔走する。第39話でそれが成就し記憶が戻ったカナタと兄妹としての再会を果たし、続く第40話では兄との会話に声を弾ませながら矢継ぎ早に喋ったりおどけたりと「兄に甘える妹」の一面を見せる。
第40話にて、突如発光した「ロイヤルドレスアップキー」に導かれる形でホープキングダムに向かい、そこでの惨状を目の当たりにしてディスピアへの怒りを覚えるが、幼少期に両親から教えられた「国民のために笑みを絶やさない」という言葉を思い出し王女として国民の夢を取り戻す決意を固める。戦いの末にホープキングダムの絶望の扉を開け、国王や王妃、国民との再会を果たし、はるかたちとの別れを経て王族としての責務を果たしつつ、カナタたちと平和に暮らしており、それは大人となっても変わらないでいる。
好きなものはバイオリンを弾くこととあんみつ。
洗脳時の詳細はトワイライトを参照。

#### 先代プリンセスプリキュア
遙か昔につよさ、やさしさ、美しさを兼ね備え、「大いなる闇」を封じホープキングダムを創建したとされる伝説の存在。「ホープキングダムが永遠に希望あふれる世界であるように」という夢を持っていた。
大いなる闇を封じたあとその闇が更なる力を得てよみがえると警戒した彼女たちは、それらに備えて新しく作った「プリンセスパフューム」を古城に残していた。第20話にて、そのパフュームに闇（ディスダーク）が近づいていると感じとり「ドレスアップキー」によって導かれた後継者であるはるかたちにパフュームを取り戻すようメッセージを送る。
第29話では、ロックによってドレスアップキーを強奪されたはるかたちが先代3人の「記憶の世界」に入りこんだことで対面することになる。不安になっていた3人と話している最中にゼツボーグの襲撃を受けるが戦う意思を示したはるかたちに一時的に使える変身ドレスアップキーを与え、ゼツボーグを撃退した後は「大いなる闇との戦いに大切なのは絶望しないこと」を伝え3個の「プレミアムドレスアップキー」を託す。
プリキュアに変身する前の名前については、放送時の字幕表記及び東映アニメーション版作品公式サイト上の紹介に準ずる。また、はるかたちには「モードエレガント」で正体を明かす。
チエリ / 先代キュアフローラ
声 - 藤田咲
頭部に花飾りを付けたピンク色のロングヘアが特徴の少女。一人称は「わたし」。桃色を基調としたドレスを着ている。
プリキュアとしての姿は、ハーフアップにしたピンク色のロングヘアに、頭頂部に金色のグラデーションがかかっている。コスチュームは、はるかのフローラとほぼ共通しているがチエリの方が濃いピンク色をしている。
第20話でも声のみ登場している。
ユラ / 先代キュアマーメイド
声 - ゆきのさつき
青いリボンを付けた水色の巻き髪が特徴の少女。一人称は「わたし」。青色を基調としたドレスを着ている。
プリキュアとしての姿は、青色と水色のツートンカラーのポニーテールをしている。コスチュームは、みなみのマーメイドとほぼ共通しているが薄いエメラルドグリーンを基調としており、さらに腕には半透明の衣をまとっている。
セイ / 先代キュアトゥインクル
声 - 清水香里
白いリボンでツインテールにした黄色の髪と褐色の肌が特徴の少女。一人称は「あたし」。黄色を基調とした衣服を着ている。
はるかたちに手製のスコーンを振舞った。
プリキュアとしての姿は、輪状に結った黄色のロングヘアに前髪には赤色のメッシュが入っている。コスチュームは、きららのトゥインクルとほぼ共通しているが黄緑色を基調としている。

### ホープキングダム
花、海、星で構成され、資源も豊富な美しい国。王家の王宮が中枢に存在し、海洋国でもあるため周辺には海が広がる。国民の多くは資源や産業を元に豊かな生活を営んでいる。国内は頭身が低い妖精のほか、普通の人間や獣人のような姿をした者も多く住んでいる多民族国家のようになっている。また、閣僚や国家の指導者をはじめ人間たちは耳が尖った形になっている。
カナタたちは「ホープキングダム城」とよばれる施設に居住していたが、第30話の中盤までディスダークに制圧されていた。第30話の終盤からは、はるかたちの装備品である「プリンセスパレス」へ変貌する。
かつて、つよさ、やさしさ、美しさを兼ね備えた先代のプリンセスプリキュアの3人が誕生し、当時の「大いなる闇」（ディスダークなのかは不明）を封じて、ホープキングダムを創り上げたという伝説がある。また、彼女たちが使用していた12個の「ドレスアップキー」を王宮に保護している。
第46話まではディスダークによって支配されており、住民たちの夢は「絶望の扉」に奪い取られたあげく、住民たちの多くが「絶望の檻」に閉ざされている状態であった。第47話で国が解放され、最終回（第50話）では国民も解放される。

#### 王族
王、王妃
声 - 川島得愛（王）、天野由梨（王妃）
ホープキングダムを統治する国王夫妻にして、カナタとトワの両親。第40話の回想シーンで登場するが、最終話まで絶望の檻に閉じ込められた状態にあった。最終話でプリキュア達によって解放され、トワと再会を果たすことになる。
王は薄紫色の髪に白い肌、王妃は赤い髪に褐色の肌をしている。
プリンス・ホープ・グランド・カナタ
声 - 立花慎之介
ホープキングダムの王子。褐色の肌をした美少年で、薄い紫色のショートロングヘアが特徴。通称は「カナタ王子」。
一人称は「ボク」。はるかたちと妖精たち、全員呼び捨てで呼んでいる。
白色を基調としている正装を着ており、頭部にはティアラを着けている。また、長いステッキを携帯している。空を飛べる白馬の愛馬「ウィッシュ」を引き連れている。
優しく勇敢な性格であり、ホープキングダムを救うため、パフとアロマに「プリンセスパフューム」を授け、3人のプリンセスプリキュアを探すよう命じる。
所持するステッキで戦闘することが可能で、ステッキの先端部からバリアを張って防御できるほか、人間界での私服から王子としての正装に瞬時に変えることができる。また、バイオリンなど別の所にある物を召喚するなどの能力を持っている。
9歳 の頃、飛んでいった「ドレスアップキー」を追いかけるうちに幼少期のはるかと出会い、彼女に夢を信じる大切さを教え、更にはドレスアップキーを授ける。同時に、はるかに行方不明となったトワの面影を感じ、自分自身失いかけていた夢の大切さを思いだす。このため、ディスダークの侵攻を受けても彼だけは絶望の檻に閉じ込められずに済んだ。
第6話にて、「プリンセスレッスンパッド」を通じて間接的にはるかとの再会を果たし、以後は基本的にレッスンパッドを介して会話している。そして、第20話でドレスアップキーによって導かれたはるかと直接再会する。
第21話まではホープキングダムにおり、トワの捜索および国と国民を救うためにディスダークとの攻防を続けていた。第21話にてトワを取り戻すも、はるかたちにトワを託して人間界に強制帰還させ、みずからディスピアの攻撃を受けたことで行方不明になる。
第35話にて、「夢ヶ浜」の海岸で錦戸に発見され、「バイオリン工房」で生活していた際にはるかたちと再会するが、記憶喪失になっていたことが判明したことで、はるかたちがカナタの夢や記憶をとり戻すことを決意し、自身も彼女たちと行動をともにする。
人間界での服装は白のワイシャツ、ねずみ色のベスト、シャンパンゴールドのスラックス、うぐいす色のマフラーを着用。また髪の色も記憶喪失時は暗みがかった紫色だったが、記憶が戻った第40話以降は従前の色に戻る。
第38話にて、クローズとの戦闘に苦しむはるかを見て、自分のせいではるかが苦しんでいると誤解し、はるかの夢を否定する言葉を放つ。第39話では自分の発言ではるかが絶望したこと、その影響で人間界が「絶望の森」に覆われたことを知り、自身の行いを悔いてはるかに謝罪するが、はるかが止められてもなおプリンセスをめざすことなどを理解し、「はるかが笑顔でいられるよう支える」という夢ができた影響で記憶が戻る。
プリンセス・ホープ・ディライト・トワ
声 - 沢城みゆき
ホープキングダムの王女。幼少期は胸に赤色のリボンがある薄紫色のドレスをまとい、頭部には白のリボンを着けていた。
最終回（第50話）で、はるかたちと別れ帰郷後は赤色と白のバイカラーのドレスをまとい、黄金色の首飾り、白のカチューシャ（学園在籍時と同一品）を着けている。
洗脳時の詳細はトワイライトを、解放後は紅城トワを参照。

#### 妖精
ホープキングダムに住む妖精。空中を浮遊するほか、自ら人間の姿に変身することが可能。
動物のような容姿をしているため、はるかたちの住む世界では動物として扱われることがあり、場をしのぐために動物に成り済ます場合もある。パフとアロマは動物と勘違いされると否定し、機嫌を損ねてしまう。
王族に仕えるパフとアロマは「ロイヤルフェアリー」、レッスンパッドに宿っているミス・シャムールは「ロイヤルティーチャー」と呼ばれる。
歴代シリーズの妖精と違い、プリキュアの変身させる力や技を使うためのアイテムを召喚する力を持っていない。主にプリキュアをサポートする役割となっている。

##### ロイヤルフェアリー
パフ
声 - 東山奈央
ロイヤルフェアリーの女の子であり、ホープキングダムでは「メイド見習い」の地位にいる。一人称と語尾は「パフ」。
桃色のイヌのような姿をしており、耳のような長い桃色の髪が特徴。頭部にはティアラを付けており、瞳と頬にはハート型の模様がある。
アロマを「お兄ちゃん」、カナタとトワを「さま」付けで、はるかたちを呼び捨てで呼んでいる。ゆいやれいこからは「ちゃん」付けで呼ばれている。
甘えん坊かつのんびりした性格であり、自分の髪を踏んで転ぶというドジをすることが多々ある。また、兄であるアロマに対しては甘えている。
オシャレに興味があり、ヘアアレンジをされることを好んでいる。前期のアイキャッチではヘアスタイルとポーズが毎回変わっていた。
第3話にて、学生寮内でれいこに発見されたことをきっかけに、寮生全体での話し合い及び採決の結果、アロマとともに寮内で飼われることになる。
後述のドレスアップモードへの覚醒によって、第26話の終盤以降・映画・『映画 プリキュアオールスターズ みんなで歌う♪奇跡の魔法!』以降のクロスオーバー作品では胸元にドレスアップモード時のリボンとスカーフを常に付けている。
メイド・ドレスアップモード
第26話にて、トワを守る思いが光の力によって変化した姿。
両サイドをシニヨンに結った髪にピンク色のリボンと白いメイドキャップを付け、マゼンタ色のエプロンドレスを身にまとっている。胸元にはハートの装飾がついた大きなリボンを付けている。
嗅覚が優れるなど身体能力も向上し、ゼツボーグの襲来など異変を察知した際には、瞬時にこの状態に変化することができる。
人間体
ミス・シャムールの力で人間に変身した姿。見た目は5歳くらいの少女。髪型、声質、口調などは元の姿のときと変わらない。
桃色の長い髪を二つに結い、ピンクと白を基調としたエプロンドレスを身にまとい、マゼンタ色のパンプスを履いている。
第15話にて、ノーブル学園でこの姿でいる際に白金に見つかって怪しまれるが、きららに「メイド見習い（を演じる子役）」とフォローされたことで白金から寮内の清掃の手ほどきを受ける。
最終話（第50話）ではティーカップを運ぶ際に転びそうになった時、この姿になってカップを落とさぬよう回避していた。
アロマ
声 - 古城門志帆
ロイヤルフェアリーの男の子であり、ホープキングダムでは「執事見習い」の地位にいる。一人称は「ボク」。語尾は「ロマ」で、口癖は「チッチッチッ!」。
紫色の小柄なインコのような姿をしており、首下に赤色のリボンを付けている。頬にはハート型の模様がある。
カナタとトワを「さま」付けで、パフとはるかたちを呼び捨てで呼んでいる。ゆいから「くん」付けで呼ばれている。
真面目で明るい性格であり、カナタに託された使命を抱き、はるかたちを「グランプリンセス」にするため奮闘している。その一方、負けん気が強く小生意気な一面もある。
パフの兄でもあり、妹のパフを可愛がるあまり、感情に任せて過保護になることもある。
後述のドレスアップモードへの覚醒によって、第26話の終盤以降・映画・『映画 プリキュアオールスターズ みんなで歌う♪奇跡の魔法!』以降のクロスオーバー作品では胸元のリボンがドレスアップモード時のリボンに変化している。
執事・ドレスアップモード
第26話にて、トワを守る思いが光の力によって変化した姿。
黒色の燕尾服を身にまとっている。胸元にはパフと同様のハートの装飾がついた大きなリボンを付けている。
パフとの連携プレーでゼツボーグに体当たりして戦闘するほか、パフ同様ゼツボーグの襲来など異変を察知した際には、瞬時にこの状態に変化することができる。
人間体
ミス・シャムールの力で人間に変身した姿。見た目は小学校高学年くらい の少年。声質と口調は元の姿のときと変わらない。
紫色の髪に、紫を基調とした燕尾服を身にまとっている。
第15話にて、「執事としてはるかを満足させる」という課題の執事試験（以前も執事試験を受けていたが不合格だった）に挑戦するが、結果として不合格になる。そのあと、街で出会った老執事から「相手を思いやる気持ちの大切さ」を教えられ、スケジュールやマニュアルに拘ったのが原因ではるかを振り回したこと、彼女が試験の合格のためその振り回しに付き合ってくれた優しさに気づく。
最終話（第50話）ではこの姿になってカナタに付き従っている。

##### ロイヤルティーチャー
ミス・シャムール
声 - 新谷真弓
ホープキングダムに伝わる「プリンセスレッスンパッド」に宿る妖精。一人称は「ミー」。英語まじりの会話が特徴。
シャムネコのような姿で首に赤色のリボンを付けており、左右に分かれた長い黒髪とつり目が特徴。また、肉球のステッキを携帯している。
パフ、アロマ、クロロを呼び捨て、カナタを「カナタさま」、トワを「トワさま」、はるかたちを「プリンセスはるか」などと呼ぶ。第23話ではトワの成長した姿を見て号泣する。その他の人物には「ユー」と呼ぶ（前述の人物たちにも言う場合がある）。
あらゆる学問に精通しており、中でも語学が堪能である。
プリキュアたちを「グランプリンセス」にするため、彼女たちのプリンセスレッスンを担当する。上達すると、「レッスンコンプリートよ!」と言って額にステッキについた肉球の判子を押す。また、レッスンは内容に合わせてシャムールが創りだす「レッスンステージ」 という空間で行うこともある。
第33話では、時折レッスンパッドの中から抜け出し、自身の研鑽のために「夢ヶ浜」の街を猫の姿と人間の姿を使い分けながら出歩いていることが判明し、学び遊ぶことも大事だとクロロに説きつつ、自身もこうして人間界で新たに学んだことを王国復興後だれかに伝え教えることを夢にしている。
人間体
自ら人間の姿に変身することが可能で白と紺色のパンツスーツを着用して黒いヒールを履き、とがった耳を持つすらりとした長身の成人女性の姿になる。その容姿は対峙したシャットが見惚れるほどで、妖精時は「生意気過ぎる見事な毛並み」と評されている。
パフやアロマを人間の姿にすることも可能。第48話では、この姿でカナタと共にディスダークとの戦いに参戦した。

##### その他の妖精
クロロ
声 - 甲斐田ゆき
茶色模様のネコのような容姿のホープキングダムに住む妖精。黄色のフードを着用している。一人称は「ボク」で、語尾に「ロロ」とつける。
カナタやトワを「さま」付けで呼んでいる。パフやシャムールからは呼び捨て、ゆいから「くん」付けで呼ばれている。
臆病で寂しがり屋な性格であり、ディスダークに支配されたホープキングダムを思い出しては暗い表情をしていた。
ある日、友だちの妖精たち（声 - 北川理恵、礒部花凜）と仲良く駆け回っている際に、ディスダークの三銃士のひとり「ロック」に憑依されたことで、彼が活動するための器にされていた。また、解放されてからはこの時期のことを覚えていない。
第31話にて、プリンセスプリキュアの活躍によってロックから解放され、気絶しているところをはるかたちに救出されるが、しばらくの間はシャムールに保護されて寝こんでいた。第33話で目が覚め、当初は元気がなくひたすら怯えてばかりいたが、ミス・シャムールの説得により立ち直る。以降、シャムールとともに「プリンセスレッスンパッド」に住んでいる。
第40話にて、トワたちとともに一時ホープキングダムに帰還した際は、国が絶望の森に変えられたことを知ってからひどく狼狽するが、同じく絶望に陥った仲であるトワからも励まされる。
最終回（第50話）ではシャムールの師事を受け、ロイヤルティーチャーになるための修行をはじめる。胸にシャムールと同じ赤いリボンをつける。
人間体
ロックに憑依されていた時に器になっていた姿。目元を隠した茶髪の少年。ロックの力によって身体を青年形態にさせられていた。
第48話にて、ロックがフードだけで蘇ったときには恐怖におののいたが、プリキュアと戦う姿を見て、「助けたい」と思うようになり、プリキュアが浄化した後フードを回収する。続く第49話では、「みんなの力になりたい」という願いに呼応するかのごとく意識を取り戻したロックにディスピアを倒すという目的で一時的に力を貸され、自分の意思でシャットとともにディスピアに立ち向かった。この時は少年姿であり目元が隠れていない。

### ディスダーク
プリキュアの敵対勢力。絶望の魔女であるディスピアが支配している闇の勢力で、既に支配下に置いている「ホープキングダム」の王宮を本拠地にしているが、第31話からはディスピアが生みだした「絶望の森」で構成されたイバラの城を新拠点にしている。
あらゆる夢を絶望で閉ざすことを目的に掲げており、「絶望の扉」で人々から夢を絶望に染め上げ、絶望に染まった人間を「絶望の檻」に閉じこめる形で果てしない絶望の世界を創造しようと目論む。
絶望の世界の創造に阻害となっている12個の「ドレスアップキー」を捜索して破壊するため、そのドレスアップキーを守護しているホープキングダムへと侵攻するが、カナタの奮闘によってドレスアップキーが人間界にばら撒かれる。その後、ドレスアップキーがばら撒かれた人間界に侵攻することになり、その活動の妨げとなるプリキュアの排除を目的にする傍ら、「ゼツボーグ」という人間の夢を絶望に変える怪物を使役して破壊活動なども行っている。
ディスダークのメンバーが人間界に出現すると、草や花が枯れ、空が曇り色に変化する現象がおこる。また、鍵穴のような空間を創り出して瞬間移動をする能力をもつ。
最終話以降では、ディスピアの後継者であるクローズがどこかへと去ったことでディスダークは事実上消滅したが、現在も絶望の森自体は消滅することもなく健在であるため、カナタとトワはいつかディスダークが復活するのではないかと警戒している。
映画版では、「ウォープ」というディスダークから独立した元メンバーが登場する。

#### 上層部
ディスピア
声 - 榊原良子
ディスダークを支配している絶望の魔女。顔面に角つきの禍々しい仮面を付けている。一人称は「わたし」。
漆黒のドレスと羽毛のスカートを身にまとい、胸部にはアイテムを生み出す鍵穴模様がある。また、背中には赤色のマントを身に付けており、マントは絶望のエネルギーを吸収する管に変化することもできる。
非常に冷酷かつ厳格な人物として振る舞い、失敗を度重ねる配下を「失敗作」と酷評して容赦なく制裁を与えたり、目的のためなら娘扱いしているトワイライトをも平然と捨て駒にするなど、残虐なことを好む傾向にある。しかし、忠誠心が高い配下には素直に称賛する一面をもつ。
その正体は、「絶望」という概念そのものと言える存在であり、「ホープキングダム」の住人が抱く叶わぬ夢、失われた記憶、挫折、後悔などが絶望の闇へと変貌し、いつしかその闇がイバラの森になり、そのイバラから生まれた経緯をもつ。その後、すべての世界を絶望で覆い尽くすため、人々が抱く「夢」を朽ち果てるまで絶望を拡散し続けようと目論むようになる。
かつて、先代のプリンセスプリキュアの活躍によって長らく封印されていたが、ホープキングダムの王女にあたるトワを連れ去る形で国中の住民たちを絶望へと追い込み、彼らから発した絶望のエネルギーを吸収して現代に復活を果たす。そして、前述の目的を果たそうと行動を開始し、手始めにホープキングダムを絶望に染め上げて支配下に置き、連れ去ったトワを「トワイライト」という配下に変貌させて現在に至る。
精神攻撃に長けており、相手の心の隙間を利用して思惑通りに洗脳したり、相手の心、記憶、夢などを消すこともできる。また、多彩な魔力を保有しており、自身の幻や複数の影を生み出したり、いばらを駆使して攻撃する能力をもつほか、巨大な「絶望の檻」をつくることもできる。
第22話にて、トワイライトから戻ったトワを再度絶望させるために人間界へと降臨し、トワが抱く罪悪感を利用して彼女の絶望のエネルギーを吸収することで強化しようと目論む。しかし、トワがキュアスカーレットへと覚醒したことで形勢が逆転し、彼女の必殺技である「プリキュア・フェニックス・ブレイズ」を受けて撤退を余儀なくされる。続く第23話では、前述の影響によって負傷した身体を癒すため、絶望のエネルギーを補給する目的で絶望の森へと帰還する。そして、第31話にて、復活したクローズがロックの絶望のエナジーを回収する形で復活を果たす。
第49話にて、クローズを吸収する形で本来の姿になり、絶望の世界を創るために地球およびその周辺をイバラで覆い尽くし、プリキュアとその関係者以外のすべての人間を「絶望の扉」の中に閉じこめ、圧倒的な力でプリキュアたちを窮地に追い込む。しかし、ノーブル学園の生徒や教師のほか、シャットとクロロ（ロック）の奮闘によってプリキュアが「グランプリンセス」へと進化したことで形勢が逆転し、最終的にはプリキュアの技である「プリキュア・グラン・リベラシオン」を受けて完全に敗北し、クローズに全ての力を託して消滅した。
のちの『映画 プリキュアオールスターズ みんなで歌う♪奇跡の魔法!』では、ソルシエールの魔法で生み出した幻が登場している。
最終形態
第49話にて、ディスピアがクローズを吸収し、ストップとフリーズと合体して得た姿であり、ディスピア本来の姿でもある。
仮面が消えて素顔を露わにし、地上を見下ろすほどの巨大になり、頭部の角は髪のような紫色のイバラに変化する。また、下半身は無数のイバラで構成され、腰部のイバラの中には「絶望の扉」が植え付けてあり、その中には「絶望の檻」に閉じこめた大勢の人間たちを収納している。
戦闘能力が比にならないほどに強化されており、プリキュアたちの必殺技である「プリキュア・サクラ・トルビュランス」「プリキュア・コーラルメイル・シュトロム」「プリキュア・ギャラクシー・コーラス」「プリキュア・スカーレット・プロミネンス」が通用しないほか、「プリキュア・グラン・プランタン」をも無効化できる。また、本気になると「グランプリンセス」のバリアと対抗するほどの破壊光線を放つ。
胸部にある鍵穴からは強力な光線を放つことができるほか、クローズが使用していた羽を駆使した攻撃を使うこともできる。また、自身の影を今まで以上に生みだすことも可能となる。

トワイライト
声 - 沢城みゆき
ディスピアの娘と称するディスダークの少女で、ディスピアの正統なる後継者。尖った耳と銀色の4本のポニーロールヘアが特徴。一人称は「わたくし」。
黒色と赤色が基調のドレスを身にまとい、赤色のタイツに厚底の黒いヒールを履いている。また、耳には水色と黒色のバイカラーのイヤリングを、腰部にはチョウ型のブローチを身に付けている。初登場時にのみ、顔面に金色の仮面を付けていた。
非常に冷酷かつプライドが高い人物として振る舞い、「気高く、尊く、麗しく」という信条の下、夢を抱く者や才能のない者を徹底的に蔑む傾向にあるが、自分が敗北すると感情的になる一面をもつ。また、自身を「唯一無二のプリンセス」と豪語し、プリンセスプリキュアを「偽りのプリンセス」と侮辱しているが、みなみの気品ときららの才能には多少なりとも評価をする一方、平凡なはるかに対しては徹底的に蔑視している。
プリキュア全員を圧倒するほどの高い戦闘能力を持ち、足を駆使した攻撃が得意。また、青白い炎を駆使して攻撃や防御することもできる。また、バイオリンを演奏する能力にも恵まれており、その腕前ははるかたちが見惚れるほどである。
その正体は、「ホープキングダム」の王女にしてカナタの妹にあたる「トワ」であったが、幼少期に訪れた「絶望の森」にてディスピアと遭遇し、彼女の洗脳によってトワとしての記憶、心、夢を完全に消去され、「トワイライト」というディスダークのプリンセスとしての人格を植え付けられた経緯をもつ。
第13話から登場するようになり、三銃士のシャットとロックを従えながら人間界に出撃するようになる。また、シャットたちを強化させる能力をもつ「ブラックキー」を所持している。
第18話にて、連敗続きのために自ら戦闘することを挑み、所持しているステッキにディスピアから授かった2個目のブラックキーを差し込む形で強化を果たし、そのステッキを駆使しながらプリンセスプリキュアを追い詰めるが、彼女たちの新しい技である「プリキュア・トリニティ・エクスプロジオン」を受けて撤退を余儀なくされる。
第20話・第21話にて、たび重なる失態でディスピアから強制的に授かった3個目のブラックキーと、自身が入手した4番目のプリンセスパフュームの融合により誕生した「ロストパフューム」 を用いて「ブラックプリンセス」へと変貌し、その強大な絶望の力でプリンセスプリキュアと兄であるカナタを追い込むが、キュアフローラの必死の説得とカナタのバイオリンの演奏を聴いたことで記憶をとり戻し、最終的にはプリンセスプリキュアの必殺技である「プリキュア・トリニティ・エクスプロジオン」を受けて浄化され、本来のトワの姿へと戻った(ただし、トワイライトとしての記憶は残っている。)。
トワとしての詳細は紅城トワを参照。
ブラックプリンセス
第20話・第21話に登場。第19話にてホープキングダムの「古城」で入手した4番目のプリンセスパフュームを、続く第20話で3個目のブラックキーを用いて漆黒に染めて誕生させた「ロストパフューム」の力により変貌した姿と名。
白色の逆立った髪に変化し、顔面には鋭角な柴色の仮面をつけており、黒色のドレスやタイツを身にまとい、胸部にはチョウ型の大きいブローチを付けている。また、手は赤色に変化している。
この形態の際には、冷酷な性格の部分が増幅されており、ディスピアの命令に無条件で従うなど、ほぼ無感情な状態になっている。
戦闘能力は非常に高くなり、手から放つ漆黒の光線は、プリキュアたちの合体技「プリキュア・トリニティ・エクスプロジオン」をもわたり合える威力をもつ。また、「モードエレガント」に変身することもできる。

#### 三銃士
ディスピアに仕えている3人の幹部。それぞれ目元には人間の夢を覗くためのアイシャドーが塗ってあり、首下には「ゼツボーグ」を生みだす南京錠の飾りを身に付けている。基本的に仲間意識は皆無であり、それぞれ独自で行動することが多いため、互いに協力したり慣れ合うことはしない傾向にある。
いずれもディスピアの魂から生まれた絶望のしもべであり、絶望のエナジーを吸収すればするほど強化されていく存在だが、逆に絶望のエナジーが減滅すると弱体化する身体構成になっている。
最初のころは、次世代のプリンセスプリキュアの誕生を阻止するため、人間界に避難していたアロマとパフを狙っていた。しかし、結局はプリンセスプリキュアの誕生を防ぐことはできず、それ以降はプリキュアの打倒を重点においている。
第13話から、シャットとロックはディスダークのプリンセスであるトワイライトの指揮下に置かれ、その間は彼女の「ブラックキー」の能力によってゼツボーグとともに強化される。
第23話から、ディスピアが「絶望の森」へと帰還している間、三銃士のロックがディスダーク内の主導権を与えられ、ディスピア復活のために人間たちの絶望を収集することが主な任務となる。
第31話から、地獄より復活したクローズに幹部の主導権を与えられ、シャットと新幹部であるストップとフリーズがクローズの指揮下に入り、クローズが人間界に撒いた「絶望の種」を成長させるために、人間の絶望を収集することが主な任務となる。
第40話から、ホープキングダムの「炎の城」「星の城」「海の城」「花の城」の4つの城をプリキュアたちから解放されるのを阻止するため、時にはディスピアから与えられた「メツボーグ」という強力な怪物を使役し、人間のより強い絶望を見せることに重点を置くようになる。
クローズ
声 - 真殿光昭
ディスダークの三銃士を務めている男性怪人。尖った耳とトゲトゲしい黒髪が特徴。一人称は「オレ」で、語尾に「だぜ」と付けて話す。
ロックミュージシャンのような風貌をしており、肩パッド付きの紫色のジャンパーを着用し、肩パッド及びバングルにはスパイクをついている。
非常に凶暴かつ粗暴な人物として振る舞っており、人間の夢や希望や未来を見下してあざ笑うが、短気な性格が災いして理性を失いやすい傾向にある。また、ディスピアへの忠誠心は非常に高く、主君のためなら命を捨てる覚悟をもっている。
登場当初は、プリンセスプリキュアの誕生を阻止することが主な任務であったが、第6話では連敗続きを理由にディスピア直々の命令により謹慎処分になり、第9話・第10話にてディスピアから最終通告を受けるが、それすらも失敗に終わる。
第11話では忠誠を示す最後のチャンスとして、ディスピアが用意した巨大な「絶望の檻」にプリキュア、ロイヤルフェアリー、ゆいを連行し、強化形態となってキュアフローラに攻撃をしかけ、彼女の夢に対して憎悪の感情をぶつけて追いつめる。そして、最終形態へと変貌してプリキュアたちを圧倒的な絶望の力で窮地に追い込むが、プリキュアたちの夢への強に押され始め、最終的には彼女たちの必殺技である「プリキュア・トリニティ・リュミエール」を受けて敗北し、ディスピアの名を叫びながら倒された。
倒されたあとは、ディスピアの能力で地獄の底から蘇り、通常のカラスとなって再生していたが、第30話・第31話にてプリキュアに敗北したロックの絶望のエナジーをわずかに吸収したことで完全復活を果たす。さらに、「絶望の種」から新幹部のストップとフリーズを配下として生み出す。
復活した直後は、ロックから回収した絶望のエナジーを使役してディスピアの復活に貢献したことを評価され、ディスピアの命令により、ディスダークのナンバー2に昇格し、同時にかつて同僚だったシャットに高圧的な態度で接するようになる。
第38話にて、「絶望の森」を成長させるためにはるかを絶望させようと暗躍し、カナタの故意によってはるかが絶望したことで、「夢が浜」全体を絶望の森で覆いつくすが、第39話にて自力で立ち直ったはるかに憤慨して反撃するも、プリキュアたちの必殺技である「プリキュア・グラン・プランタン」を受けたことで退散を余儀なくされる。
第47話にて、最後の砦である「花の城」を死守するため、小鳥に変身してはるかを幻想空間に閉ざし、彼女に夢を見させることで骨抜きにしようと目論むが、結果として失敗し、更には花の城が解放されたことで本拠地のホープキングダムも解放される失態を犯す。続く第49話にて、ディスピアに今までの忠誠心を称えられ、彼女の力となるために喜びながらディスピアに吸収される。
第50話にて、消滅したディスピアから全ての力を託され、絶望から生まれてくるディスダークが不滅の存在であることを告げると同時にプリキュアたちに決戦を挑み、結果としてキュアフローラとの因縁に決着をつけようと猛攻撃を仕掛けるが、夢だけでなく絶望も消えないことを悟ったキュアフローラに逆転され、最終的には絶望をも受け入れた彼女を見て相手にすること自体をやめるも、いつかまた現れると宣言してどこかへと姿を消した。
モチーフはイギリスのパンク・ロックバンド、セックス・ピストルズの二代目ベーシストのシド・ヴィシャス。
強化形態
第11話にて、ディスピアの巨大な「絶望の檻」の中で何倍も強化され、黒い翼が生えた筋肉質の身体に変貌した姿。目は赤く染まっている。
素早い飛行が可能になり、プリンセスプリキュアたちを圧倒するほどの戦闘能力がある。また、巨大なクレーターを作るほどの攻撃力をもつ。
最終形態
第11話にて、プリキュアたちの新しい力の解放を防ぐため、絶望のエナジーを吸収して、漆黒の巨大なカラスに変貌した姿。
身体中にある羽を鋭くして攻撃するのが特徴で、巨大な破壊光線を放つこともできる。
新生形態
第31話より、地獄から復活したクローズの強化された姿。以前よりも性格が冷静になっており、邪悪さも増している。
目元のメイクが以前より異なり、耳のピアスも6つに増えている。服装も露出が高いものに変化しており、首下にあった南京錠は腰部のベルトにつけている。
プリンセスプリキュアを圧倒するほど戦闘能力が高くなり、紫色の光線で攻撃したり、紫色のシールドを生みだすこともできる。また、腕からは紫色の羽を生やして攻撃することもある。さらに変身能力を使用することが可能になり、小鳥（声 - 西明日香）の姿に変身するほか、幻想空間を生みだすこともできる。
黒須（くろす）
第38話にて、クローズが人間の少年へと一時的に変装した姿。一人称は「オレ」のままで、喜怒哀楽豊かで社交的な性格を演じている。
ノーブル学園の男子生徒と偽って学園に潜入し、はるかたちに対して「隣のクラスの生徒」を名乗る。そのため、ノーブル学園の男子制服を着用し、目元の模様を消している。
究極形態
第50話にて、クローズがディスピアから全ての力を託されて強化した姿であり、プリンセスプリキュアの最後の敵でもある。
ディスピアに酷似した黒色の身体に変化しており、髪は白色の長髪に変化し、胸部には鍵穴があるほか、腰部には4つの翼が生えている。両耳には羽型のピアスを付けている。また、後述のようにストップとフリーズを吸収すると目元に緑色の模様が付く。
戦闘能力が比にならないほど強化され、「グランプリンセス」状態のキュアフローラとほぼ互角に戦闘することが可能になり、無数の羽を放つこともできるほか、「絶望の森」を駆使して戦闘空間を生み出すこともできる。また、最終形態になったストップとフリーズを自身に融合させて更に強化することもできる。

シャット
声 - 日野聡
ディスダークの三銃士を務めている男性怪人。尖った耳と縦ロールにした金髪が特徴。一人称は「わたし」で、語尾に「のみ」と付けて話す。
紳士のような風貌をしており、ゴシックロリータ風の青い服装とヒールの高いサイハイブーツを着用し、青いバラの飾りをあしらった白いシルクハットをかぶっている。また、黒いバラを所持している。
非常に冷徹かつ己惚れた人物として振る舞っており、人間が抱く夢や情熱を軽蔑したり、仲間を利用することも辞さないが、仲間が殉職した際には悪態をつきつつも寂しさを感じる姿を見せている。また、美しいものを好むナルシシストな一面をもつ。
トワイライトの美しさに惚れている節があり、彼女によって強化されることに快感を覚えるほど心酔し、彼女に気に入られようと媚びたりした反面、トワイライトがトワの姿に戻った際にはひどく狼狽し、一転して彼女に憎悪の感情をぶつけて敵視するようになる。
戦闘の際には所持しているバラを用いており、バラから放つ破壊光線を駆使して攻撃する。
第23話にて、度重なる失態によってディスピアから無視されるほどに扱いが冷遇され、任務の主導権もロックに奪われたため、その落胆を打ち消すために旅と称して一時期流浪していた。
第31話にて、復活したクローズの配下に置かれたことになり、ストップとフリーズが登場した影響で出撃の機会が奪われたことで元気を無くしていたが、第33話でミス・シャムールからの説得を受けたことで自信を取り戻し、逆に一層自惚れるようになる。
第45話にて、ディスピアに「失敗作」として見限られたため、最後のチャンスとして「メツボーグ」を使役してプリキュアを襲撃するが、結果として敗れる。続く第46話では、帰る場所を失って町中をさまよった末、自分が落ちぶれたのはトワのせいだと断定し、さらには自分を冷遇する仲間への鬱憤も加わることで自暴自棄となり、逆上しながら強化形態となってプリキュアたちを襲撃する。遂には最終形態となって暴走するが、プリキュアたちの技である「プリキュア・グラン・プランタン」を受けて元の姿に戻り、トワに改心するよう説得されるもこれを拒み、ミス・シャムールからマフラーを貰った後はどこかへと去る。
第48話にて、人間界に攻めてきたディスピアたちの侵攻を見ていたが、ゆいの奮闘する姿をみた影響でプリキュアに助力することを決意したあと、ディスピアの操り人形にされたロックをらしくないと一喝し、彼をディスピアの洗脳から解放させる。続く第49話では、ロックの力を借りたクロロとともにディスピアに対抗する。
第50話にて、結果的には人間界に留まることを決意し、自分のマフラーになったロックといがみ合いながら生活しており、性格は幾分丸くなっている。この際、シルクハットがなくなり顔のメイクが第33話でミス・シャムールに教わったメイクに変化している。
モチーフは、ヴィジュアル・バンドのMALICE MIZER。
強化形態
第46話にて、自身の絶望の力を高めることで強化し、獣のような耳と尻尾が生えた身体に変貌した姿。目は赤く染まり、髪はほどけ、爪や牙は長く変化する。また、四つん這いで走る。
戦闘能力が格段に上がり、素早さと長い爪を駆使する攻撃をしかけ、両手から赤黒い破壊光線を放つこともできる。
最終形態
第46話にて、理性を失いながら暴走し、自身の絶望のエナジーを吸収して、巨大な薄い黄色のネコのような姿に変貌した形態。
更に強化されているものの、ほとんど自我を失っている状態のため、唸り声を上げながら癇癪を起こし、周囲を無差別に引っ掻きまわして暴れることしかできない。

ロック
声 - 甲斐田ゆき
ディスダークの三銃士を務めている少年怪人。目元を隠した茶髪が特徴。一人称は「ボク」で、語尾に「だね」と付けて話す。
ゲーマーのような風貌をしており、怪物をモチーフにした黒いフードをかぶり、黒色のボーダーと黄色の衣服を着用し、背中にはコウモリのような赤い羽がついている。また、ゲーム機を所持している。
生意気かつ飄々とした性格であり、同僚にあたるクローズとシャットを見下して軽蔑したり、仲間の殉職にも意を介さないなど、協調性が非常に欠けている。しかし、本人は「おもしろいことがしたい」というのが行動の動機と述べている。
トワイライトには忠実に従う素振りを見せており、彼女からは「優秀な家臣」として信頼されていたが、トワイライトがトワに戻ったあとは態度を豹変させ、彼女に対して心体ともに傷つけるようになる。
ディスピアへの忠誠心は内心皆無であり、いずれは彼女を退けて、ディスダークを支配する「絶望の王」になろうと密かに画策していた。そのため、ディスピアのしもべという立場に不快感を抱いている。
身体の部分は「クロロ」というホープキングダムの妖精に憑依して得た姿であり、本体はフードやパーカーなどの服装部分である。また、自分とクロロとを分離して移動することもできる。
三銃士の中ではナンバーワンの実力があり、キュアトゥインクルを遠くに蹴り飛ばすほどの攻撃力を持ち、首下にある南京錠の鍵穴からは破壊光線を放つこともできる。
第23話にて、ディスピアからしばらくの間任務の主導権を任され、それと同時に身体も青年形態へと変貌し、ディスピアの玉座に無断で鎮座するという高圧的な態度も見せるようになる。
第28話・第29話にて、3人に分身してプリキュア初期メンバーの「ドレスアップキー」を9個強奪することに成功し、そのドレスアップキーを「ドレスアップキーケージ」に閉ざすことで絶望をためるゲージを満タンにするが、その絶望を独断でホープキングダムの城に注入して巨大なゼツボーグを生み出し、遂には人間界へと侵攻する。続く第30話では、プリキュアとの激闘の最中にドレスアップキーを奪還されるが、ホープキングダムの城に蓄えていた絶望の力と自分の分身を吸収する形で最終形態へと変貌し、その圧倒的な力でキュアフローラたちを絶望の淵に叩き落とすが、それでも夢を諦めないプリキュアたちに押され始め、最終的には彼女たちの必殺技である「プリキュア・エクラ・エスポワール」を受けて敗北、自らが「王」だと絶叫しながら倒された。これにより、ロックに憑依されていたクロロは解放される。
倒されたあとは、復活したクローズからは「つまらない裏切り者」と、ディスピアからは「小賢しいだけの失敗作」とそれぞれ仲間から酷評されている。
第48話にて、ディスピアの能力で自我がない巨大な姿で復活を果たし、ゆいたちの絶望のエナジーを吸収してプリキュアたちを苦しめるが、シャットに以前のような野心家な部分がないと一喝されたことで自我をとり戻すことになり、最終的にはプリキュアたちの技である「プリキュア・グラン・プランタン」を受けて元のパーカーの姿に戻る。続く第49話では意識をとり戻し、ディスピアを倒す目的で一時的にクロロに力を借す。
第50話にて、ディスピアやクローズが消えた影響で身体や力が退化しており、シャットのマフラーとして仕方なく人間界で生活している。
モチーフは、エモーショナル・ロックの某アーティスト。
青年形態
第23話にて、ロックが本気になることを決意した際に披露した姿。身長が成年ぐらいに高く変化している、声も若干低くなっている。
フードの模様などが変化しており、フードの下にはチャックを開けた黒色のパーカーを着用し、赤色のショートブーツを履いている。また、首下の南京錠には角が生え、背中の翼は大きく変化している。
この形態になると戦闘能力が高くなり、プリキュアたちの必殺技の「プリキュア・トリニティ・エクスプロジオン」「プリキュア・フェニックス・ブレイズ」が通用しないほど強化されている。また、自身の分身を作りだす能力をもち、青を基調とした分身、緑を基調とした分身の2体を生みだすことができる。また、分身たちはブーツの部分に目がある。
隠し持っていた強化されたゼツボーグを召喚できる南京錠型のアイテムを使用するようになり、ゼツボーグの召喚の際にはその南京錠を人間の夢に蹴り飛ばして召喚する。
最終形態
第30話にて、ホープキングダム城の絶望のエナジーを吸収したことで強化され、尻尾が生えた巨大な黄色いカエルのような姿に変貌した姿。赤い髪に角と翼が生えている。
ディスピアを超えると自称するほど戦闘能力が格段に高くなり、口から強力な破壊光線を放ちながら攻撃してくる。また、弾力がある身体は物理攻撃が通用せず、翼と尻尾を使って攻撃と防御を駆使することもできる。
新生形態
第48話にて、ディスピアの能力で本来の意識があるパーカー状態で復活した姿。以前よりも巨体になり、身体はボロボロになっている。
ディスピアへの忠誠心を語るなど、本来の野心的な自我は見る影もなく、ただ彼女のために絶望を収集するだけの操り人形のような状態と化している。
戦闘能力は格段に高くなり、プリキュアの技である「プリキュア・リース・トルビヨン」「プリキュア・フローズン・リップル」「プリキュア・ミーティア・ハミング」「プリキュア・スカーレット・フレイム」を同時にうけても手だけで弾き返し、「プリキュア・フェニックス・ブレイズ」をも無効化できる。
絶望のエナジーを吸収するたびに強化される仕組みになり、口からは強烈な風を放つことができるほか、袖からはツルを生やしてプリキュアを縛りあげることもできる。

#### 新幹部
ストップ、フリーズ
声 - 井澤詩織（ストップ）、伊東みやこ（フリーズ）
第31話にて、クローズが「絶望の種」から生みだした双子の戦士。両者とも金色と銀色の鎧仮面のような顔が特徴で、機械的な言動をしている。
いずれも緑と白を基調とした服装を着用しており、ストップは長耳で銀色が基調の仮面を着用しており、フリーズは短耳で金色が基調の仮面と白い短パンを着用している。
基本的に無機質かつ陽気な人物として振る舞い、任務中でもおどけたポーズをすることが多いものの、主君にあたるディスピアや直属の主にあたるクローズに対しては常に敬語で接し、彼らから与えられた任務には忠実に遂行するという優秀な一面もある。しかし、同僚にあたるシャットに対しては両者とも無視をして冷遇している。
主に絶望の種を成長させることが目的のため、プリキュアに勝利することより人間の夢を絶望させることに重点を置き、敗北した場合でも2人そろって「だが、絶望した」と言って撤退する。
シャット以上の実力があり、そのコンビネーションでキュアスカーレットを足止めするなど、プリンセスプリキュアにも引けをとらない戦闘能力をもっている。また、目からは緑色の光線を放つことができる。
第49話にて、ディスピアが本来の姿へと遂げたため、自分たちも本来の姿になることを決意し、ディスピアが生みだしたイバラと同化する。ディスピアがプリキュアに倒された後も生存し続け、続く第50話ではディスピアから託されたクローズのために最終形態へと変形して再度地球をイバラで覆い尽くし、キュアフローラを襲撃したあとはクローズに融合されたのが最後となった。
モチーフはフランスのエレクトロ/ハウスデュオ、ダフト・パンク。
強化形態
第49話にて、ストップとフリーズが「本来の姿」と称する形態に変身し、最終形態になったディスピアのイバラと合体した姿。
ストップが銀色でフリーズが金色のイバラのような巨大な姿へと変貌し、どちらも中央に緑色の目がある。
2体とも口から緑色の強力な破壊光線を放つことが可能で、その際は口を大きく開いて鋭い牙をみせている。また、自身のイバラを駆使して地球および周辺を覆いつくすこともできる。
最終形態
第50話にて、ディスピアの力を得たクローズを支援する形で、ストップとフリーズがさらに変化した姿。
ストップが銀色でフリーズが金色のヘビのような姿へと変形し、いずれも通常形態のときの顔をしている。
鋭い牙を生やした口を開けながら猛スピードで突進して攻撃を仕掛け、目からは緑色の光線を放つほか、クローズと融合することもできる。また、自分たちのイバラを駆使してバトルフィールドをつくることができる。

#### 怪物
ゼツボーグ
声 - 中務貴幸
ディスダークが使役する怪物。基本的に「ゼツボーグ！」と発声し人間の言葉は用いていない。身体の色は基本的に紫色である。
幹部たちが身につけている灰色の南京錠が素体であり、召喚される際には、手足がある手の平サイズのロボットのような形状に変化し、鍵穴には赤く光る目がある。
幹部たちが自分の南京錠を放ちながら、「○○・ユア・ドリーム！」（○○の部分は幹部の名）というかけ声で召喚され、その素体は対象となった人間や動物を「絶望の檻」に閉じこめ、その対象が持つ夢を絶望に変えることで怪物へと変化する。絶望の檻に鍵をかけられた人間や動物は、夢を奪われた瞬時に深い眠りにつく。
無生物であっても、夢が強く込められている物体ならばゼツボーグにすることができる。また、強い夢のエネルギーがあるほどより強力なゼツボーグが生まれる。
対象にされた人間や動物を救出するには、ゼツボーグを浄化した上で、「ドレスアップキー」で絶望の檻を解錠する必要があり、檻から解放されるとその対象は元に戻る。ゼツボーグはプリキュアの技で浄化されると「ドリーミング」（キュアスカーレットの「プリキュア・フェニックス・ブレイズ」の場合のみ「バーニング」）と言い残して消滅する。
ディスダークが支配しているホープキングダム内にも徘徊しており、それらはカナタと交戦している。
トワイライトによって強化されたゼツボーグ
第13話から登場。召喚方法はほぼ同じだが、トワイライトが「ブラックキー」をシャットもしくはロックの南京錠の飾りに差し、彼らが強化しながら召喚されるゼツボーグ。
ゼツボーグ自体は体が赤色、目が紫色になり、プリキュアたちの「プリキュア・トリニティ・リュミエール」でしか浄化されないほどに戦闘能力が格段に上昇する。
成長したロックのゼツボーグ
第23話から登場。ロックが南京錠に棘のような角が生えたアイテムを投げつけることで、ゼツボーグが強化される。
この形態になると、南京錠の鍵穴にある目の部分が黄色に変化し、頭部には赤い角、背中には赤い翼が生えるようになる。キュアスカーレットの「プリキュア・フェニックス・ブレイズ」でしか浄化されないほどに戦闘能力が格段に上昇する。
絶望の檻に閉じこめられた相手も、絶望のエネルギーがつよくなることで、さらに苦しむようになる。
ストップとフリーズのゼツボーグ
第31話から登場。ストップとフリーズが同時に生みだす強力なゼツボーグ。シャットも南京錠が縦並びになったアイテムで同タイプのゼツボーグを生みだすようになる。
南京錠が2つになって横並びになり、目の部分が緑色に変化する。登場してからはプリキュアたちの「プリキュア・エクラ・エスポワール」以上の合体技でしか浄化されていなかったが、個人技での浄化も可能。
メツボーグ
声 - 中務貴幸
第40話から登場。ディスピアが「ディスプラウト」から生みだす非常に強力な怪物。基本的に「メツボーグ！」と発声する。
メツボーグの南京錠は滑らかな曲線形であり、左右には2つの黒い角がついているなど、ディスピアに酷似した形状である。また、ゼツボーグと異なり、素体なしでも怪物になる。
ディスピアの分身でもあり、彼女と意思が繋がっているため、ディスピアはメツボーグが視聴したものを感じとることが可能で、メツボーグの口を借りて言葉を伝えることもできる。

### 私立ノーブル学園
元児童絵本作家・望月ゆめが50年前に創立した伝統ある名門学校で、夢を抱く生徒たちが通う全寮制の共学校。学園内での挨拶は「ごきげんよう」。島を繋ぐ橋の向こうにある市街地の「夢ヶ浜」には路線バスで容易に移動できる。
場所は海沿いの陸地に近い島にあり、敷地内には男女別の学生寮や学生食堂、教室棟といった設備から、バレエの練習場やパーティーホールなどの環境が整っている。これらの施設は、石と木とレンガを主体とする建築が特徴。
寮は2段ベッドと机と棚を備えた間取りの二人部屋で、清掃や消灯時の見回り当番などは生徒が分担している。上級生がある程度生活面の指導も行っており、その生徒から寮の代表者が選定されている。
伝統と風紀を守るための厳格なルールがある一方で、生徒の自主性を重んじる校風もあり、生徒たちがやりたいことがあれば学校側はそれを否定しない。また、ルール自体も生徒たちが協議の上でつくることが可能。そのため、各種業界で活躍している卒業生を多く輩出している。
生徒会主催の「ノーブルパーティ」と呼ばれる晩餐会が毎年開かれており、学業に勤しむ日常から離れた夢の時間を楽しむことを目的としている、また、生徒全員が正装（女生徒はドレスを着用）にて参加する。パーティに供される料理や、バックで流れるオーケストラの音楽の演奏も生徒によってなされる。
1年の生徒たちが、家族を学園に招待してもてなすイベント「ファミリーデー」という行事が、入学から3か月後に開催されている。招待された家族をどのようにもてなすかは1年生の生徒たちが企画・運営を行う。主に、野外での立食パーティーや、講堂でのバレエの演技が行われている。
敷地にある森の奥を抜けた海沿いの崖には秘密のバラ園があり、その中央には風車と水車が取りつけられた小屋がある。この場所の存在を知らされるのは卒業生のみで、小屋には彼らの夢を刻んだタイルを壁に貼りつけ、バラの木を一本植えていく習わしがある。そのため、この場所のことは「アンダーザローズ」（他言無用）の誓約がなされている。
制服は男女ともセーラー襟で薄紫色と白色を基調としており、女子はセーラー服にピンク色のリボン、白いジャンパースカートと紺色のハイソックス、男子は水色のワイシャツに赤いネクタイ、セーラー襟のジャケット、グレーのスラックスを着用している。夏服は女子が半袖の白襟のセーラー服に薄紫色のジャンパースカートと白のハイソックス、男子が白のポロシャツ（スラックスは同じ）を着用する。靴は黒のローファー。学生鞄は白のショルダーバッグ。
みなみ、きらら、トワは制服に差異があるため以下に羅列する（はるかは上記すべて、トワはリボンのみ該当）。
- リボン - みなみは青、きららは黄色で中央に星飾りがある。青のリボンは生徒会役員の証である[7]。
- ジャンパースカート - みなみとトワは裾が若干長く、きららは裾周りに紺色（夏服はグレー）のフリルがある。
- 紺色のハイソックス - みなみは紺色のタイツ（夏服は薄グレーのソックス）、きららは紺色のオーバーニーソックス（夏服はグレーのハイソックス）、トワは白のアンクレットソックス。

クロスオーバー作品においては、『映画 プリキュアオールスターズ 春のカーニバル♪』ではハルモニア（『春のカーニバル♪』の舞台）の出発シーン・歴代プリキュアたちの回想シーン（挿入歌「39フェアリーズ」の映像シーン）・エピローグシーンに登場し、『映画 プリキュアオールスターズ みんなで歌う♪奇跡の魔法!』では同学園の生徒たちがミラクルライト（ミラクルステッキライト）を振るシーンで1カットのみ登場。また、『映画 プリキュアドリームスターズ!』では、次々作『キラキラ☆プリキュアアラモード』の琴爪ゆかり（キュアマカロン）と剣城あきら（キュアショコラ）がはるかたちを探すためにこの学園に訪ねている。

#### 生徒

##### 1年生
七瀬 ゆい（ななせ ゆい）
声 - 佳村はるか
ノーブル学園の生徒である少女で、はるかのルームメイト。三つ編みにした青黒色のロングヘアが特徴で、逆ナイロール眼鏡をかけている。
一人称は「わたし」。はるか、きらら、トワ、パフを「ちゃん」付け、みなみとカナタを「さん」付け、アロマやクロロを「くん」付けで呼んでいる。
私服は上下ともに黄色を基調とした服を着用し、その上に水色を基調とした上着を着けている。また、黄色のベレー帽を被ることもある。
控えめで優しい性格であり、はるかに助言をして支えることが多い。また、はるかの「プリンセスになる」という夢の理解者でもある。
はるかがノーブル学園に入学してきた際、ルームメイトとして校内を案内してお互い意気投合し親友となった。
絵本が好きであり、将来の夢は絵本作家になることである。第1話ではこの夢をクローズに利用され檻に閉じこめられたが、フローラの活躍により解放される。また、第18話ではトワイライトに幽閉されるが、これもフローラたちの活躍により解放される。
第10話・第11話にて、はるかたちがプリキュアであることやその事情を知り、クローズとの戦闘に巻きこまれるのを経てプリキュアの協力者となることを決意する。
「自らはプリキュアになれなくても、はるかたちの活躍をいつか伝えられれば」という想いから、毎日起こったことを絵にしており、第28話ではそれをトワに見せるが、ロックによって夢を再度悪用される。元に戻った際にスケッチブックからスカーレットの「サンキー」が出現する。
トワと同じく泳ぎが苦手だが、はるかたちが入水前に告白している。
第37話の演劇会において、演劇部のりこの推薦もあってクラスがやる『ロミオとジュリエット』の脚本を担当し、ジュリエット役にはるかを推薦している。
第41話にて、「絵画コンクール」にどんな絵を描くべきか悩んでいたが、ゆめの助言により絵を描く意味をとり戻す。しかし、ゆめが主催する写生大会に招待された子供たちの夢をストップとフリーズが狙ったため、子供たちの身代わりとなり三度夢を悪用され絵を描く意味を失って絶望しかけたが、一生懸命戦うプリキュアをみたことで絶望の檻から脱出しようと試み、その結果ゼツボーグから救出された。その後、プリキュアの絵を描きコンクールで佳作入賞する。
第48話では、白金やゆうきたちとともに再び絶望の檻に閉じ込められるが、夢を諦めない心の強さとクリスタルロッドやスカーレットバイオリンの欠片による力から自力で脱出することに成功し、アロマやパフからも驚かれる。更にゆうきたちの絶望の檻を打ち破った。更に第49話では夢を諦めないという心とロッドの欠片が原動力となってプリキュア達がグランプリンセスへの覚醒へ導くきっかけを作る。そして最終回では、平和を取り戻したホープキングダムに、プリキュア・妖精と共に訪れた。
戦いの後ははるかたちプリキュアの物語を描こうとする姿が見られ、数年後に自身が執筆した『プリンセスと夢の鍵』を女の子が読んでいる光景が描かれている。
作中において、「2回以上ゼツボーグの素体にされた」のはゆいが唯一だが、2度目以降はゆいもある程度抵抗している。また、第11話以降のいずれかのエピソードではるかたちとともに行動していたが、クロスオーバー映画作品ではモブキャラクターとして登場しているため、はるかたちとは別行動を取っている。
藍原 ゆうき（あいはら ゆうき）
声 - 阿部敦（幼少期 - 儀武ゆう子）
ノーブル学園の男子生徒で、はるかのクラスメイト。茶色の短髪の少年。一人称は「オレ」。
運動神経が万能かつ活発な性格であり、女子生徒にも人気がある。また、得意のテニスには人一倍情熱をかけている。
はるかとは幼稚園時の幼なじみで、当時ははるかの「プリンセスになりたい」という夢をバカにして意地悪をしていた。第7話にてはるかと再会を果たし、学園開催の球技大会では、はるかとテニスのダブルスを組むことになった。
将来の夢は、プロのテニスプレイヤーになり、グランドスラムを制覇することだが、この夢をシャットに利用されるものの、プリキュアの活躍で解放されて朦朧とした状態ではあったが、キュアフローラを見た影響で、はるかの夢をある程度は理解するようになり、意地悪をしたことを謝罪するが、顔を合わせれば喧嘩ばかりする描写は変わっていない。
第27話では腕に怪我を負い、それが理由でテニス部のレギュラーから外されて落胆していたが、キュアフローラからの叱責で立ち直った。その後、プリキュアを助太刀するためにゼツボーグに石をぶつけた。
第43話ではファッションショーのステージに上がるのを拒否していたため、恥ずかしがりやな面もあるようである。
瀬川 ひとみ（せがわ ひとみ）
声 - 清都ありさ（第4話のみ橋本結）
ノーブル学園の女子生徒で、きららのクラスメイト。ツインテールの少女。一人称は「わたし」。きららから「ひとみん」と呼ばれている。
第4話で名無しキャラクターとして初登場し、きららを探しているみなみと出会う。そのあと、第19話での「宝探し」の際に再登場した。
神田 ようこ（かんだ ようこ）
声 - 井上遥乃
ノーブル学園の女子生徒で、きららのクラスメイトにして、ひとみの親友。セミロングの少女。一人称はひとみと同じ「わたし」。きららからは「ようたん」と呼ばれている。
狩野 さやか（かの さやか）
声 - 東山奈央
ノーブル学園の女子生徒で、はるかのクラスメイト。リボン付のカチューシャを付けたショートボブの少女。
チアリーディング部に所属し、同じくクラスメイトかつチアリーディング部所属の栗田まい（くりた まい、声 - 橋本結）、小巻のりこ（こまき のりこ、声 - 佳村はるか）とともにゆうきのファンクラブを結成し、三人組で行動している。
第7話で名無しキャラクターとして初登場し、テニスでゆうきと組んだはるかに嫉妬していた。第19話での「宝探し」の際に再登場したときはくじ引きではるか・れいことチームを組む。
第27話にて、スランプのゆうきを励ませるのははるかしかいないと思い、3人組ではるかに懇願するが、そのあとシャットに遭遇し、ゆうきの応援をしたいという夢を悪用されて3人そろって檻に閉じこめられるが、プリキュアたちによって救出された。
小森 はなえ（こもり はなえ）
声 - 千菅春香
ノーブル学園の女子生徒で、はるかのクラスメイト。黄色いカチューシャを付けたショートカットの少女。一人称は「わたし」。名前の漢字表記では「花恵」。
花が好きで、第31話では人知れず教室に花瓶を飾ったり花壇の草むしりを行っていた。このことから同じく花好きのはるかと意気投合することになる。
内向的な性格であり、はるかから声をかけられた際にもすぐに謝るクセがあった。
将来の夢を考えていなかったが、教室の花瓶を飾ったことを知ったはるかに知られ、彼女にフラワーアレンジメントの才能があると褒められると同時に、フラワーコーディネーターを薦められたことで、漠然と将来の夢として考えるようになる。
第31話にて、前述の夢をストップとフリーズに利用されるが、プリキュアたちの活躍によって解放されて以降は、はるかにフラワーアレンジメントを教えている。
古屋 りこ（ふるや りこ）
声 - 植田佳奈
ノーブル学園の女子生徒で、はるかのクラスメイト。黒色のロングヘアが特徴で、眼鏡をかけている。一人称は「わたし」。
舞台に立つと足が震えるほど控えめな性格だが、相手に演技を指導する際には厳しくあたる。そのため、平野には「演劇になると周りが見えなくなる」評されている。
第37話にて、演劇会の演出を担当することになったが、学園で素敵な演劇をつくるという夢をストップとフリーズに利用されるも、プリキュアたちの活躍によって解放される。
平野 ケンタ（ひらの けんた）
声 - 小林裕介
ノーブル学園の男子生徒で、はるかのクラスメイト。演劇部に所属している。眼鏡をかけている。一人称は「ボク」。
第37話にて演劇のロミオ役に抜擢され、ジュリエット役のはるかと協力し合いながら練習を続けていたが、ストップとフリーズに夢を古屋とともに利用されるも、プリキュアたちの活躍によって解放される。
しかし、ストップとフリーズが出現した直後に慌てて転んだことが原因で足首を負傷し、カナタに代役を任されそうになるが、はるかの説得と「自分も出たい」という気持ちをうち明けて演劇に参加する。しかし、足のケガのせいで演劇の最中にも転ぶが、はるかのフォローによって演劇を成功させた。

##### 2年生
如月 れいこ（きさらぎ れいこ）
声 - 水野理紗
ノーブル学園の風紀委員長。黒髪のロングヘアで銀縁アンダーリムのオーバル眼鏡をかけた少女。一人称は「わたし」。
制服のスカートの裾は若干長く、オーバーニーソックスを履いている。私服は青色の服と白色のベストを着用しており、ズボンを履いている。
規律や規則に非常に厳格な性格。はるかの行動には人一倍注視しており、彼女に対して注意を頻繁に行っている。しかし、校則を守るようになっただけでなくパフを飼えるよう校則を変えたりするはるかを尊敬している一面もある。
みなみを尊敬しており、彼女に対しては敬語を使っている他、はるかがみなみと親しげに会話している状況をみて憤慨する一面がある。
第3話にて、犬が苦手なためにパフを寮内で飼うことに反対していたが、ゼツボーグから自分を守ろうとしたパフを見て考えを改め、パフを飼うことに賛成する。それ以後は性格も軟化しており、全生徒の中で一番パフと遊ぶようになり、パフからも好かれている。
第27話にて、輪投げで白金手製のパフのぬいぐるみを狙っていたが失敗し、そのぬいぐるみは挑戦したはるかが手に入れたが、彼女によってプレゼントされた。
東 せいら（あずま せいら）
声 - 橋本結
ノーブル学園の生徒会副会長。ベリーショートヘアの少女で、みなみとは小学校からの幼なじみ。一人称は「わたし」。
ボーイッシュな性格であり、スポーツなどが得意のため、女子生徒たちに人気が高い。
かつて、肝試しの際にお化け役を熱演した結果、悪気はないものの、みなみをお化け恐怖症にした張本人でもある。
第27話のお祭りでは太鼓の係をやっており、はるかから「かっこいい」と評された。
西峰 あやか（にしみね あやか）
声 - 新名彩乃
ノーブル学園の生徒会書記。金髪ウェーブヘアの少女で、みなみとは小学校からの幼なじみ。一人称は「わたし」。
上品かつおっとりとした性格だが、しっかりとした一面ももつ。また、生花や茶道が得意のため、男子生徒たちに人気が高い。
第3話にて、パフを寮内で飼うことに当初は反対していたが、パフと遊んで交流したことで賛成に転じている。
今川 シュウ（いまがわ シュウ）
声 - 田丸篤志
ノーブル学園の生徒会副会長。茶髪の少年で、爽やかで少々気取った性格。男子寮のリーダー的存在。一人称は「ボク」。
古芝 ナオト（こしば ナオト）
声 - 村田太志
ノーブル学園の生徒会書記。眼鏡をかけた黒髪の少年で、比較的冷静な性格。男子生徒の中では1番の秀才とされている。
伊集院 キミマロ（いじゅういん キミマロ）
声 - 矢部雅史
ノーブル学園の生徒で、みなみの許嫁と自称する少年。現在はイギリスに留学中。一人称は「ボク」。
キザなところがあり、大袈裟な面も露見し、何らかのショックを受けるとすぐ気絶する体質をもつ。
イギリスの休暇で日本に帰国した際、みなみに対する気遣いが空回りしただけでなく、はるかの影響で変わったみなみにショックを受けたため、はるかに対してみなみに近づかないよう忠告するが、その様子を見ていたみなみに叱責されて落胆していたところでストップとフリーズにみなみと結婚したい夢を利用されてしまう。
プリキュアたちの活躍によって元に戻ったあとは、はるかに対して謝罪し、変わったあとのみなみも認めて、イギリスへと帰っていった。
最終回で、制服姿で学園へ戻ってきた光景が描かれている。

##### 3年生
一条 らんこ（いちじょう らんこ）
声 - 矢作紗友里
ノーブル学園の3年生で、金髪ツインテールの小柄な少女。情報番組「サンデーGOGO」のレギュラーリポーターを務めているアイドル。一人称は「わたし」で、愛称は「ランラン」。
駆けだし中だがトップアイドルを目指しており、それを邪魔する者に対しては露骨に敵対心を露わにするほど、上昇志向が強く負けず嫌いな性格。一方的にきららをライバル視しているが、当のきららや他の生徒たちからは呆れられている。
第12話にて、テレビ番組に出演したきららと新作ドーナツを食べられる「マーブルドーナツ三番勝負」で対決するが、1勝2敗で敗北した。また、その夢への熱意をシャットによって利用されるが、プリキュアたちによって解放される。
第43話では、きららのために主催されたファンションショーにて自作の歌を披露しようとする。最終回では街頭でコンサートを開いている姿が描かれている。

#### 教職員
白金（しろがね）
声 - 安芸けい子
ノーブル学園の女子寮の寮母。白髪の高齢の女性で、小ぶりな丸眼鏡をかけている。一人称は「わたし」。登場するときは「寮母の白金です」と挨拶するのがお決まりだが、このように名乗り出なかった回もある。
緑色を基調とした服を着用しており、腰部には白色のエプロンを着けている。
生徒たちを影から見守っており、時には助言することもあるが、神出鬼没のため生徒たちには「忍者の子孫」「実は3人いる」などと噂されている。
特技も多くイベントではその傾向が顕著に出る。例えばノーブルパーティーではバーテンダーを務め、特製ミックスジュースを振る舞い、夏祭りでは輪投げの景品としてパフのぬいぐるみを作った。
ノーブル学園の第1期の卒業生でもあり、学園の隠し通路の先にあるローズガーデンや風車小屋の管理・世話なども任されている。
第10話にて、クローズに風車小屋に詰まった夢を悪用されたとき逃げ遅れて巻き込まれるが、キュアフローラたちの活躍によって解放される。
望月 ゆめ（もちづき ゆめ）
声 - 沢田敏子
ノーブル学園の学園長を務める老女。一人称は「わたし」。
若いころは著名な絵本作家であり、はるかやゆいが愛読した『花のプリンセス』の執筆者であったが、そのあとは子供たちの夢を育てることを新たな目標として絵筆を置くことを決意し、教育者へと転身し50年前にノーブル学園を創立した。
学園長でありながら生徒たちの前には長らく姿を見せていなかったが、第23話ではるか、みなみ、きらら、トワ、ゆいに初めて正体を明かした。また、トワの不幸な身の上を知って彼女をノーブル学園の新たな生徒にすることを決め、身寄りのないトワのために「紅城 （あかぎ）」という仮の苗字を与えた。望月ゆめが絵本作家として初登場した第18話の時点では、望月の正体を知っていたのは白金だけであり、生徒会長のみなみでさえ第23話まで学園長の姿を見たことがなかった。
第18話でトワイライトに幽閉されるも、フローラたちの活躍によって解放された。第23話では、トワに戻った彼女と再会し、いっしょに和菓子を食べることで彼女と親交を深める。そのあとロックに夢を悪用されるが、キュアスカーレットたちの活躍によって解放された。
第41話では絵を描くことに悩むゆいに助言をする。その後ゆいの絵が佳作に入賞しているのをみて微笑んでいた。
座間 すみれ（ざま すみれ）
声 - 横尾まり
ノーブル学園の教師。縁のとがった、フォックス眼鏡をかけており、普段は目が描かれていない。語尾に「ザマス」とつける。
第1話から名無しキャラクターとして時々登場しており、第2話では入学式に遅刻したはるかを叱る。はるかのクラスもみなみのクラスも受け持っている模様。
第44話にてみなみに進路調査書が未提出である旨を指摘するが、その時にみなみに質問されたため、夢が二転三転したことをみなみに打ち明け「悩むのは良いこと」と助言する。小学生の頃はアイドル、中学生の頃は婦人警官、高校生の頃は漫画家が夢だったとのこと。その後、敷地内でシャットを見つけ進路指導室に連行しようとしたところ、生徒たちの夢を応援するという夢を悪用されるが、キュアマーメイドたちの活躍によって解放された。

### プリキュアの家族
第48話でディスダークに襲われたノーブル学園の関連者たちとは異なり、最後まではるかたちがプリキュアである事は知っていない模様。

#### 春野家
一家そろってはるかの「プリンセスになる」という夢を応援している。第14話のファミリーデーではこの心をシャットに利用され、はるか以外の家族は檻に閉じこめられたが、キュアフローラたちによって解放された。
実家は観光地の和菓子屋「はるや」であり、和風の町並みの中に家がある。
第37話では台詞はなかったが、ノーブル学園に劇を見に来ていた。終盤の第49話でも同じく台詞はなかったが、ディスピアが生み出した檻に一家全て閉じ込められ、最終回で解放された。
春野 いぶき（はるの いぶき）
声 - 松本保典
はるかの父親。ボサボサの髪に太い眉毛が特徴の恰幅の良い（はるかが幼い頃はもう少し細身だった）男性。ウサギ柄の私服を愛用し、仕事時には紺色の作務衣を着用する。一人称は「わたし」。
妻であるもえには頭が上がらないほど温厚な性格であり、娘のはるかやももかに対しても親バカな一面をみせている。
第1話でノーブル学園に入学するはるかを送った際、はるかと別れるのが寂しくて涙を流していた。
ノーブル学園の「ファミリーデー」の際にははるかの似顔絵と「はるかをよろしくネ」という一文の焼印が入ったどら焼きをふるまっていた。
春野 もえ（はるの もえ）
声 - 儀武ゆう子
はるかの母親。茶色のショートヘア（はるかが幼い頃はロングヘア）の女性で、眼鏡をかけており、仕事時には赤紫色の作務衣を着用する。一人称は「わたし」。
しっかり者かつ優しい性格であり、家族を温かく見守っている。
春野 ももか（はるの ももか）
声 - 松浦愛弓
はるかの妹であり、小学1年生の少女。マゼンタ色の髪で、カラフルな私服を着用している。一人称は「わたし」。
ノーブル学園の受験勉強に励む姉をいつも応援していたが、自分たちは寂しい思いをしていたのに対し、はるかだけは寂しくなさそうと誤解したために不機嫌になり、「ファミリーデー」で姉と再会した際にも素直になれなかった。しかし、みなみやきららの仲立ちによって素直になった。乳歯が抜けているのか、歯がない所が1箇所ある。

#### 海藤家
「海藤グループ」と呼ばれる大企業体を経営する一家で、つかさがグループ全体の代表となっており、わたるは傘下企業の社長を務めている。また海藤家自体で大型豪華客船や島1つ丸々の別荘地などを所有している。終盤でディスピアが生み出した檻に一家全て閉じ込められ、最終回で解放される。
海藤 つかさ（かいどう つかさ）
声 - 木下浩之
わたるとみなみの父親にして、「海藤グループ」の代表。口ヒゲを生やしている男性。一人称は「わたし」。
正義感が強く、ゼツボーグが現れた際には立ち向かう姿も見せている。
みなみが家業のために働くのではなく、自らの新しい夢に向かうことを告げた時には、その決意を祝福し「お前の喜びが私たちの喜び」であると歓迎した。
海藤 ますみ（かいどう ますみ）
声 - 篠原恵美
わたるとみなみの母親。緑色のロングヘアをしている美しい女性。
穏やかな性格であり、娘のみなみのことを大切に思っている。
海藤 わたる（かいどう わたる）
声 - 興津和幸
みなみの兄。普段はラフな私服を着用している。一人称は「ボク」。
海辺のリゾート事業をはじめとする「海藤グループ」の企業10社の社長を務めており、顧客や社員に対して親しみやすく接しているため、皆から慕われている。
幼い頃は、シャチを見て「シャチのように強い人になりたい」と言ったことがある。
第16話からの登場であり、自分の夢をロックによってゼツボーグにされたが、キュアマーメイドの新しい技の覚醒によって救出された。
ノーブル学園の出身者で、秘密のバラ園の風車小屋には卒業時の夢を書いたパネルが貼り付けられている。
みなみがあすかと出会ってからの変化に真っ先に感づいていた。

#### 天ノ川家
タワーマンションに住んでいるが、夫婦ともに仕事の多忙で別々に生活しており、海外に行くことも多い。終盤でディスピアが生み出した檻に夫婦ともども閉じ込められ、最終回で解放される。
高天原 健（たかまがはら けん）
きららの父親。ハリウッド映画にも多数出演する著名な映画俳優。存在が語られた第17話時点ではブラジルへ撮影に訪れていた。その後、第46話で妻や娘と共に食事をしている姿が描かれた。
妻のステラは学生時代から姓は「天ノ川」ではあるが、彼の姓は異なるため、彼が婿養子（「高天原」は芸名）か、あるいは夫婦別姓かは不明。
天ノ川 ステラ（あまのがわ ステラ）
声 -  大原さやか
きららの母親であり、スーパーモデルとして活躍している金色のロングヘアの女性。ノーブル学園の出身者でもある。一人称は「あたし」。
私服は黒色のシャツに白色の上着を着用しており、ジーンズを履いている。また、サングラスをかけている。
モデルとして「天才」を自称するほどの自信があり、ステージに立っただけで雰囲気を変えるほどの存在感をもつ。
下町育ちであり、食べ物などは庶民的なものを好み、娘の友人にも気さくにスキンシップを試みたりするが、私生活では片付けができないがさつな一面もあり、娘のコーディネイトを酷評するなどデリカシーに欠けた部分もある。
仕事で多忙のために娘の学校行事を欠席することも多いが、娘への気遣いは要所でしており、きららとステージに立つことを夢見ているため、娘が自分と同じ道を歩むことも歓迎している。
第17話にてきららと初めて共演するが、ショーの開幕直前に出現したシャットとトワイライトによって、きららと同じステージに立つという夢を悪用されるが、プリキュアたちの活躍によって元に戻った。娘と共演する夢がかなったあとは、さらに「きららと2人でトップモデルになる」という夢を語った。
第10話できらら達が足を踏み入れた小屋の中には、彼女が書き記したタイルが貼り付けられており、この時点から既に姓は「天ノ川」となっていた。

### その他の人々
はるかたちの家族と同じく、終盤の第49話でディスピアが生み出した檻に閉じ込められたが、最終回で解放される。
ボロロ・ボアンヌ
声 - 山崎たくみ
世界的デザイナーである白髪をした初老の男性であり、いつも白い飼いネコを連れ歩いている。一人称は「わたし」。
初老であるもののスタイルがよく、赤色のネクタイと黒色のスーツを着こなしており、サングラスをかけている。
第5話ではきららが受けたオーディションの審査員を務めていた。
その後もきららの素質を評価しショーに起用しており、第43話では新たなブランド立ち上げと共に、きららをそれの専属モデルとして起用、そのために春よりパリへ渡るように告げる。
舘 響子（たち きょうこ）
声 - 佐古真弓
きららが所属するモデル事務所の社長を務めている女性。黒色のショートヘアをしており、眼鏡をかけている。
半袖をした緑色の服と黒色のスカートを着用しており、薄い紫色のタイツを履いている。
ミステリアスな雰囲気をしており、大人の魅力にあふれている。また、きららを誘導する話術にも長けている。
錦戸（にしきど）
声 - 阪脩
第13話に登場。みなみと親しいバイオリン職人であり、「バイオリン工房」でバイオリン教室も開いている老人。みなみのバイオリンの先生でもあり、彼女のバイオリンを修理していた。
みなみの紹介でバイオリンに興味を持ったはるかと会った際に、自分のバイオリンをはるかに1つ譲ることを決めた。この際はるかが選んだバイオリンは、奇しくも錦戸が最初に作ったバイオリンであった。
後日、トワイライトから教わった通りにバイオリンを弾いたはるかに対し「上達は早いが心に刺さらない」と評した。そのときシャットとトワイライトが出現し、バイオリンの素晴らしさを次世代に伝えるという自分の夢を悪用されるが、プリキュアによって解放された。そのあと、はるかがみなみときららの助言に従い心をこめて弾いたバイオリンの音色に対しては、満足したような笑顔を見せていた。
第35話で再登場し、実は海岸に流れ着いたカナタを保護・治療をしており、彼のためにバイオリン工房の一室を貸していることが判明する。
第40話で記憶が戻ったカナタにお祝いとしてバイオリンをプレゼントする。
オイカワ
声 - 中博史
第15話に登場。老婦人（声 - 太地琴恵）に仕える執事。
執事試験に落ちて自暴自棄になっていたアロマがトラックに跳ね飛ばされそうだったところを助け、アロマに不足していたものは何かを彼に気づかせた。
そのあと、ロックとトワイライトに遭遇し、夢を利用されそうだった老婦人の身代わりになって一生老婦人に仕えたいという夢を悪用されるが、プリキュアたちによって救出された。
北風 あすか（きたかぜ あすか）
声 - 坂本真綾
海洋学者であり、海洋生物を専門とする獣医の女性。水族館での作業着を普段着としている。一人称は「あたし」。趣味はウィンドサーフィン。
みなみの両親から海藤グループとの協力を誘われているが、自由に研究することを望んでおり、組織の中にいたら「海を知りたい」という自身の夢を見失いかねないという理由で断っている。
水族館でのみなみの観察眼に感心し、彼女に獣医になることを勧めるが、みなみの夢である「海藤グループのために働く」という意思を尊重する。
第36話にて、前述の夢をストップとフリーズに悪用されるが、プリキュアたちによって解放される。
明星 かりん（あけぼし かりん）
声 - 牧口真幸
第42話から登場した、きららの事務所に新たに所属した新人モデル。紫色のボブカットの少女で、きららがニューヨークで開催される「ジャパンコレクション」に出演するために響子の計らいできららのアシスタントを任されることになり、きららも「りんりん」と呼んでかわいがっている。
元々夢もなく、何をやっても上手く行かない日々を過ごしていたが、ある時手に取った雑誌のモデルに惹きつけられ、おしゃれやポーズに興味を持ち勉強するようになり、モデルを志すようになる。
より詳しい夢は当初はきららにも明かさなかったが、きららの出発当日に見送りに来ていたところをストップとフリーズに夢を悪用される。この時かりんがモデルを志すきっかけがきららだったこと、そして真の夢は「きららのようなモデルになりたい」と明かされる。このことを知ったきららは一度空港に向かおうとするも、放っておけずプリキュアに変身しかりんを救った。
第43話ではきららが信用失墜したことを心配しており、きららのために開かれたファッションショーでは自身もモデルとして活躍する。

### 動物
ティナ
声 - こおろぎさとみ
海藤家の所有地であるリゾート施設の近海に住む、野生のイルカ。名前はみなみが名前を聞いた際、声が「ティナ」に聞こえたので、みなみが名付けた。
幼少時のみなみが海で溺れたのを助けて以来、みなみと仲良くなった経緯がある。
ロックがわたるを利用して出撃させたゼツボーグからキュアマーメイドをかばって重傷を負うが、直後に発見された「バブルキー」によって回復した。

### ゲーム版のキャラクター
いずれもテレビシリーズの派生作品である『Go!プリンセスプリキュア シュガー王国と6人のプリンセス!』にて登場するキャラクターである。

#### シュガー王国
甘い菓子類でできている6つの島で構成された王国。6つの島にはそれぞれ六姉妹のプリンセスたちが守護している。
下記のキャラクターの順はストーリーで出会う順である。
ビスキィ
声 - 新名彩乃
シュガー王国の「クッキーカントリー」のプリンセスを務めている六姉妹の三女。
薄い茶色の2つ結びをした髪が特徴の少女であり、薄い茶色と赤色が基調のドレスを着用し、頭部にはさまざまな種類のクッキーの髪飾りを身につけている。
楽しいことを好む元気いっぱいで活発な性格である。特徴はクッキーづくりである。
マロン
声 - 小林桂子
シュガー王国の「マカロンフロート」のプリンセスを務めている六姉妹の五女。
薄い紫色のボブショートヘアが特徴の少女であり、薄い紫色と桃色が基調のドレスを着用し、頭部にはさまざまな種類のマカロンの髪飾りを身につけている。
日々笑顔を絶やすことがない素敵でやさしい性格である。マカロンについては博識である。
ショコレッタ
声 - 橋本結
シュガー王国の「ショコラシティ」のプリンセスを務めている六姉妹の四女。
渋い赤色をしたロングヘアが特徴の少女であり、茶色が基調のドレスを着用し、頭部にはさまざまな種類のチョコレートの髪飾り、背中には赤色の大きいリボンを身につけている。
なんでもこなせる優秀な人物である。チョコレートが好物で、チョコレートの新しいスイーツを思考している。
アンナ
声 - 小林桂子
シュガー王国の「コンペイとう」のプリンセスを務めている六姉妹の長女。
青系統の緑色の髪が特徴の少女であり、薄い緑色が基調の和服をアレンジしたドレスを着用し、頭部にはさまざまな種類の和菓子の髪飾り、背中には紫色の大きいリボンを身につけている。
クールな性格でありながら妹たちを愛している。好物は和菓子で、コンペイとうの「たいやきさん」と会話ができる。
メイプリル
声 - 新名彩乃
シュガー王国の「メープルフォール」のプリンセスを務めている六姉妹の次女。
黄色のツインテールヘアが特徴の少女であり、黄色が基調のドレスを着用し、頭部にはさまざまな種類のメープルの髪飾り、背中には黄色の大きいリボンを身につけている。
天然でおっとりとした性格であり、姉妹では癒し役のポジションにいる。甘いメープルが大好物である。
クリィム
声 - 橋本結
シュガー王国の「ホワイトショートタウン」のプリンセスを務めている六姉妹の六女。
クリーム色の髪が特徴の少女であり、クリーム色と水色が基調のドレスを着用し、頭部にはショートケーキやイチゴの髪飾りを身につけている。
六姉妹の末っ子でありながら、姉妹で最もしっかり者である。ショートケーキが好物であり、毎日多彩なケーキをつくっている。

#### 敵キャラクター
スパイス
声 - 高橋李依
甘い菓子類で構成された国「シュガー王国」の菓子をひとり占めにしようと目論む悪の妖精。
小柄な妖精の姿をしており、茶色のフードを着用している。頭部に特徴のある耳と背後に羽をつけており、首下には南京錠をつけている。
ディスダークとの関係は不明だが、菓子類に関連する「ゼツボーグ」を多数使役している。また、複数のゼツボーグを合体させた「メガゼツボーグ」がゲームの最終ボスとして登場している。これらのゼツボーグがくりだす技は「お邪魔技」と称されている。
その正体は、スイーツ王国に住む妖精の「ソルト（声 - 高橋李依）」だったが、お菓子のパーティに招待されなかったという理由で絶望に堕ち、その絶望のエナジーを感じとった謎の南京錠に憑依・洗脳されたことで「スパイス」という悪の妖精へと変貌し、すべての菓子をひとり占めにしようと目論むようになった経緯をもつ。
物語終盤にて、プリンセスプリキュアの活躍によって南京錠から解放されて元の姿に戻り、今までの行いを反省して謝罪した。

## プリキュアの設定
本作品におけるプリキュアは「ホープキングダムに伝わる伝説のプリンセスプリキュア」と位置付けられている。キュアフローラ、キュアマーメイド、キュアトゥインクルの3人がそれに該当し、さらなる力を蓄えた闇を打ち砕くべく現代に新しく誕生・戦力化したのがキュアスカーレットである。プリキュアになれる資格があるのは「強さ・優しさ・美しさ」の3点を兼ね揃えた人物のみだとされている。
4人全員「プリキュア！ プリンセスエンゲージ！」の掛け声を発して香水瓶の形状をした変身アイテム「プリンセスパフューム」に「ドレスアップキー」を装填し、光の衣をまとった状態に変化することで、パフュームに溜まった光の香水を体に吹きつけながら変身する。変身完了後、ドレスアップキーはチャームの形状へ変化してスカートの「ドレスアップキーリング」に装填される。
変身終了後は初期メンバーが揃った第6話から毎回ではないが「強く！（フローラ） 優しく！（マーメイド） 美しく！（トゥインクル） Go！（当初は初期メンバー、第23話からはスカーレット） プリンセスプリキュア！（全員）」と掛け声を発しポーズをとる。その際の立ち位置は、向かって左から初期メンバーはトゥインクル・フローラ・マーメイドとなり、スカーレットは第23話からフローラとマーメイドの間に立つ。
また、必殺技を発動する際は通常形態である「モードプリティ」から、「エクスチェンジ、モードエレガント！」の掛け声を発して「モードエレガント」というロングドレス姿にもう1段階変身することが可能である。第11話からは「エレガントドレスアップキー」、続く第18話からは「ミラクルドレスアップキー」を使用したモードエレガントに変身する。必殺技の発動後はモードプリティに戻る。モードエレガント（ドレスアッププレミアム、ロイヤル含む）への変身および必殺技発動時は基本的に3DCGで描写されている。
変身後の決めセリフは「冷たい檻に閉ざされた夢、返していただきますわ！」と前半は全員同じだが、後半は「お覚悟は、よろしくて？」の初期メンバーと「お覚悟、決めなさい！」のスカーレットで少し差異がある。ゼツボーグ浄化後はカーテシー風のお辞儀をしたあとに「ごきげんよう！」のセリフで締める。その後、「開け！ 夢への扉！」と述べながら南京錠を変身ドレスアップキーで解錠し檻に捕らわれた人物を解放する。
変身者が夢の光を失い絶望に陥ると変身能力が消失する。また、変身者が夢に迷うとプリキュアのスペック（性能）が低下し戦闘に支障を来すこともある。
ゼツボーグの行動、それにプリキュアとゼツボーグの戦闘によって壊された建物や場所は、戦闘後に再生される。プリキュアたちのそれぞれの技を互いに応用して多くの作用を発揮するが、プリキュア同士に被害はおよばない。また一般人はゼツボーグ出現後に避難していたり、襲われて気絶しているため、主戦場ではプリキュアの実態に迫る人はほとんどいない。第2話でアロマは「周りに危険が及ぶため、プリキュアの正体は秘匿」とフローラに忠告しており、これを受けて作中でも家族や他の一般人といったサブキャラクターには基本的にその正体を明かしていない。例外として、第11話でクローズとの戦いに巻き込まれたゆいには正体を知られており、ディスダークが夢ヶ浜へと侵攻した第48話でも学園のクラスメートたちに明かしている。

### キュアフローラ
春野はるかが変身する「花のプリキュア」。変身時の名乗りは「咲きほこる花のプリンセス！ キュアフローラ！」。
第1話でクローズにゼツボーグにされた七瀬ゆいを救いたいという思いと「プリンセスになりたい！」という強い夢への思いからプリキュアに覚醒した。
髪はピンクのメッシュとグラデーションがかった淡い金色の長いウェーブヘアになり、頭部には花型のティアラをつけるなどして華やかさが強調されている。コスチュームの基本カラーはピンク。手には白い手袋をつけ、太ももから足首まで露出している脚にショートブーツを履いている。また、胸と腰部にはピンク色のリボンをつけ、耳にはピンク色の花のイヤリングが取り付けられている。
高い運動能力を持ち、高空まで跳躍したり、強烈な蹴りを繰り出すことができる。また、戦闘時には周囲に花びらが舞い散る演出が付加される。
    モードエレガント
ボトムスがティアードをあしらったプリンセスラインのドレスに変化する。
必殺技
プリキュア・フローラル・トルビヨン
モードエレガントの状態で放つ技で、「舞え、花よ！ プリキュア・フローラル・トルビヨン！」という掛け声で両手に集めた花びらを花吹雪のように放って、敵を包み込み浄化する。
    ローズ
ローズキーを使用したモードエレガント。イヤリングとドレス全ての花飾りが赤いバラに変化する。また、腰部のリボンの真珠もバラ型に変化する。
通常技
プリキュア・ローズ・トルビヨン
クリスタルプリンセスロッドの先端にローズキーをセットし、「舞え、バラよ！ プリキュア・ローズ・トルビヨン！」の掛け声で、創り出した大きな赤いバラの花を散らして、それを鋭い花びらの吹雪に変えて放つことで、敵を怯ませる。
    リリィ
リリィキーを使用したモードエレガント。イヤリングとドレス全ての花飾りが白いユリに変化する。また、腰部のリボンもユリの飾りが付いた白色のリボンに変化する。
通常技
プリキュア・リィス・トルビヨン
クリスタルプリンセスロッドの先端にリリィキーをセットし、「舞え、ユリよ！ プリキュア・リィス・トルビヨン！」の掛け声で、創り出した大きな白いユリの花を回転させ散らして、それを鋭い花びらの吹雪に変えて放つことで、敵を攻撃する。
    サクラ
他の3人のプレミアムドレスアップキーとともにプリンセスパレスのステージにある鍵穴（真ん中の位置）に挿すことでモードエレガント・ドレスアッププレミアムになるほか、単独で挿すことで通常技が使える。
通常技
プリキュア・サクラ・トルビュランス
プリンセスパレスにサクラキーをセットして、ハンドルを1回まわすと「舞え、サクラよ！ プリキュア・サクラ・トルビュランス！」の掛け声で、プリンセスパレスから大きな桜の木を背後に出現させ、そこから勢いのある桜吹雪を敵に浴びせてぶつける。

### キュアマーメイド
海藤みなみが変身する「海のプリキュア」。変身時の名乗りは「澄みわたる海のプリンセス！ キュアマーメイド！」。
第2話ではるかがフローラに変身するのを目撃し、さらにクローズとの戦闘も目撃する。そして、ピンチに陥ったフローラを助けるべく立ちはだかり「生徒会長として生徒全員を守る！」という強い思いからプリキュアに覚醒した。
髪はターコイズカラーにブルーのグラデーションがかかったロングヘアで、紫色のメッシュの入った前髪の向かって右側の部分を編み込んでいる。頭部にはスカーフと貝の飾りがついたティアラをつけている。コスチュームの基本カラーは水色で、へそが見える衣装を着ている。スカートの後ろには尾びれを模したフリルがついており、白色のフィンガーレスの長手袋を着け、膝の高さの白色のブーツを履いている。胸には金色の真珠をつけており、腰部には薄いピンク色の真珠を複数つけている。耳には白い貝のイヤリングをつけている。
水上での戦闘を得意とするだけでなく、水中をそのまま高速で移動できる上に水中でも呼吸ができる。水を吹き付けて攻撃することも可能。
    モードエレガント
ボトムスはマーメイドラインのドレスに変化。フリルがドレスの周りに螺旋状にあしらわれている。
必殺技
プリキュア・マーメイド・リップル
モードエレガントの状態で放つ技で、「高鳴れ、海よ！ プリキュア・マーメイド・リップル！」の掛け声とともに、敵の足元から大きな渦巻状の水流を噴出させてから閉じ込めてそのまま浄化する。
    アイス
アイスキーを使用したモードエレガント。イヤリングがダイヤ型に変化し、ドレスにも螺旋状にダイヤの飾りがあしらわれている。また、胸元の真珠が雪の結晶に変化する。
通常技
プリキュア・フローズン・リップル
クリスタルプリンセスロッドの先端にアイスキーをセットし、「高鳴れ、氷よ！ プリキュア・フローズン・リップル！」の掛け声で、創り出した大きな雪の結晶を砕いて、それを大量の氷塊に変えて放つことで、敵の動きを封じる。
    バブル
バブルキーを使用したモードエレガント。イヤリング・胸元の真珠・袖の部分が泡型に変化する。マーメイドラインのドレスは光をまとい、裾に泡がちりばめられている。
通常技
プリキュア・バブル・リップル
クリスタルプリンセスロッドの先端にバブルキーをセットし、「高鳴れ、泡よ！ プリキュア・バブル・リップル！」の掛け声で、創り出した大きな泡を放ち、それを大量の泡に変えて敵にぶつけて封じ込める。
    サンゴ
他の3人のプレミアムドレスアップキーとともにプリンセスパレスのステージにある鍵穴に挿すことでモードエレガント・ドレスアッププレミアムになるほか、単独で挿すことで通常技が使える。
通常技
プリキュア・コーラル・メイルシュトロム　
プリンセスパレスにサンゴキーをセットして、ハンドルを1回まわすと「高鳴れ、サンゴよ！ プリキュア・コーラル・メイルシュトロム！」の掛け声で、プリンセスパレスから渦潮とともに珊瑚や水のイルカの大群を発生させ、潮流に乗る形でイルカの大群を敵にぶつけ、自らも青いオーラを身に纏って攻撃を加える。

### キュアトゥインクル
天ノ川きららが変身する「星のプリキュア」。変身時の名乗りは「きらめく星のプリンセス！ キュアトゥインクル！」。
第4話でファッションショーに乱入したクローズに対し憤慨し、「ショーを台無しにして絶対に許さない！」という強い思いからプリキュアに覚醒した。覚醒直後は仕事多忙を理由にはるかの誘いを断るが、続く第5話で自身に尽くす彼女を見て「はるはるを助けたい！」との思いが芽生え加入を決める。
髪は頭頂部に朱色のグラデーションがかかったオレンジ色の（頭頂部の大きくて短めの部分と後頭部の長い2つ縛りで構成された）クワトロテールで、前髪の両サイドにはワインレッドのメッシュが入っている。頭部には星型のティアラと白色のリボンを、耳には星型のイヤリングをつけている。コスチュームの基本カラーは黄色。胸には紫色のリボン、腰部には星のついたオレンジ色のリボンを付けている。スカートには紫色の丈の短くて巨大なパニエと後部には長い黄色のリボンを用い、袖が羽の形に広がった腕飾りと、同じく裾が羽の形に広がった手袋を着け、白を基調とした折り返しの付いているサイハイブーツを履いている。メンバーで唯一ビスチェ型のコスチュームである。
星を飛ばしての攻撃が可能で、それを足場としても活用できる。
    モードエレガント
ボトムスが真中が左右に分かれているレイヤードを用いたベルラインのドレスに変化。
必殺技
プリキュア・トゥインクル・ハミング
モードエレガントの状態で放つ技で、「キラキラ、星よ！ プリキュア・トゥインクル・ハミング！」の掛け声と共に腰部のリボンに付いている星から星状の光を取り出し、それをブーメランのようにゼツボーグへ向かって投げ、大きな星で包み込んで浄化する。
    ルナ
ルナキーを使用したモードエレガント。イヤリングが三日月型に変化する。ドレスはオフショルダー型、胸のリボンと内側のスカートは青にそれぞれ変わり、三日月と星の飾りがあしらわれている。
通常技
プリキュア・フルムーン・ハミング
クリスタルプリンセスロッドの先端にルナキーをセットし、「キラキラ、月よ！ プリキュア・フルムーン・ハミング！」の掛け声で、創り出した小型の三日月を大きな輝く満月状のバリアーに変えて敵の攻撃を止め、押し返す。敵に向けて投げつける攻撃なども可能。
    シューティングスター
シューティングスターキーを使用したモードエレガント。イヤリングは流星型に変化。袖の部分とビスチェにストライプ柄が入り、胸元に星飾りを付けている。ドレスにはピンク色の星の飾りが複数あしらわれている。
通常技
プリキュア・ミーティア・ハミング
クリスタルプリンセスロッドの先端にシューティングスターキーをセットし、「キラキラ、流れ星よ！ プリキュア・ミーティア・ハミング！」の掛け声で、創り出した大きな黄色い星を上空に射出し、それを無数の流れ星に変えて敵に向けて降り注ぐ。
    ギンガ
他の3人のプレミアムドレスアップキーとともにプリンセスパレスのステージにある鍵穴に挿すことでモードエレガント・ドレスアッププレミアムになるほか、単独で挿すことで通常技が使える。
通常技
プリキュア・ギャラクシー・コーラス　
プリンセスパレスにギンガキーをセットして、ハンドルを1回まわすと「シャランラ、銀河よ！ プリキュア・ギャラクシー・コーラス！」の掛け声で、プリンセスパレスから小さな銀河を上空に創り出し、そこから大量の黄色い星を敵に浴びせてぶつける。

### キュアスカーレット
紅城トワ（プリンセス・ホープ・ディライト・トワ）が変身する「炎のプリキュア」。変身時の名乗りは「深紅の炎のプリンセス！ キュアスカーレット！」。
第22話でディスピアの洗脳・呪縛から解放され記憶を取り戻したトワが「過去の罪を抱きながらグランプリンセスを目指す！」と「カナタお兄さまとホープキングダムを救う！」という2つの強い思いから、先代のプリンセスプリキュアたちが残した4番目のプリンセスパフュームを正式に受け継ぎ新たに覚醒した4人目のプリキュア。
髪は頭頂部に濃いピンク色のグラデーションがかかった後ろに高く結い上げた淡いピンク色の4本のポニーロール。三日月型のティアラ、イヤリング、チョーカー、深紅色のドレスアップキーリングに鳳凰の目を象った深紅色の宝玉という飾りを付けている。とがった耳に3枚の羽飾りをつけ、下瞼から目尻にかけてピンク色のアイシャドーが入る。コスチュームの基本カラーは深紅色。金色のフリル飾りと、肩部に羽織のようなファーを施している。腰部につけたリボンはチョーカーと同じく黒色になる。白いスカートの右側に鳳凰の尾を象った2本の長い裾が特徴。両腕に幅広のベルスリーブと両手首に黄金のブレスレットを着用。炎をイメージしたリボンをくるぶしに纏ったハイヒールを履いている。チャームが付いている。メンバーで唯一アシンメトリーのコスチュームである。
強力な炎の力を繰り出し、火の鳥が舞う動きを交えた戦闘スタイルが特徴。また、戦闘時には周囲に烈炎が燃える演出がある。しかし、復活したクローズには通用せず、片手で炎をかき消されてしまった。
    通常技
プリキュア・スカーレット・フレイム
スカーレットバイオリンの先端に変身ドレスアップキーをセットして、楽しい楽曲を奏でる。「滾れ（たぎれ）、炎よ！ プリキュア・スカーレット・フレイム！」の掛け声で、スカーレットバイオリンの弓で創り出した渦巻き型の烈炎を敵に向けて攻撃する。
    フェニックス
フェニックスキーを使用したモードエレガント。発動時、ボトムスが前面の左右に大きな逆三角のギャザーとレイヤードをあしらったエンパイアラインのドレスに変化。後側の裾が短めのトレーンになっている。
必殺技
プリキュア・フェニックス・ブレイズ
モードエレガントの状態で放つ技で、スカーレットバイオリンの先端にフェニックスキーをセットして、軽快な楽曲を優雅に奏でる。「羽ばたけ、炎の翼！ プリキュア・フェニックス・ブレイズ！」の掛け声で、背後に現れた魔法陣で巨大な炎の鳳凰を創り出し、スカーレットバイオリンの弓を振りかざしたり、敵に向けて飛ばして突撃させると灼熱の光焔の中に包み込んで浄化する。ディスピアを撃退する高い威力を秘めている。
    ハナビ
通常技
プリキュア・スカーレット・イリュージョン
スカーレットバイオリンの先端にハナビキーをセットして、厳かな楽曲を奏でる。「燃えよ、炎よ！ プリキュア・スカーレット・イリュージョン！」の掛け声で、スカーレットバイオリンの弓を頭上に挙げ、自分の周りに発生させた花火は身を包み込んでいる球状の炎のバリアーに変えて、敵の攻撃を防ぐ。
プリキュア・スカーレット・スパーク
スカーレットバイオリンの先端にハナビキーをセットして、厳かな楽曲を奏でる。「燃えよ、炎よ！ プリキュア・スカーレット・スパーク！」の掛け声で、スカーレットバイオリンの弓の先端から激しい炎のビームを放射して攻撃する。
    サン
他の3人のプレミアムドレスアップキーとともにプリンセスパレスのステージにある鍵穴に挿すことでモードエレガント・ドレスアッププレミアムになるほか、単独で挿すことで通常技が使える。
通常技
プリキュア・スカーレット・プロミネンス　
プリンセスパレスにサンキーをセットして、ハンドルを1回まわすと「燃えよ、炎よ！ プリキュア・スカーレット・プロミネンス！」の掛け声で、プリンセスパレスから小さな太陽を上空に創り出し、そこから強力なプロミネンスを敵に浴びせて焼き尽くす。

### モードエレガント・ドレスアッププレミアム
「プリンセスパレス」と4本の「プレミアムドレスアップキー」を使うことによって変化したモードエレガント。4人とも白を基調色としそれぞれの淡くなったイメージカラーのリボンやラインが配色され、元々のデザインを踏襲した袖以外は共通デザインのプリンセスラインのドレスに変化する。頭には共通デザインのティアラが付けられている。髪のボリュームも増し、トゥインクルは後頭部の長い2つ縛りが3つ縛りになり、スカーレットは4本のポニーロールが5本に増えている。この形態で合体技「プリキュア・エクラ・エスポワール」を発動させる。

### モードエレガント・ロイヤル
プリンセスパレスと「ロイヤルドレスアップキー」を使うことによって変化したモードエレガント。モードエレガント・ドレスアッププレミアムにさらにレースのリボンを蝶結び状にした羽根が付けられている。この形態で合体技「プリキュア・グラン・プランタン」を発動させる。
のちの『映画 プリキュアオールスターズ みんなで歌う♪奇跡の魔法!』においても、この形態が登場している。

### グランプリンセス
プリンセスパフュームから変化した光の扉を変身ドレスアップキーで解錠し、部屋に入ったのちに変化したプリキュアの最高峰であり、フローラたちが目指していた究極のプリンセス。「モードグロワール」 と呼ばれるモードエレガントに相当する通常時のデザインは、ラインの配色が全員黄金色に統一され同色のコートを纏っている以外はモードエレガント・ドレスアッププレミアムとほぼ同じだが、キュアマーメイドのみドレスのラインが比較的細いデザインとなっている。胸には淡くなった各プリキュアのイメージカラー（トゥインクルは紫色）のリボンがあしらわれる。4人とも右手にハートの飾りがついた長尺のステッキを持ち、頭上にはレースの飾りが浮いている。この形態で「プリキュア・グラン・リベラシオン」を発動させる。また、戦闘に合わせて「モードデュオローグ」 と呼ばれるモードプリティに相当する形態にすることも可能となっている。

### 合体技
プリキュア・トリニティ・リュミエール
「ローズ」のキュアフローラ、「アイス」のキュアマーメイド、「ルナ」のキュアトゥインクルの3人で放つ合体技。第11話から登場。「クリスタルプリンセスロッド」の先端に「エレガントドレスアップキー」をセットし、「輝け！ 3つの力！ プリキュア・トリニティ・リュミエール！」の掛け声で3人でクリスタルプリンセスロッドを振って、空中に巨大なティアラを描き、そのティアラから放たれた強力な光波を相手に浴びせて、ロッドを円を描くように振り回すことで浄化する。第11話では、この技でクローズを打ち倒し、第16話ではこの技で2体同時にゼツボーグを浄化する。
プリキュア・トリニティ・エクスプロジオン
「リリィ」のキュアフローラ、「バブル」のキュアマーメイド、「シューティングスター」のキュアトゥインクルの3人で放つ合体技。第18話から登場。クリスタルプリンセスロッドの先端に「ミラクルドレスアップキー」をセットし、「輝け！ 3つの力！ プリキュア・トリニティ・エクスプロジオン！」の掛け声で3人で空中にクリスタルプリンセスロッドの先端に付けた光るリボンで巨大なティアラを描き、そのティアラから放たれた強力な虹色の光波を相手に浴びせて、ロッドを円を描くように振り回すことで浄化する。第18話ではこの技でトワイライトの猛撃を跳ね除け、第21話ではブラックプリンセスに変貌したトワイライトをも浄化してトワに戻す。
プリキュア・エクラ・エスポワール
4本のプレミアムドレスアップキーでプリンセスパレスの力を発動し、モードエレガント・ドレスアッププレミアムの状態で城の中心に敵を配置して4人で取り囲み、「響け！ 全ての力！ プリキュア・エクラ・エスポワール！」の掛け声で4人の両掌からビームを発射し、取り囲んだ敵を上空に打ち上げ浄化する。第30話ではこの技でロックを打ち倒す。
プリキュア・グラン・プランタン
プリキュア・エクラ・エスポワールの上位版で、ロイヤルドレスアップキーでプリンセスパレスの力を発動し、モードエレガント・ロイヤルの状態で城の中心に敵を配置して4人で取り囲み、「響け！ はるか彼方へ！ プリキュア・グラン・プランタン！」の掛け声で高空から4人で虹色のオーラを身に纏って降下し敵を浄化する。またキュアフローラは技を決める際に「ブルーミング」と言う。
のちの『映画 プリキュアオールスターズ みんなで歌う♪奇跡の魔法!』においてもこの技が登場し、（幻の）ゴーヤーンとピエーロがこの技を食らった後、ゼツボーグと同じ「ドリーミング」を言い残して倒されている。
プリキュア・グラン・リベラシオン
17個のドレスアップキーの融合により出現した「ゴールドキー」を4人がステッキで指し、「開け！ 夢への扉！ プリキュア・グラン・リベラシオン！」の掛け声で巨大化したゴールドキーを4人がステッキで指した敵に目掛けて発射し浄化する。第49話ではこの技でディスピアを打ち倒した。

### 関連アイテム
プリンセスパフューム
プリキュアに変身する際に使用する香水瓶型のアイテム。先代プリンセスプリキュアの時代から使われていた3個がそのまま存在しており、さらにホープキングダムの古城に先代プリンセスプリキュアによって新しく作られた1個が残されていた。前者ははるか、みなみ、きららの3人、後者はトワの変身アイテム。
ドレスアップキーをパフュームの先端の鍵穴に差し込み、瓶中で光り輝く香水を充満したあと変身を開始する。モードエレガントへの変身の際に正面の十字状のエンブレムを右に回すことで✕のような形状になる。
ロストパフューム
第19話の終盤でトワイライトが古城で見つけた4番目のプリンセスパフュームを、続く第20話で3個目のブラックキーで漆黒に染めたパフューム。香水も黒である。使用方法などはプリンセスパフュームとほぼ同じ。これを使ってブラックプリンセスへと変貌した。
第22話でトワがスカーレットに覚醒すると同時にブラックキーとともに浄化され、彼女用のパフュームとなる。
ドレスアップキー
プリキュアとモードエレガントに変身する際に使用するドレスを模した鍵型のアイテム。ドレスアップキーの先端をタッチし、本体の底部から鍵を出す。他のアイテムの鍵穴に差し込んで90度回転させ、力を発揮する。ロッドやバイオリンの先端にセットして攻撃したり、檻に閉じ込められた人の解放にも使用される。
先代プリンセスプリキュアが使用し、ホープキングダムが秘宝として城で管理していたオリジナルのドレスアップキーは全部で12個存在しており、プリキュアたちは第30話の時点でこの全てを入手する。
これとは別に、トワ（スカーレット）専用のドレスアップキーが4個存在するが、このうち最初から持っている3本はトワイライトだった頃にディスピアの手によって作られ、与えられたブラックキーが第22話にて希望の力で浄化されたことによって新たにできた物であり、同様に第28話で入手したサンのドレスアップキーや、第39話で登場したロイヤルドレスアップキーも人間界で新たにできた物であるため、オリジナルの12個の中には含まれない。
また、『映画 プリキュアオールスターズ 春のカーニバル♪』に登場する「オールスターズドレスアップキー」と『映画 Go!プリンセスプリキュア Go!Go!!豪華3本立て!!!』の長編『パンプキン王国のたからもの』に登場する「パンプキンドレスアップキー」は番外扱いで、テレビシリーズに登場するドレスアップキーとは別のものとなっている。
戦いが終結した後、平和になったホープキングダム城で再び管理される。オリジナルの12個の他にスカーレット用のキーやロイヤルキー、武器も含まれる。
変身ドレスアップキー
プリキュアの通常形態へ変身する際に使うドレスアップキー。また、檻の南京錠を解錠する際にも使用される。
エレガントドレスアップキー
第10話にて、秘密のバラ園の小屋にある夢が刻まれたタイルから出現したドレスアップキー。フローラはローズキー、マーメイドはアイスキー、トゥインクルはルナキーを入手した。また、スカーレットはプリキュアに覚醒した第22話時点でハナビキーを所持している。
ミラクルドレスアップキー
第16話から登場するドレスアップキー。第16話でマーメイドが海底で発見したバブルキー、第17話でトゥインクルが母のステラから出現したシューティングスターキー、第18話でフローラが『花のプリンセス』の絵本から出現したリリィキーをそれぞれ入手。また、スカーレットはプリキュアに覚醒した第22話時点でフェニックスキーを所持している。
プレミアムドレスアップキー
第28話から登場するドレスアップキー。第28話でスカーレットがゆいの絵日記から誕生した太陽のドレスアップキーであるサンキーを、第29話では先代プリンセスプリキュアから託される形でフローラがサクラキー、マーメイドがサンゴキー、トゥインクルがギンガキーをそれぞれ入手。
ロイヤルドレスアップキー
第39話から登場するドレスアップキー。はるかがカナタに贈ったプレゼントと彼の新たな夢の融合により誕生。モードエレガント・ロイヤルにするだけでなく、各プリキュアのイメージカラーが光り出した状態でプリンセスパフュームに挿し、「ロイヤルマジェスティ」と唱えることでそれぞれの城に転移することができる。
ゴールドキー
第49話で登場した黄金色のドレスアップキー。フローラたちがグランプリンセスに覚醒と同時に、前述した17個すべてのドレスアップキーの融合により誕生。プリンセスパフュームには挿さず、敵を射抜くための武器として使用。また第50話では人間界とホープキングダムそれぞれにあった絶望の扉を開けるためにも使われている。扉を解錠後は消滅し従前（17個）のキーへと戻る。
透明のドレスアップキー
第50話（最終話）のエピローグで登場したドレスアップキー。大人になった4人がそれぞれ所持しており、デザインはそれぞれの変身ドレスアップキーが元となっている。いかなる経緯で作られ各自所持するようになったのか、また何らかの力を持っているのかあるいはレプリカなのかなど、詳しい事は明かされていない。
ドレスアップキーリング
プリキュアたちの左腰についたハート型のリングで、スカートに隱されている。各ドレスアップキー（右から順に変身ドレスアップキー・エレガントドレスアップキー・ミラクルドレスアップキー・プレミアムドレスアップキー）を垂らしている。初期メンバーは薄いピンク色のリングでドレスアップキーの左側にも赤紫色と白色のリボンを垂らしており、スカーレットは赤いリングでドレスアップキーの右側に深紅色の涙型の宝玉という飾りを垂らしている。
クリスタルプリンセスロッド
第11話より登場する、ハートの装飾が施されたロッド型の武器。初期メンバーが所持。
先端にドレスアップキーをセットして技を発動する。ドレスアップキーをロッドの先端にあるハート部分にセットすることで、羽が開く。力を発揮する際はロッド中央のクリスタルが発光する。
ミラクルドレスアップキーをセットして、合体技を発動する際、ロッドのハート部分に2つの赤紫色のリボン飾りを付けた状態で変形する。合体技を繰り出した際にリボンが長く伸び、それぞれのメインカラーが発光する。
基本的に1人1本所持するが、仲間から受け渡される形で1人で2本を同時使用することも可能。
第48話で新生ロックの攻撃を食らってスカーレットバイオリンと一緒に全て消滅したが、欠片がゆいたちの心に反応してミニロッド に変化した。戦いが終わった後に再生し、ドレスアップキーと共にホープキングダム城で保管されている。
スカーレットバイオリン
第22話より登場する、カナタが所持していたカナタのバイオリンが希望の力を受けて誕生したスカーレット専用武器。
先端にスカーレット専用のドレスアップキーをセットして技を発動する。深紅と白を基調としたバイオリンで、技を発動する際に創り出した弓は深紅色のスティック状になる。
第48話で新生ロックの攻撃を食らって、クリスタルプリンセスロッド共々消滅したが、欠片がゆいたちの心に反応してミニロッド に変化した。戦いが終わった後に再生し、ドレスアップキーやプリンセスロッドと共にホープキングダム城で保管されている。
プリンセスパレス
第30話でゼツボーグ化したホープキングダム城が、ドレスアップキーの希望の力によって変化した新アイテム（パフが命名）。パフがメイドモード、アロマが執事モードになり、パレスの扉を開け、ドレスアップキーをステージにある鍵穴に挿し、ハンドルを回すことで、ドレスアップキーもダンスのように回転、扉にあるプリキュアマークが発光した際に力を発揮する。
プレミアムドレスアップキーを4本挿して起動することでモードエレガント・ドレスアッププレミアムへの変化と合体技「プリキュア・エクラ・エスポワール」の発動を、ロイヤルドレスアップキーを挿して起動することでモードエレガント・ロイヤルへの変化と合体技「プリキュア・グラン・プランタン」の発動を行う。
また、プレミアムドレスアップキーを中央に1本挿すことで各個人の最上位通常技が使えるようになる。
さらに城の紋章と同じ力を有するプリキュアが城の前で、各自が所持する4本のキーを変身キーを中心としてプリンセスパレスに挿し下記の掛け声を発すると、城周辺のいばらが払拭され城を目覚めさせる事ができる。同時に城からはホープキングダム城跡地に向かってイメージカラーの虹が掛かる。
スカーレット：「燃え盛れ、希望の炎よ！」の掛け声と共に浄化の炎を発生させ、古城の周りに生えた絶望の森を焼き払い浄化と同時に炎の城へと変化させ、希望の炎を燃え上がらせる。
トゥインクル：「瞬け、遥かなる星よ！」の掛け声と共に浄化の星を発生させ、星の城の周りに生えた絶望の森を浄化し、天を覆っていた暗闇を取り払って星空を取り戻す。
マーメイド：「澄み渡れ、大いなる海よ！」の掛け声と共に浄化の泡と波を発生させ、海の城の周りに生えた絶望の森と城の周囲の海を浄化する。
フローラ：「咲き誇れ、輝ける花よ！」の掛け声と共に浄化の金色の光の粒を発生させ、花の城の周りに生えた絶望の森と城の周囲の花田を浄化する。同時に絶望の森で構築された城を消滅させ、支配前の美しい風景に戻す。
戦いが終わった後は絶望の扉が開かれるのとともに元のホープキングダム城へと戻っていったが、のちの『映画 プリキュアオールスターズ みんなで歌う♪奇跡の魔法!』では普通の扱いで登場している。
商品化された際には「ミュージックプリンセスパレス」という名義で発売された。
プリンセスレッスンパッド
第1話でアロマがカナタを映した際に用いたパッド。中にミス・シャムールが宿っており、操作することでミス・シャムールを呼び出すことができるほか、カナタからの通信手段ともなっている。レッスンを受ける時はプリンセスバッグに収納された状態ではるかが所有している。
中にはベッドがあり、ロックから解放され気絶して眠っているクロロを保護していた。それ以降、クロロはシャムールとともにプリンセスレッスンパッドに住んでいる。

## 作中用語
花のプリンセス（はなのプリンセス）
はるかの愛読書で、望月ゆめが執筆した児童向けの絵本。はるかはこの本がきっかけで「プリンセスになる」と決意してノーブル学園に入学する。また、ゆいも幼少の頃にこの本を読んで絵本作家になろうと決意したという。
はるかはこの物語が完結していないことに疑問を持ち、第18話でゆめに尋ねる。そのことをゆめは「この物語は自分の娘のために創作したもので、娘も含めて読者たちがそれぞれ異なる物語の結末を思い描いていることが分かったため、あえてこの物語の結末を書かず読者たちの想像にまかせる形にした」と述べている。
Young Teen（ヤングティーン）
第4話ではるかとみなみが読んだティーンエイジャー向けのファッション雑誌。同誌の5月号できららが「期待の新星」として表紙を飾り、特集も組まれている。そして、その表紙を見て第2話で紛失したプリンセスパフュームを発見する。
第3話での「次回予告」では5月号の表紙は白だったが、第4話の作中ではピンクに変更された。
夢ヶ浜（ゆめがはま）
ノーブル学園のある島とは川の対岸にある街。学園島とは橋でつながっている。モチーフとして横浜市の街並みが参考にされている。
マーブルドーナツ
夢ヶ浜にあるドーナツ屋。本店の他にワゴン車による移動店舗もある。きららはこの店のドーナツに目がない。
夢ヶ浜図書館（ゆめがはまとしょかん）
第15話ではるかがアロマの執事試験の一環として訪れた図書館。
夢ヶ浜えほん美術館（ゆめがはまえほんびじゅつかん）
絵本専門の美術館。多数の絵本が展示されており、また絵本作家のサイン会が行われている。第18話では『花のプリンセス』の著者・望月ゆめのサイン会が行われる。
夢ヶ浜にっこにこツアー（ゆめがはまにっこにこツアー）
第23話ではるかたちが主催したトワの激励会。
行き先は、Candy flower（後述）→花屋→ギャラリー→プリクラ撮影→マーブルドーナツ。しかし、トワは「わたくしに楽しむ資格はない」と一蹴し飛び出してしまう（のちに謝罪）。
Candy flower（キャンディーフラワー）
夢ヶ浜にあるファッションショップ。ここでトワの夏服を購入する。
夢ヶ浜ホール（ゆめがはまホール）
第4話で開催された「STARRY SKY FASHION SHOW」と、第34話で開催された「チョコレートプリンセスコンテスト」の会場。
夢ヶ浜美術館（ゆめがはまびじゅつかん）
第41話で展覧会「夢ヶ浜スマイルコンクール」が開催された美術館。ゆいもこれに出品し（淡いタッチの）ドレスアッププレミアムの4人を描いた「夢の虹」が佳作に選ばれる。
プリンセスレッスン
プリキュアが後述の「グランプリンセス」を目指すべく、ミス・シャムールの指導を受けるレッスン。第6話でアロマが「勉強、スポーツ、芸術、料理にマナー、おしゃれなどのたしなみを身につけた者だけがグランプリンセスになれる」と理由を述べている。
グランプリンセス
プリキュアが目指す目標。第6話でカナタが「（初期メンバーの）12個のドレスアップキーが揃ったとき、秘められた真の力を解放させることができる存在」と述べている。
第49話で、ディスピアとの最終決戦前に覚醒する。
レッスンステージ
ミス・シャムールがプリンセスレッスンを行う際、レッスン内容に合わせて創りだす空間。ここでははるかたちにも動物の会話が理解できる。
STARRY SKY FASHION SHOW（スターリースカイファッションショー）
第4話できららが出演したファッションショー。クローズの乱入で中止となり、その行為を見て憤慨したきららがキュアトゥインクルに覚醒するきっかけとなる。
バイオリン工房（バイオリンこうぼう）
バイオリン職人・錦戸の仕事場。教室も開いており、みなみも教え子である。
第35話で記憶喪失のカナタがここに滞在していたことが判明する。
サンデーGOGO（サンデーゴーゴー）
一条らんこがレポーターを務める情報番組。第12話ではきららもレポーターを務めた。
ボアンヌコレクション
第17話で開催されたボロロ・ボアンヌ主催のファッションショー。ここでステラときらら、初の親子共演が実現する。
チョコレートプリンセスコンテスト
第34話で開催されたコンテスト。ミス・シャムールの星占いで「カナタさまの手がかりがある」と出たので、はるかが参加を決意する。その結果、はるかは特別賞に選ばれる。
ジャパンコレクション
第42話で、ニューヨークで開催されたファッションショー。これにきららも出演予定だったが、ストップとフリーズに襲われた後輩のかりんを救うべく辞退。この影響でモデルの夢を失いかけるが、はるかたちの励ましにより再起する。
ブラックキー
トワイライトがディスピアから授かった「絶望の檻」に似た3個の黒いキー。ドレスアップキーと異なり、中央に大きな宝石を嵌め込んで正面に蝶型の飾りをつけている。絶望の力を発揮することから第21話では一斉にブラックプリンセスの身を守っているが、バイオリンを奏でるトワの兄・カナタとプリキュアたちの合体必殺技「プリキュア・トリニティ・エクスプロジオン」によって元の姿に戻ったトワを解放したと同時に黒いキーの魔力を封印することができた。
3個とも第22話でトワがキュアスカーレットに覚醒すると同時に金色に光りプリキュアとしてのドレスアップキーに変化している。
    トワイライトが最初に持っていたブラックキーは、赤黒い宝石の頂部に左右に2枚の黒い翼のような装飾を施している。絶望のエナジーを求めて、シャットもしくはロックの胸にある南京錠の飾りに差し込むことで、彼らが召喚したゼツボーグをパワーアップさせる能力を持つ。キュアスカーレット専用のミラクルドレスアップキーである「フェニックスキー」へと変化。
    第18話より登場する2個目のブラックキーは、紫色の宝石の頂部に広がる花火のような装飾を施している。トワイライトが持つステッキの先端に装着し、夢を閉ざされた人々の絶望のエナジーを吸収し、自らのパワーに変えることができる。絶望空間を具現することができるが、「絶望の炎」と呼ばれる青紫の炎を纏った十字型の架を大量に創り出す。キュアスカーレット専用のエレガントドレスアップキーである「ハナビキー」へと変化。
    第20話より登場する3個目のブラックキーは、水色の宝石の頂部に左側に止まった青い蝶のような装飾を施している。古城に残された4番目のプリンセスパフューム（ロストパフューム）にセットして絶望の力を引き出して、「ブラックプリンセス」と称する姿に変貌する。キュアスカーレット専用の変身ドレスアップキーへと変化。
ホープキングダム城（ホープキングダムじょう）
カナタとトワが住居する城であり、第30話まではディスダークの本拠地。人間界へ通じる扉があり、パフとアロマはそこからやってきた。しかし、第21話でディスピアの魔力が人間界へ及ぶのを危惧したカナタが破壊し行き来不能になる。
第29話において、ロックが奪い取ったドレスアップキーの力を使って城全体をゼツボーグ化させ人間界に侵攻するが、はるかたちがドレスアップキーの奪還に成功し、さらに4人のプリキュアの希望の力が通じることによって16個のドレスアップキーが反応し、城型ゼツボーグの消滅と共に「プリンセスパレス」へと変化した。その後ディスダークとの戦いが終わり、ホープキングダムにあった絶望の扉が開かれたことで、プリンセスパレスから元の城へと戻っている。
ホープキングダムの古城（ホープキングダムのこじょう）
先代プリンセスプリキュアが作った4番目のプリンセスパフュームが封印されていた古城。第19話の終盤でトワイライトが赴きそれを入手し、のちにロストパフュームへと変化させる。第22話で浄化されトワ専用のパフュームとして使用されている。
第40話の終盤で絶望の森のいばらに取り囲まれた形で再登場したが、ホープキングダムを解放・復興させるというスカーレットの強い意思に呼応した4本のドレスアップキーをプリンセスパレスに挿すことで発生した希望の炎により浄化され「炎の城」へと変わる。ここがプリキュアたちのホープキングダムでの拠点として使えるようになっただけではなく、夢ヶ浜とホープキングダムとをつなぐ扉も新たに生成される。同時に城からはホープキングダム城跡地に向かって虹が掛かる（後述の3城も同様）。
花の城（はなのしろ）・海の城（うみのしろ）・星の城（ほしのしろ）
ホープキングダム城の周囲に配置されている城（前述の古城→炎の城も同様）。それぞれに先代プリンセスプリキュアの意志がこめられており、第20話では古城にあるもう1つのプリンセスパフュームの存在を告げている。
その後、炎の城同様に第43話でトゥインクルが星の城を、第45話でマーメイドが海の城を、第47話でフローラが花の城を目覚めさせる。
カナタのバイオリン
カナタが所持するバイオリンで白いケースに入っている。「トワに届け」と常日頃弾いていた。
トワ救出後ははるかたちに託し、のちに「スカーレットバイオリン」へと変化。
カナタのボタン
第33話にて、はるかたちが野良猫たちよりお礼として渡されたボタンで、それを見たシャムールは「カナタさまの手かかりになる」と話す。ホープキングダムの王家の紋章が刻まれている。
カナタのプレゼント
第39話にて、カナタ王子の記憶を取り戻した直後にはるかに送ったプレゼントの雑貨が、のちに「ロイヤルドレスアップキー」へと変化。
絶望の森（ぜつぼうのもり）
ホープキングダムにあるディスピアが封印されていた森。いばらと黒い霧に囲まれている。ここで幼少期のトワがディスピアの囁きにより連れ去られトワイライトへと洗脳される。
第22話でディスピアがスカーレットの攻撃で負傷したため、続く第23話から絶望のエネルギーを補給すべく帰還する。第30話で本拠地だったホープキングダム城が消滅したのを受け、続く第31話でディスピアの復活を機に同じ場所にこれで構築した城らしき拠点を構える。同時にホープキングダムもこれに変貌してしまう。
第39話では、クローズが仕掛けた罠（後述の「絶望の種」）とはるかの絶望が合わさり夢ヶ浜もこれに変貌してしまう。
ディスピア消滅後も残存しており、最終回（第50話）でカナタが視察後に「とても静かだったよ。今はまだね…」と警戒している。
絶望の種（ぜつぼうのたね）
クローズが絶望を集めるべく人間界にまいた種。また、ストップとフリーズはこれから生み出される。

## スタッフ
プロデューサー陣は、前作から引き続き朝日放送からは土肥繁葉樹、ADKからは高橋知子、東映アニメーションからは柴田宏明が参加。このほかに、東映アニメーションサイドからはシリーズ初の女性プロデューサーとして神木優が本作品より新たに起用されている。第23話まで柴田・神木の2人体制がとられ、第24話以降は神木単独の担当となる。また、「プリキュアシリーズ」の生みの親でもある鷲尾天が企画として名を連ねており、制作現場はプロデューサー陣に任せつつ、自身は主にサポート、監修、アドバイザー的な立場として、脚本の打ち合わせに立ち会うこともある。
シリーズディレクターは過去のシリーズ作品にも演出担当として数多く参加していた若手の田中裕太が、シリーズ構成は『ドキドキ!プリキュア』などで各話脚本を担当した田中仁が務めている。また、キャラクターデザインは「プリキュアシリーズ」初参加の中谷友紀子が担当している。
- 原作 - 東堂いづみ
- 漫画 - 上北ふたご（講談社「なかよし」連載）
- 企画 - 野下洋、西出将之（朝日放送）、波多野淳一（ADK）、清水慎治（第1 - 34話）、鷲尾天
- プロデューサー - 土肥繁葉樹（第1 - 20話） → 植月幹夫（朝日放送）、高橋知子（ADK）、柴田宏明（第1 - 23話）、神木優
- シリーズ構成 - 田中仁
- キャラクターデザイン・総作画監督 - 中谷友紀子[45]
- 美術デザイン - 増田竜太郎
- 色彩設計 - 佐久間ヨシ子
- 3D監督 - 鎌田匡晃（第1 - 25話）、川崎健太郎（第2 - 14話）、小林真理（第16 - 49話）、宮本浩史（第26話 - ）
- 編集 - 麻生芳弘
- 音響効果 - 石野貴久（サウンドリング→ちゅらサウンド）
- 音響制作 - タバック
- 音楽 - 高木洋
- 音楽制作 - 株式会社マーベラス
- 音楽制作協力 - 東映アニメーション音楽出版
- アソシエイトプロデューサー - 小島智子（朝日放送）、遠藤里紗（ADK）
- 製作担当 - 山崎尊宗
- アニメーション制作 - 東映アニメーション
- シリーズディレクター - 田中裕太
- 制作協力 - 東映
- 制作 - 朝日放送、ADK、東映アニメーション

## 主題歌
エンディング映像のダンスの振り付けは、前作から引き続きMIKIKOが担当している。オープニングテーマの歌唱を手がける礒部花凜、それにエンディングテーマ担当の北川理恵は共に第40話でゲスト出演（2人ともクロロの友達の妖精役で出演のほか、礒部はホープキングダム王室のメイドとしても出演）している。

### オープニングテーマ
「Miracle Go!プリンセスプリキュア」
作詞 - 大森祥子 / 作曲 - 渡辺亮希 / 編曲 - 渡辺亮希・池田大介 / 歌唱 - 礒部花凜
第25話までと第50話は1番、第26話から第49話まで2番の歌詞を使用。
冒頭の約15秒間にナレーションが入る。通常ははるかが担当するが、第2話・第9話・第16話・第25話・第32話・第36話・第44話・第45話ではみなみ、第4話・第12話・第17話・第24話・第34話・第42話・第43話ではきらら、第23話・第26話・第28話・第40話・第46話ではトワが担当。また、当初ナレーションは「3人の物語」だったが、第23話からは第22話でキュアスカーレットが誕生したことに伴い「4人の物語」に変更される。そして、「プリキュアシリーズ」放送通算555回となる第20話では、はるか・みなみ・きららの3人が担当した特別バージョンだった。
第25話までのノーブル学園をバックにした場面では、第1話でははるか・パフ・アロマが登場していたが、回を追う毎にキャラクターが追加されていた。第26話からは上述のアングルが横から見た形に変更され、はるか・みなみ・きらら・トワ・パフ・アロマが歩いている背景に生徒や学園関係者だけでなく、プリキュアの家族・ティナなどのゲストキャラクターも背景イメージとして登場するように変更、この形態でも背景にキャラクターが追加されている（後述）。
『映画 プリキュアオールスターズ みんなで歌う♪奇跡の魔法!』では、同作品の悪役であるソルシエールの魔法で生み出したディスピアの幻との戦いで挿入歌として使用されている。
オープニング映像の変遷
第11話からは第1話より登場していたディスピアが、シルエットから本来の姿に変わる。
第13話からはゼツボーグ群に攻撃するプリキュアの「モードエレガント」状態が、「ローズ」・「アイス」・「ルナ」にそれぞれ変更され、3人がクリスタルプリンセスロッドを構えている。
第14話からは第1話より登場していたトワイライトの仮面が無くなり素顔になる。以降は第25話までこの状態が続き、トワイライトがトワに戻り、さらにキュアスカーレットとなってからも、学園のバック場面で制服姿（冬服）のトワが先行登場しているのみで、トワイライトがそのまま登場していた。
第22話からは成長したはるかとカナタが向かい合っているシーンで、第21話でカナタが行方不明になったことからカナタの姿が消え、第41話から再び登場している（カナタ自身は第35話から再登場（当初は記憶喪失だったが第39話で戻る）しているが同話から『映画 Go!プリンセスプリキュア Go!Go!!豪華3本立て!!!』のハイライトシーンが使われていたため、その期間中の通常仕様版での登場可否は不明）。さらに、第50話でははるかがグランプリンセスに変化した。
第26話から映像が大幅に変更され、冒頭部のレースや光球が増え、各所にトワ（キュアスカーレット）が登場し、キュアフローラとトワイライトが対峙するシーンもキュアフローラとキュアスカーレットが背中合わせで共に戦うシーンになり、フローラの出るシーンで一瞬モノクロになる箇所が第41話ではなくなった。また、第26話からはパフとアロマには首飾りが付けられただけでなく、第27話からはゆいが回転しながら妖精たちが囲むシーンでメイド・執事形態にも変わる。第34話からはこのシーンやトワがドレスアップキーを持つシーンにクロロが追加されている。さらにゼツボーグ群に攻撃する3人のプリキュアの「モードエレガント」状態も、「リリィ」・「バブル」・「シューティングスター」にそれぞれ変更され、クリスタルプリンセスロッドにもハート形のチャームも追加された。ディスダーク側ではロックが青年形態に変更されたのを受けて、表情アップがロック（青年形態）に変更され、新たな幹部であるストップとフリーズが登場したが、少年形態だったロックはキュアトゥインクルとの、第11話で倒され、第12話から第25話まで表情アップで依然として登場していたクローズはキュアフローラとのそれぞれ戦闘シーンでは依然として登場していた。その後、第32話からはクロロがロックから解放され、クローズが復活したのを受けて、表情アップが復活後の姿に変更されたクローズに変更され、フローラとの戦闘シーンも復活後の姿に変わったほか、シルエットのままだったフリーズとストップの全容が明らかになり、フローラ以外のプリキュアと個別に戦う相手も変更されている（マーメイド：シャット→ストップ、トゥインクル：ロック（少年形態）→フリーズ、スカーレット：背景にシャットが登場）。第50話のみ、クローズの表情アップ時に目が光った。

### エンディングテーマ
「ドリーミング☆プリンセスプリキュア」（第1 - 25話）
作詞 - マイクスギヤマ / 作曲 - 山本清香 / 編曲 - 多田彰文 / 歌唱 - 北川理恵
キュアフローラ・キュアマーメイド・キュアトゥインクルの3人が、ダンスを披露し、終盤ではモードエレガントにフォームチェンジしている。
また、歌詞・スタッフクレジット字幕の色がピンク色になっている。
『映画 プリキュアオールスターズ 春のカーニバル♪』では挿入歌として使われ、同作品の終盤でキュアフローラ・キュアマーメイド・キュアトゥインクルの3人が『春のカーニバル♪』限定のフォームである「モードエレガント・プリマヴェーラ」にフォームチェンジしている。
「夢は未来への道」（第26話 - 第50話）
作詞 - マイクスギヤマ / 作曲・編曲 - 石塚玲依 / 歌唱 - 北川理恵
キュアフローラ、キュアマーメイド、キュアトゥインクル、キュアスカーレットの4人がダンスを披露している。第38話まではモードプリティのままで全て踊っていたが、第39話より終盤でモードエレガント・ドレスアッププレミアムにフォームチェンジしている。
今回のエンディングでは各プリキュアをイメージした歌詞の部分が用意されており、それにあわせる形でそのプリキュアが単独で踊る映像パートが4パターン用意されている。同様にその回のソロパートを踊るプリキュアが冒頭アップで中心に表示されるほか、歌詞・スタッフクレジット字幕の色もそのプリキュアのイメージカラーに変更される。
映像制作は『映画 Go!プリンセスプリキュア Go!Go!!豪華3本立て!!!』の中編『プリキュアとレフィのワンダーナイト!』を手がけた宮本浩史によるチームによるもので、テレビと同様に映画でもダンスして終わる企画意図から、プリキュア達が踊るステージは同作品の舞台であるパンプキングダムにあるという設定となっている。

### 挿入歌
「プリキュア音頭〜スマイルWink〜」（第27話）
作詞 - あおきくみこ / 作曲 - 高取ヒデアキ / 編曲 - 籠島裕昌 / 歌 - 五條真由美
同話数の前半にて、せいらが太鼓の練習をしている場面でインストルメンタルバージョンが流され、エピローグの盆踊り場面では歌入りバージョンが流された。
「プリンセスの条件」（第39話）
作詞 - 只野菜摘 / 作曲・編曲 - 高木洋 / 歌 - キュアフローラ(CV:嶋村侑)・キュアマーメイド(CV:浅野真澄)・キュアトゥインクル(CV:山村響)・キュアスカーレット(CV:沢城みゆき)
「Joyful!プリキュアクリスマス」（第45話）
作詞 - マイクスギヤマ / 作曲・編曲 - 石塚玲依 / 歌：春野はるか（CV：嶋村侑）・海藤みなみ（CV：浅野真澄）・天ノ川きらら（CV：山村響）・紅城トワ（CV：沢城みゆき）
ボーカルアルバム2に収録されているオリジナル版と異なり、本編映像に合わせてパート変更を行ったバージョンとなっている。

## 各話リスト
- 以下断りのない限り、放送日は日曜の日付を示す。臨時枠移動により日曜以外に放送したものは曜日も併記、さらに通常の放送時間以外に放送された場合にはその旨注釈にて示す。
- 特番やスポーツ中継などによる放送の休止・日時変更は以下の通り。
  - 2015年6月21日…第115回全米オープン選手権放送のため休止。
  - 2015年8月9日・16日・23日…制作局の朝日放送のみ、第97回全国高校野球選手権大会放送のため臨時枠移動を実施[注 56]（下記の表を参照）。
  - 2015年11月1日…第47回秩父宮賜杯全日本大学駅伝対校選手権大会放送のため休止。
  - 2016年1月3日…『新春! ロンドンハーツ傑作選』のため休止[50]。

| 話数 | サブタイトル                                     | 脚本       | 絵コンテ          | 演出       | 作画監督                                  | 美術                | 本放送日             |
| ---- | ------------------------------------------------ | ---------- | ----------------- | ---------- | ----------------------------------------- | ------------------- | -------------------- |
| 1    | 私がプリンセス？ キュアフローラ誕生！            | 田中仁     | 田中裕太          | 田中裕太   | 上野ケン                                  | 増田竜太郎          | 2015年 2月1日        |
| 2    | 学園のプリンセス！ 登場キュアマーメイド！        | 田中仁     | 門由利子          | 門由利子   | 稲上晃                                    | 斉藤優              | 2月8日               |
| 3    | もうさよなら？ パフを飼ってはいけません！        | 田中仁     | 田中孝行          | 岩井隆央   | フランシス・カネダ アリス・ナリオ         | 飯野敏典            | 2月15日              |
| 4    | キラキラきららは キュアトゥインクル？            | 田中仁     | 座古明史          | 座古明史   | 爲我井克美                                | 篝ミキ              | 2月22日              |
| 5    | 3人でGO！ 私たちプリンセスプリキュア！           | 田中仁     | 鎌谷悠            | 鎌谷悠     | 赤田信人 上野ケン                         | 斉藤優              | 3月1日               |
| 6    | レッスンスタート！ めざせグランプリンセス！      | 高橋ナツコ | 三塚雅人          | 三塚雅人   | 河野宏之                                  | 田中美紀            | 3月8日               |
| 7    | テニスで再会！ いじわるな男の子！？              | 香村純子   | 中村亮太          | 中村亮太   | 松浦仁美                                  | 佐藤千恵            | 3月15日              |
| 8    | ぜったいムリ！？ はるかのドレスづくり！          | 伊藤睦美   | 田中孝行          | 岩井隆央   | 赤田信人 上野ケン                         | 斉藤優              | 3月22日              |
| 9    | 幕よあがれ！ 憧れのノーブルパーティ！            | 田中仁     | 芝田浩樹          | 芝田浩樹   | 大田和寛                                  | 田中里緑            | 3月29日              |
| 10   | どこどこ？ 新たなドレスアップキー！              | 香村純子   | 畑野森生          | 畑野森生   | フランシス・カネダ アリストテル・ナサリオ | 飯野敏典            | 4月5日               |
| 11   | 大大大ピンチ！？ プリキュアVSクローズ！          | 田中仁     | 座古明史          | 鈴木裕介   | 稲上晃 上野ケン                           | 斉藤優              | 4月12日              |
| 12   | きららとアイドル！ あつ〜いドーナッツバトル！    | 伊藤睦美   | 村上貴之          | 村上貴之   | 中谷友紀子                                | 田中美紀            | 4月19日              |
| 13   | 冷たい音色・・・！ 黒きプリンセス現る！          | 高橋ナツコ | 三塚雅人          | 三塚雅人   | 爲我井克美                                | 佐藤千恵            | 4月26日              |
| 14   | 大好きのカタチ！ 春野ファミリーの夢！            | 成田良美   | 門由利子          | 門由利子   | 河野宏之                                  | 篝ミキ              | 5月3日               |
| 15   | 大変身ロマ！ アロマの執事試験！                  | 香村純子   | 黒田成美          | 岩井隆央   | 赤田信人                                  | 斉藤優              | 5月10日              |
| 16   | 海への誓い！ みなみの大切な宝物！                | 成田良美   | 中村亮太          | 中村亮太   | 青山充                                    | 田中美紀            | 5月17日              |
| 17   | まぶしすぎる！ きらら、夢のランウェイ！          | 香村純子   | 芝田浩樹          | 芝田浩樹   | フランシス・カネダ アリス・ナリオ         | 田中里緑            | 5月24日              |
| 18   | 絵本のヒミツ！ プリンセスってなぁに？            | 田中仁     | 畑野森生          | 畑野森生   | 上野ケン                                  | 飯野敏典            | 5月31日              |
| 19   | はっけ〜ん！ 寮でみつけたタカラモノ！            | 伊藤睦美   | 村上貴之          | 藤本義孝   | 飯飼一幸 五十内裕輔                       | 斉藤優              | 6月7日               |
| 20   | カナタと再会！？ いざ、ホープキングダムへ！      | 高橋ナツコ | 鎌谷悠            | 鎌谷悠     | 河野宏之                                  | 佐藤千恵            | 6月14日              |
| 21   | 想いよ届け！ プリンセスVSプリンセス！            | 成田良美   | 三塚雅人          | 三塚雅人   | 稲上晃                                    | 田中美紀            | 6月28日              |
| 22   | 希望の炎！ その名はキュアスカーレット！          | 田中仁     | 田中裕太          | 田中裕太   | 中谷友紀子                                | 田中里緑            | 7月5日               |
| 23   | ず〜っと一緒！ 私たち4人でプリンセスプリキュア！ | 香村純子   | 黒田成美          | 岩井隆央   | 爲我井克美 上野ケン                       | 斉藤優              | 7月12日              |
| 24   | 笑顔がカタイ？ ルームメイトはプリンセス！        | 伊藤睦美   | 佐々木憲世        | 佐々木憲世 | 青山充                                    | 飯野敏典            | 7月19日              |
| 25   | はるかのおうちへ！ はじめてのおとまり会！        | 成田良美   | 暮田公平          | 暮田公平   | フランシス・カネダ アリス・ナリオ         | 北村由樹子          | 7月26日              |
| 26   | トワ様を救え！ 戦うロイヤルフェアリー！          | 高橋ナツコ | 村上貴之          | 村上貴之   | 五十内裕輔                                | 田中美紀            | 8月2日               |
| 27   | ガンバレゆうき！ 応援ひびく夏祭り！              | 田中仁     | 芝田浩樹          | 芝田浩樹   | 河野宏之                                  | 佐藤千恵            | 8月23日8月9日        |
| 28   | 心は一緒！ プリキュアを照らす太陽の光！          | 伊藤睦美   | 三塚雅人          | 三塚雅人   | 赤田信人                                  | 斉藤優              | 8月24日（月）8月16日 |
| 29   | ふしぎな女の子？ 受けつがれし伝説のキー！        | 香村純子   | 鎌仲史陽          | 岩井隆央   | 上野ケン                                  | 田中里緑 いいだりえ | 8月25日（火）8月23日 |
| 30   | 未来へ！ チカラの結晶、プリンセスパレス！        | 田中仁     | 中村亮太          | 中村亮太   | 大田和寛                                  | 田中美紀            | 8月30日              |
| 31   | 新学期！ 新たな夢と新たなる脅威！                | 成田良美   | 鎌谷悠            | 鎌谷悠     | 稲上晃                                    | 飯野敏典            | 9月6日               |
| 32   | みなみの許嫁！？ 帰ってきたスーパーセレブ！      | 高橋ナツコ | 藤本義孝 田中裕太 | 村上貴之   | 五十内裕輔                                | 斉藤優              | 9月13日              |
| 33   | 教えてシャムール♪ 願い叶える幸せレッスン！       | 成田良美   | 佐々木憲世        | 佐々木憲世 | フランシス・カネダ アリス・ナリオ         | 佐藤千恵            | 9月20日              |
| 34   | ピンチすぎる〜！ はるかのプリンセスコンテスト！  | 伊藤睦美   | 入好さとる        | 岩井隆央   | 青山充                                    | 篝ミキ              | 9月27日              |
| 35   | やっと会えた…！ カナタと失われた記憶！           | 香村純子   | 暮田公平          | 暮田公平   | 河野宏之                                  | 田中美紀            | 10月4日              |
| 36   | 波立つ心…！ みなみの守りたいもの！               | 成田良美   | 芝田浩樹          | 芝田浩樹   | 爲我井克美                                | 斉藤優              | 10月11日             |
| 37   | はるかが主役！？ ハチャメチャロマンな演劇会！    | 田中仁     | 大塚隆史          | 大塚隆史   | 赤田信人                                  | いいだりえ 田中里緑 | 10月18日             |
| 38   | 怪しいワナ…！ ひとりぼっちのプリンセス！         | 香村純子   | 三塚雅人          | 岩井隆央   | 上野ケン                                  | 飯野敏典            | 10月25日             |
| 39   | 夢の花ひらく時！ 舞え、復活のプリンセス！        | 田中仁     | 田中裕太          | 鎌谷悠     | 大田和寛                                  | 斉藤優              | 11月8日              |
| 40   | トワの決意！ 空にかがやく希望の虹！              | 伊藤睦美   | 中村亮太          | 中村亮太   | 中谷友紀子                                | 田中美紀            | 11月15日             |
| 41   | ゆいの夢！ 想いはキャンバスの中に…！             | 高橋ナツコ | 入好さとる        | 鈴木裕介   | フランシス・カネダ アリス・ナリオ         | 佐藤千恵            | 11月22日             |
| 42   | 夢かプリキュアか！？ 輝くきららの選ぶ道！        | 伊藤睦美   | 佐々木憲世        | 平山美穂   | 河野宏之                                  | 田中里緑            | 11月29日             |
| 43   | 一番星のきらら！ 夢きらめくステージへ！          | 田中仁     | 黒田成美          | 岩井隆央   | 爲我井克美                                | 斉藤優              | 12月6日              |
| 44   | 湧き上がる想い！ みなみの本当のキモチ！          | 成田良美   | 暮田公平          | 暮田公平   | 稲上晃                                    | 田中美紀            | 12月13日             |
| 45   | 伝えたい想い！ みなみの夢よ大海原へ！            | 成田良美   | 芝田浩樹          | 芝田浩樹   | 赤田信人                                  | 篝ミキ              | 12月20日             |
| 46   | 美しい…！？ さすらうシャットと雪の城！           | 香村純子   | 村上貴之          | 村上貴之   | 中谷友紀子                                | いいだりえ 田中里緑 | 12月27日             |
| 47   | 花のように…！ つよくやさしく美しく！             | 伊藤睦美   | 畑野森生          | 畑野森生   | 上野ケン                                  | 斉藤優              | 2016年 1月10日       |
| 48   | 迫る絶望…！ 絶体絶命のプリンセス！               | 香村純子   | 佐々木憲世        | 岩井隆央   | 渡邊巧大                                  | 佐藤千恵            | 1月17日              |
| 49   | 決戦ディスピア！ グランプリンセス誕生！          | 田中仁     | 鎌谷悠            | 鎌谷悠     | 河野宏之、赤田信人 アリス・ナリオ         | 田中美紀            | 1月24日              |
| 50   | はるかなる夢へ！ Go!プリンセスプリキュア！       | 田中仁     | 田中裕太          | 田中裕太   | 中谷友紀子                                | 田中美紀            | 1月31日              |

## 放送局
字幕放送・連動データ放送はテレビ朝日系列フルネット局のみ実施。
| 放送地域       | 放送局                                                          | 放送期間                      | 放送日時           | 系列           | 備考                          |
| -------------- | --------------------------------------------------------------- | ----------------------------- | ------------------ | -------------- | ----------------------------- |
| 日本国内       | 朝日放送（制作局）をはじめとする テレビ朝日系列フルネット全24局 | 2015年2月1日 - 2016年1月31日  | 日曜 8:30 - 9:00   | テレビ朝日系列 | 同時ネット                    |
| 鳥取県・島根県 | 山陰放送                                                        | 2015年2月7日 - 2016年2月6日   | 土曜 11:15 - 11:45 | TBS系列        | 遅れネット スポンサードネット |
| 宮崎県         | 宮崎放送                                                        | 2015年2月21日 - 2016年2月20日 | 土曜 5:15 - 5:45   | TBS系列        | 遅れネット 番組販売           |

## 映画
映画 Go!プリンセスプリキュア Go!Go!!豪華3本立て!!!
2015年10月31日公開。キュアスカーレット、ゆい、シャムール、クロロが映画初登場、またはるかの回想シーンのみではあるが、春野家全員が映画初登場。シリーズとしては初の3本立て構成で上映される。下記の『春のカーニバル♪』では配布されなかったミラクルライト（ミラクルプリンセスライト）が再び配布される。
同作品の公開に合わせ、本作品第35話から第40話のオープニングにて、同作品のハイライトシーンが一部使用された他、同第39話から第42話まで、エンディングの冒頭部が映画仕様に差し替えられた。

### クロスオーバー映画
歴代プリキュアが共演する作品。
映画 プリキュアオールスターズ 春のカーニバル♪
2015年3月14日公開。本作品からはプリキュアのキュアフローラ、キュアマーメイド、キュアトゥインクル、パフ、アロマが登場する。同作品のみこれまで「プリキュアシリーズ」の映画で配布されていた「ミラクルライト」の代わりに、映画限定のドレスアップキー（オールスターズドレスアップキー）が配布された。
同作品の公開に合わせ、本作品第6話から第8話のオープニングにて、同作品のハイライトシーンが一部使用された。
映画 プリキュアオールスターズ みんなで歌う♪奇跡の魔法!
2016年3月19日公開。『春のカーニバル♪』に登場済みの3人と妖精2匹に加え、キュアスカーレットがクロスオーバー映画初登場。また、敵側ではディスピア、脇役としてゆいを始めとするノーブル学園の生徒たちが登場。時系列の上では、本作品の最終回でトワ・パフ・アロマがホープキングダムに帰還及びきららがパリに旅立つ前の出来事とされている。
映画 プリキュアドリームスターズ!
2017年3月18日公開。『奇跡の魔法!』に引き続き、本作品のプリキュア4人と妖精2匹が声付き登場。また、ゆいを始めとするノーブル学園の女性生徒たち・ゼツボーグが登場。
Petit☆ドリームスターズ!レッツ・ラ・クッキン?ショータイム!
2017年10月28日公開。『映画 キラキラ☆プリキュアアラモード パリッと!想い出のミルフィーユ!』の同時上映作品。本作品の妖精2匹が登場。
映画 HUGっと!プリキュア♡ふたりはプリキュア オールスターズメモリーズ
2018年10月27日公開。本作品のプリキュア4人が声付きで登場。
映画 プリキュアオールスターズF
2023年9月15日公開。プリキュアシリーズ20周年を記念したオールスターズ映画で、本作品を含む歴代プリキュアが総登場する。本作品からはキュアフローラが声つきのメインキャラクターとして登場、この他にキュアマーメイドも台詞付きで登場する。

## その他の作品
HUGっと!プリキュア
2018年に放送された、プリキュアのテレビシリーズ第15作目。本作品のプリキュア4人が第36話で変身前、第37話で変身後の姿で登場（キュアフローラのみ第37話で声有り）。また第36話でパフとアロマ、第37話で七瀬ゆいが登場。
ひろがるスカイ!プリキュア
2023年に放送された、プリキュアのテレビシリーズ第20作目。第14話のエンディング映像冒頭にキュアフローラが登場。映像中盤に登場するミラーパッドの画面上にもプリキュアへの変身バンクをハイライトで流す形で登場している。

## 漫画版
これまでのシリーズ同様、『なかよし』（講談社）にて、上北ふたごによる漫画版が2015年3月号から2016年2月号まで連載された。単行本は全2巻で、うち第1巻は放送期間中の発売となった。
同作品はスピンオフ作品とされており、執筆にあたっては東映アニメーション側から、シリーズで初めて明確に指示が出されたとしている。
1. Go!プリンセスプリキュア1 プリキュアコレクション 2015年8月6日発売 ISBN 978-4-06-337833-7
  - 『なかよし』2015年3月号 - 8月号掲載分及び描き下ろし作品を収録
2. Go!プリンセスプリキュア2 プリキュアコレクション 2016年2月5日発売 ISBN 978-4-06-337839-9
  - 『なかよし』2015年9月号 - 2016年2月号掲載分及び描き下ろし作品を収録

この他、『魔法つかいプリキュア!』第2巻特装版（2017年3月13日発売、ISBN 978-4-06-362357-4）付属小冊子には同作品と本作品および『キラキラ☆プリキュアアラモード』の3作品のプリキュアが共演する描き下ろし漫画が収録されている。

## キャラクターショー
遊園地やイベント会場等で観覧できるキャラクターショーは、第1期では初期メンバーの3人とショーオリジナルキャラクターの少年が登場。敵側はクローズとサッカーボール型ゼツボーグが登場。第2期ではプリキュア側にキュアスカーレットが加わり、敵側がシャットに変更され、ゼツボーグはカメラ型になる。こちらでもショーオリジナルキャラクターが登場した。
劇団飛行船による有料のミュージカルショーも開催されており、こちらではクローズ、シャット、ロックが全員登場したほか、クローズが4人に分身する演出もあった。ミュージカルショーで過去2作品のプリキュアの主人公が客演するのは本作品の公演から始まり、キュアラブリー（声 - 中島愛）とキュアハート（声 - 生天目仁美）が登場した。物語はプリンセスパーティーの招待状を受け取ったはるかたちがプリンセスランドに向かう内容で、オリジナルのゲストキャラクターとして眠り姫 （声 - 吉田小百合）、白雪姫（声 - 中原麻衣）、かぐや姫（声 - 新井里美）が登場する。

## 関連商品
音楽CD・映像ソフトの発売元はいずれもマーベラス。

### 音楽CD
いずれも販売元はソニー・ミュージックマーケティング。サウンドトラック・ボーカルアルバムの詳細は『Go!プリンセスプリキュア サウンドアルバム』を参照。
シングル
1. 「Miracle Go!プリンセスプリキュア/ドリーミング☆プリンセスプリキュア」（2015年3月4日発売）
  - CD+DVD盤：MJSS-09137 - 8
  - 通常盤：MJSS-09139
  - オープニングテーマと前期エンディングテーマを収録。CD+DVD盤のDVDにはオープニングおよび前期エンディングのノンテロップムービーが収録されている。初回限定封入特典は、両盤ともにジャケットイラスト・ステッカー。

2. 「プリキュアたいそう&プリキュア音頭〜スマイルWink〜」（2015年8月19日発売、MJSS-09153 - 4）
  - シリーズ初の体操楽曲と盆踊り用の音頭曲を収録したCD。レッスン用映像を収録したDVDが付属。映像にはキュアフローラと、前作『ハピネスチャージプリキュア!』のキュアラブリーと、前々作『ドキドキ!プリキュア』のキュアハートの着ぐるみ人形が登場している。

3. 「夢は未来への道」（2015年10月7日発売）
  - CD+DVD盤：MJSS-09155 - 6
  - 通常盤：MJSS-09157
  - 後期エンディングテーマとプリキュア4人による挿入歌を収録。CD+DVD盤のDVDには後期のオープニング・エンディング（4バージョン全て）のノンテロップムービーが収録されている。初回限定封入特典は、CD+DVD盤にはデータカードダス、通常盤にはジャケットイラスト・ステッカー。

サウンドトラック
1. 『Go!プリンセスプリキュア オリジナル・サウンドトラック1 プリキュア・サウンド・エンゲージ!!』（2015年5月27日発売、MJSA-01166）
  - BGMと主題歌のテレビサイズ・バージョンなど全36曲を収録したサントラ盤。初回封入特典はジャケットサイズ・ステッカー。

2. 『Go!プリンセスプリキュア オリジナル・サウンドトラック2 プリキュア・サウンド・ブレイズ!!』（2015年11月18日発売、MJSA-01172）
  - BGMと主題歌のテレビサイズ・バージョンなど全40曲を収録したサントラ盤。初回封入特典はジャケットサイズ・ステッカー。

ボーカルアルバム
1. 『Go!プリンセスプリキュア ボーカルアルバム1 つよく、やさしく、美しく。』（2015年7月15日発売、MJSA-01167）
  - ミュージカルショーやアクションショーで使用されたイメージソングや主題歌などを収録したボーカルアルバム。初回封入特典はジャケットサイズ・ステッカー。

2. 『Go!プリンセスプリキュア ボーカルアルバム2 〜For My Dream〜』（2015年11月11日発売、MJSA-01171）
  - イメージソングや主題歌などを収録したボーカルアルバム。初回封入特典はジャケットサイズ・ステッカー。

3. 『Go!プリンセスプリキュア ボーカルベスト』（2016年1月13日発売、MJSA-01178） 
  - ボーカルアルバムに収録された主題歌やキャラクターソングなどを収録したベストボーカルアルバム。初回封入特典はジャケットサイズ・ステッカー。

### DVD / Blu-ray Disc
いずれも販売元は前作までのTCエンタテインメントに代わり、本作品よりポニーキャニオンへと再度委託された。
DVDは2015年7月15日から2016年4月20日にかけて全16巻（各巻3話（Vol.15以降は4話）収録）が、Blu-ray Discは2015年10月21日から2016年4月20日にかけて全4巻（各巻2枚組、12話（Vol.4のみ14話）収録）がそれぞれ発売された。
| 巻数 | 収録話数    | ジャケットイラスト | 映像特典 | 発売日         |
| ---- | ----------- | --- | --- | -------------- |
| 1    | 1話 - 3話   | キュアフローラ キュアマーメイド キュアトゥインクル パフ・アロマ | 前期エンディングダンスレッスンムービー プリンセスあこがれドレスライブラリー ノンテロップ前期OP&ED DVD&Blu-ray告知CM | 2015年7月15日  |
| 2    | 4話 - 6話   | キュアフローラ パフ・アロマ | 前期エンディングダンスレッスンムービー                                                                              | 2015年8月19日  |
| 3    | 7話 - 9話   | キュアマーメイド パフ・アロマ | 前期エンディングダンスレッスンムービー                                                                              | 2015年9月16日  |
| 4    | 10話 - 12話 | キュアトゥインクル パフ・アロマ | 前期エンディングダンスレッスンムービー                                                                              | 2015年10月21日 |
| 5    | 13話 - 15話 | はるか・みなみ・きらら パフ・アロマ | 前期エンディングダンスレッスンムービー                                                                              | 2015年11月18日 |
| 6    | 16話 - 18話 | キュアマーメイド （モードエレガント・バブル） | 前期エンディングダンスレッスンムービー                                                                              | 2015年12月16日 |
| 7    | 19話 - 21話 | キュアトゥインクル （モードエレガント・シューティングスター） | 前期エンディングダンスレッスンムービー                                                                              | 2016年1月20日  |
| 8    | 22話 - 24話 | キュアスカーレット （モードエレガント・フェニックス） | 前期エンディングダンスレッスンムービー プリンセスあこがれドレスライブラリー                                         | 2016年1月20日  |
| 9    | 25話 - 27話 | キュアフローラ （モードエレガント・リリィ） | ノンテロップ後期OP&ED（フローラVer.&マーメイドVer.） 後期エンディングダンスレッスンムービー                         | 2016年2月17日  |
| 10   | 28話 - 30話 | キュアフローラ キュアスカーレット （モードエレガント・ドレスアッププレミアム）                                                                                             | ノンテロップ後期OP&ED（トゥインクルVer.&スカーレットVer.） 後期エンディングダンスレッスンムービー                   | 2016年2月17日  |
| 11   | 31話 - 33話 | キュアマーメイド キュアトゥインクル （モードエレガント・ドレスアッププレミアム）                                                                                           | 後期エンディングダンスレッスンムービー                                                                              | 2016年3月16日  |
| 12   | 34話 - 36話 | はるか・みなみ・きらら・トワ ゆい・パフ・アロマ | 後期エンディングダンスレッスンムービー                                                                              | 2016年3月16日  |
| 13   | 37話 - 39話 | キュアフローラ・カナタ | 後期エンディングダンスレッスンムービー                                                                              | 2016年3月16日  |
| 14   | 40話 - 42話 | はるか・トワ・パフ・アロマ | 後期エンディングダンスレッスンムービー                                                                              | 2016年4月20日  |
| 15   | 43話 - 46話 | みなみ・きらら・パフ・アロマ | 後期エンディングダンスレッスンムービー                                                                              | 2016年4月20日  |
| 16   | 47話 - 50話 | キュアフローラ キュアマーメイド キュアトゥインクル キュアスカーレット ゆい・パフ・アロマ ミス・シャムール クロロ ディスピア・クローズ・シャット ロック・ストップ・フリーズ | 後期エンディングダンスレッスンムービー プリンセスあこがれドレスライブラリー                                         | 2016年4月20日  |

| 巻数 | 収録話数    | ジャケットイラスト | 映像特典 | 発売日         |
| ---- | ----------- | --- | --- | -------------- |
| 1    | 1話 - 12話  | キュアフローラ（モードエレガント） | 設定資料ライブラリー 前期エンディングダンスレッスンムービー 変身&技シーン集 プリンセスあこがれドレスライブラリー ノンテロップ前期OP&ED DVD&Blu-ray告知CM 『映画 Go!プリンセスプリキュア』特報映像 | 2015年10月21日 |
| 2    | 13話 - 24話 | キュアマーメイド（モードエレガント） キュアトゥインクル（モードエレガント） | 設定資料ライブラリー プリンセスあこがれドレスライブラリー | 2016年1月20日  |
| 3    | 25話 - 36話 | キュアスカーレット（モードエレガント・フェニックス） キュアフローラ（モードエレガント・リリィ） | 設定資料ライブラリー 後期エンディングダンスレッスンムービー ノンテロップ後期OP&ED Blu-ray告知CM（後期OPver.） 『映画 プリキュアオールスターズ みんなで歌う♪奇跡の魔法!』予告映像                  | 2016年3月16日  |
| 4    | 37話 - 50話 | キュアフローラ キュアマーメイド キュアトゥインクル キュアスカーレット （モードエレガント・ドレスアッププレミアム） パフ（メイド・ドレスアップモード） アロマ（執事・ドレスアップモード） カナタ・ゆい・クロロ ミス・シャムール | 後期ノンテロップED（プレミアムドレスver.） 変身＆技シーン集 プリンセスあこがれドレスライブラリー 設定資料ライブラリー                                                                             | 2016年4月20日  |

ミュージカル
『Go!プリンセスプリキュア ミュージカルショー プリンセスランドをすくえ!』（2015年11月4日発売、発売元：朝日放送、販売元：TCエンタテインメント）
2015年7月18日に梅田芸術劇場メインホールで公演された上述のミュージカルショーを収録したDVD。初回封入特典はステッカーがランダムで1枚付属（フローラ、マーメイド、トゥインクル、スカーレットの全4種類）。劇中歌としてボーカルアルバム1に収録されている曲のほか、「プリキュア音頭〜スマイルWink〜」やミュージカルオリジナル曲の「三銃士の歌」が使用されている。また、ゲストとして主題歌歌手の礒部花凜と北川理恵も出演した。

### ゲーム

#### アーケードゲーム
プリキュア プリンセスパーティー
プリキュアデータカードダスシリーズの新作として、2015年4月23日より稼働を開始している。作品コンセプトを本作品と同様の「プリンセス」にしているほか、筐体をデータカードダスNEOタイプにするなど、システムの全面リニューアルを行っている。トワ（キュアスカーレット）は次作『プリキュア まほうのパーティー』からプレイヤーキャラクターとして登場しているため、同作品ではカード内にのみ登場している。

#### 携帯型ゲーム
Go!プリンセスプリキュア シュガー王国と6人のプリンセス!
バンダイナムコエンターテインメントより2015年7月30日に発売されたニンテンドー3DS用ゲーム。同じ色のグミを3つ並べて消すというシンプルなルールのパズルゲームで、進めていくごとにゼツボーグが出現し、グミを消してダメージを与えて倒すことでゲームクリアとなる。また、クリアしていくとキャラクターなどのデコシールが獲得でき、3DSの下画面で操作することでシールデコレーション遊びができるようになっている。
ストーリーにはオリジナルキャラクターが登場し、過去作品の歴代プリキュアのゲスト登場はないが、デコシールで登場する。
チャリ走 DX3 タイムライダー
スパイシーソフトのニンテンドー3DS用ゲーム『チャリ走DX3 タイムライダー』用のダウンロードコンテンツとして、本作品とのコラボステージが2015年2月19日より配信されている。全10面で構成され、フローラ、マーメイド、トゥインクルのそれぞれの能力を使いながら攻略していく。

### 雑誌・書籍
月刊ComicREX9月号増刊　Febri　Vol.30　『Go!プリンセスプリキュア大特集』（一迅社、2015年9月1日発行）雑誌 03714-09（L)-10-10
前半2クール分のストーリーガイドに加え、シリーズディレクターの田中裕太、キャラクターデザインの中谷友紀子、プロデューサーの神木優、キュアスカーレット役の沢城みゆき、映画版プロデューサーの鷲尾天のインタビューで構成、トリビュートイラストも収録した34頁の特集記事（文、宮昌太郎、夏葉薫　編集）
『アニメージュ』2015年12月号増刊 『Go!プリンセスプリキュア』特別増刊号（徳間書店、2015年11月14日発行）雑誌 01578-12
映画公開に合わせて発行されるアニメージュの増刊号で、これまで同誌に掲載された記事の再録や最新情報、スタッフインタビューや声優の座談会など、テレビシリーズと映画の情報を掲載。
『Go!プリンセスプリキュア オフィシャルコンプリートブック』（アニメディア別冊、学研プラス・発行、2016年3月19日発売） ISBN 978-4-05-610993-1
主要キャラクターの紹介や設定資料、全ストーリーの解説、声優・スタッフインタビューなどで構成。また『春のカーニバル』と『映画 Go!プリンセスプリキュア』、そして発売当日に公開された『みんなで歌う♪奇跡の魔法』といった劇場版情報も収録。
『Go!プリンセスプリキュア設定資料集 決定版』（東映アニメーション、2016年10月8日発行）
本作品の設定資料集。A4横版全494ページ、表紙箔押し仕様、白箱入り。
『物語 Go!プリンセスプリキュア 花とレフィの冒険』（秋之桜子・著、宮本浩史・イラスト、講談社KK文庫、2017年3月15日発売）ISBN 978-4-06-199594-9
『映画 Go!プリンセスプリキュア Go!Go!!豪華3本立て!!!』の中編作品『プリキュアとレフィのワンダーナイト!』のその後の物語で、主人公の小学生・園ノ宮花とその祖母、そしてプリキュアたちが繰り広げる児童向けファンタジー小説。時系列としてはテレビシリーズ終了後（最終話エピローグ付近）となっており、成長したはるか達についても触れられている。
『中谷友紀子 東映アニメーション プリキュアワークス』（一迅社、2018年9月1日発売）ISBN 978-4-7580-1620-9
本作品を中心とした中谷によるイラストギャラリーの書籍。各種アニメ雑誌やDVDジャケットなどに使われた版権イラスト、キャラクター設定、本作品や『魔法つかいプリキュア!』『映画 プリキュアドリームスターズ!』などでの原画等を収録。
なお本書の購入特典ポストカードイラストや発行後に発表されたイラストなどが、後年発行の『中谷友紀子 東映アニメーションプリキュアワークス2』（2022年9月16日発売、ISBN 978-4-75-801783-1）に収録されている。

### スマートフォンアプリ
Go!プリンセスプリキュア公式応援アプリ
朝日放送が開発・無料配信する公式アプリで、前作『ハピネスチャージプリキュア!』用アプリをバージョンアップさせることによって使用可能。
これまで同様テレビと音声を連動させ、応援することでプリキュアの3Dモデルを入手し、それと共に写真を撮ることができる。
『ドキドキ!プリキュア』から継続していたが、次作の『魔法つかいプリキュア!』では別のアプリとして配信されている。
プリキュア つながるぱずるん
2017年3月16日から2020年6月2日までバンダイナムコエンターテインメント（BNEI）より配信された、スマートフォン向けゲームアプリ。サービス開始時点から本作品のプリキュア4人が登場する。

#### その他
「Go!プリンセスプリキュア」LINEスタンプ
無料通話アプリLINEのクリエイターズスタンプ。LINE STOREから50コイン（120円）で購入可能。全40種類。
「プリキュアオールスターズ」LINE着せ替え
『映画 プリキュアドリームスターズ!』公開を記念として販売されたLINEの着せ替えセット。本作品及び『魔法つかいプリキュア!』『キラキラ☆プリキュアアラモード』の3デザインが用意されている。

### フィギュア
S.H.Figuartsシリーズ

S.H.Figuarts キュアフローラ
魂ウェブ商店限定。2016年8月26日発送。ミス・シャムールのミニフィギュア、プリンセスパフューム、クリスタルプリンセスロッド、ドレスアップキー2つが付属。
S.H.Figuarts キュアトゥインクル
魂ウェブ商店限定。2017年1月20日発送。プリンセスパフューム、クリスタルプリンセスロッド、ドレスアップキー2つが付属。
S.H.Figuarts キュアマーメイド
魂ウェブ商店限定。2017年6月15日発送。パフとアロマ（ドレスアップ覚醒前）のミニフィギュア、プリンセスパフューム、クリスタルプリンセスロッド、ドレスアップキー2つが付属。
S.H.Figuarts キュアスカーレット
魂ウェブ商店限定。2018年1月発送。プリンセスパフューム、スカーレットバイオリン、ドレスアップキー3種が付属。
S.H.Figuarts キュアフローラ モードエレガント
2015年秋開催の「TAMASHII NATION 2015」で参考出品。2018年8月時点で発売に関する発表はされていない。

### その他の関連商品
きららの夢ヶ浜名物ドーナッツ
2015年5月31日より公式ショップ「プリキュア プリティストア」で発売が開始されたドーナツ。6個入りでボックスにはきらら・パフ・アロマが描かれている
ローソンコラボ商品
ローソンが日本での創業40周年を記念し、本作品とコラボレーションしたもので、ローソンのイメージカラーである青と白のストライプ及びワンポイントのピンクをあしらった服を着たはるか・みなみ・きらら・トワの4人の描き下ろしイラストを使った、iPhone 6用ケースと缶バッジプレート・アクリルチャーム・毛布のセットが販売される。
ぷりきゅみシリーズ 第2弾
各プリティストアで購入可能。『ドキドキ!プリキュア』・前作『ハピネスチャージプリキュア!』・本作品のプリキュアたちがそれぞれの妖精（歴代妖精には含まれていない妖精も含む）の着ぐるみを着たイラストが描かれている。